# Dějiny Košic
Dějiny Košic jsou dějinami druhého největšího města Slovenska, metropole východního Slovenska, někdejšího hlavního města Horních Uher, hlavního střediska protihabsburských stavovských povstání a zároveň sídelního města sedmihradských knížat, protiturecké pevnosti, mezinárodní kupecké metropole a druhého svobodného královského města středověkého Uherska.

## Souhrn dějinného vývoje
Košice se vyvinuly z tržní osady slovanského původu v kotlině řeky Hornád (na náplavovém kuželu u soutoku řeky Hornád s Čermeľským potokem) na styku Slovenského rudohoří a výběžku Panonské pánve – kterému později město samo dalo jméno – Košická kotlina. Villa Cassa byla nejdůležitější osadou v regionu s velkým farním kostelem, o němž je první písemná zmínka z roku 1230. Kromě původního slovanského a maďarského obyvatelstva výrazněji přibývali ve 13. století k národnostní struktuře města němečtí osadníci, kterým byla udělována lokační privilegia již před rokem 1249. V roce 1290 dostaly Košice městská práva a jako sídlo Královské komory se staly nejdůležitějším městem Horních Uher. Jako první město v regionu obehnané hradbami se vyvinuly v obchodní metropoli s výnosným právem skladu.

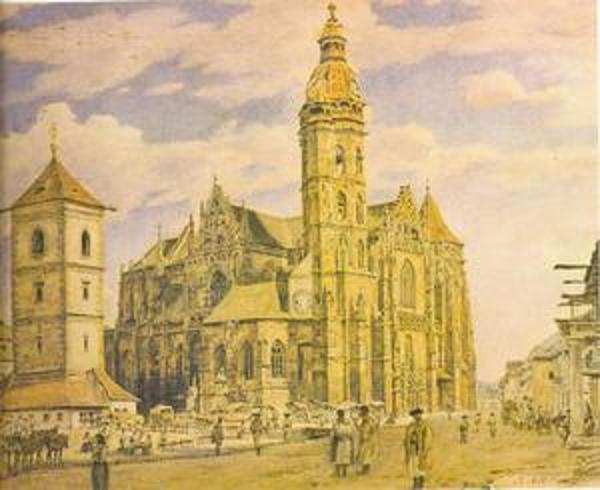
Náměstí před Dómem od Jakuba Alta z roku 1839

V době ohrožení měšťanských svobod a dálkového obchodu šlechtickým rodem Aba Omodejů v letech 1311–1312 Košičané suverénně vystoupili na svou obranu a pomohli králi Karlu Robertovi oligarchy zlikvidovat. Košice se staly oporou královské moci a byly jim uděleny mnohé hospodářské a právní výhody. Vrcholem královské přízně bylo velké privilegium Ludvíka Velikého pro město Košice z roku 1347 a udělení znaku Košic z roku 1369 – prvního znaku pro právnickou osobu v Evropě vůbec. Za krále Zikmunda Lucemburského dále vzkvétaly košická řemesla a obchod, ve kterém nejdůležitějším partnerem jim byl polský Krakov. Byl vystavěn nový Královský dům a začalo se s výstavbou největší katedrály v Uherském království – Dómu svaté Alžběty. Středověká konjunktura vrcholila za vlády Matyáše Korvína, kdy obývalo město spolu s předměstími pod hradbami, huštáky, okolo 10 000 obyvatel. Košice byly největším středověkým městem na území Slovenska a druhým svobodným královským městem v hodnostním pořadí uherských měst s městskými výsadami, jakými disponoval jen Budín.
Období raného novověku poznamenalo rozdělení Uherska na tři části (1541–1699), přičemž kvůli své poloze a významu Košice často oscilovaly mezi habsburskou říší a sedmihradským knížectvím. Bohaté město obehnané několika liniemi hradeb bylo od 16. století budováno jako silná protiturecká pevnost s bastionovým systémem opevnění. Pro pořádání vojenských operací a finanční správu Horních Uher byly ve městě stanoveny úřady hornouherského hlavního kapitanátu a Spišské komory. Ve městě se plně ujala reformace, přičemž německé a slovenské obyvatelstvo vyznávalo luteránství a maďarské obyvatelstvo kalvinismus. Jejich spor s katolíky o dóm svaté Alžběty z roku 1604 byl jednou z prvních rozbušek vojenského soupeření o náboženskou snášenlivost, které později vyústilo do celoevropského konfliktu třicetileté války. Protestantské Košice byly v letech 1604–1606 za knížete Štěpána Bočkaje, v letech 1619–1626 za knížete Gabriela Betlena a v letech 1644–1648 za knížete Juraje I. Rákociho sídelním městem Sedmihradska a centrem protihabsburských povstání. V letech 1682–1685 zase centrem Tökölyho hornouherského knížectví, podřízeného přímo Osmanské říši. V letech 1704–1711 si z Košic udělal hlavní základnu kníže František II. Rákóczi v boji za "vlast a svobodu" Uherského království.
Satmárským mírem 1711 začala nová etapa košických dějin pod permanentní vládou Habsburků. Válkami, epidemiemi a přírodními živly zdevastované město, s třetinou obyvatelstva oproti stavu z dob krále Matyáše Korvína, se pomalu zotavovalo z nepřízně politického dění a odklonu důležitých obchodních spojení. V 18. století nastoupila doba rekatolizace, stylu baroka a osvícenských reforem. V roce 1783 byl zrušen statut Košic jako pevnosti, což umožnilo postupné splynutí vnitřního města s huštáky. Bastiony košického městského opevnění se měnily v první manufakturní areály, zasypané vodní příkopy v okružní třídy. Po revoluci v letech 1848–1849 začal ve městě výrazněji růst průmysl, v roce 1860 dorazil první vlak a v roce 1891 otevřela provoz koňská pouliční dráha. V Košicích působilo několik slovenských, jakož i maďarských obrozenců. Po roce 1867 se projevoval výrazný vliv maďarizace obyvatelstva a budování Košic jako hornouherského centra maďarské kultury. Košice se proměnily na výstavní město s renovovanou katedrálou, honosným divadlem, stylovými secesními budovami různých státních institucí a měšťanských spolků.
V roce 1918 se město stalo součástí Československa. Hospodářská vyspělost první republiky se odrazila ve zdvojnásobení počtu obyvatelstva. Mnoho Košičanů se vrátilo ke své slovenské národnosti, město si však udrželo multikulturní charakter až do druhé světové války, na závěr níž ztratilo početnou židovskou menšinu. V letech 1938–1945 patřily Košice Maďarskému království. V roce 1945 zde byl podepsán poválečný program obnoveného Československa – Košický vládní program. V roce 1948 se k moci v Československu dostali komunisté a městský majetek byl znárodněn. V roce 1965 byly spuštěny Východoslovenské železárny pro 25 000 zaměstnanců, což výrazně ovlivnilo urbanistický růst města. Četná košická sídliště obklíčila město ze všech světových stran a vyrostla i na místě zasanovaných předměstí. Košice byly pátým největším a nejrychleji rostoucím městem federace. Od roku 1993 jsou druhým největším městem Slovenské republiky a sídlem Ústavního soudu Slovenské republiky.

## Okolí dnešních Košic v pravěku
Okolí Košic patří k nejvýznamnějším pravěkým archeologickým lokalitám na Slovensku, hlavně díky nalezišti z doby kamenné a bronzové – Košice-Barca a nalezišti doby bronzové evropského významu – Nižná Myšľa.
Příznivé přírodní podmínky jižní části Košické kotliny měly vliv na zachování dokladů o lidské činnosti již z období středního paleolitu v podobě pěstních klínů (Poľov, Kechnec). Mladopaleolitická kultura Aurignacien, rozšířená od Blízkého východu až po západní Evropu, již budovala první obydlí – polozemnice. Právě takové se odkrylo v archeologické lokalitě Barca. Z Barce pocházejí i kamenné nástroje z období mezolitu, neolitu (kultura s lineární keramikou, Bukovohorská kultura) a eneolitu (Polgárská kultura, Badenská kultura). Jinými nalezišti doby kamenné v okolí města jsou Košice – Červený rak, Seňa, Ružín – Medvedia jaskyňa, Milhosť, Valaliky, Čečejovce, Šebastovce (polgárská kultura).

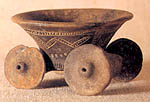
Vozík – hračka z Nižné Myšle

Starší doba bronzová byla v okolí dnešních Košic reprezentována košťanskou kulturou v její starší fázi. Hroby této kultury byly odkryty v Košicích při teplárně (172 hrobů) a v Čaně (162 hrobů). Vysoký stupeň rozvoje dosáhla otomanská kultura, pro kterou bylo typické stavění opevněných osad. Osada Barca s prvky urbanizace měla jedno až tří prostorové domy seskupené ve čtyřech řadách do částečně vydlážděných ulic. Val kolem osady dosahoval výšky dvou metrů. Další unikátní osadou byla Nižná Myšľa (1700 př. Kr. – 1400 př. Kr.) se zhruba 760 prozkoumanými hroby. Obyvatelé osady udržovali čilé kontakty se Středomořím, s nímž obchodovali s jantarem. Archeologický výzkum lokality trvá od roku 1977 za mezinárodní účasti. Bohatý nálezový materiál obsahuje i specializovanou hračku – ornamentální hliněný vozík, a obětní jámu se čtyřmi zavražděnými. Obě jsou poutavými exponáty Východoslovenského muzea v Košicích. Nižnomyšľanské naleziště se pro svou unikátnost a rozsah označuje za "slovenské Mykény."
V halštatské době se rozšířila keramika vyráběná na hrnčířském kruhu. Nejvýznamnější lokalitou období jsou Čečejovce s doklady těžby a zpracování železa. Jiným významným nálezem je 17 kusů zemědělských nástrojů opět z Nižné Myšle. Keltové se v okolí začali usazovat kolem roku 300 před Kr., keltská sídliště byla zjištěna v Trstené pri Hornáde, Zádieli a Žarnově. Jejich pohřby byly odkryty i v Košicích. Od poloviny 1. století př. Kr. se mísili s Dáky. V 2. století zde pronikla przeworská kultura (osada s hrnčířskou dílnou v Šebastovce) a ve 3. století kultura s neznámou identitou.
Doba stěhování národů je na území Košic reprezentována hroby z Canela a Košic (veřejný hřbitov a magnezitový důl – nález stříbrné pozlacené přezky z opasku). Od 5. století sem začali pronikat Slované, jejichž smíšené slovansko-avarské hroby ze 6.–8. století se zachovaly v Barci, Kechneci, Šebastovcích a Valalikách.

## Raně středověké předuherské Košice

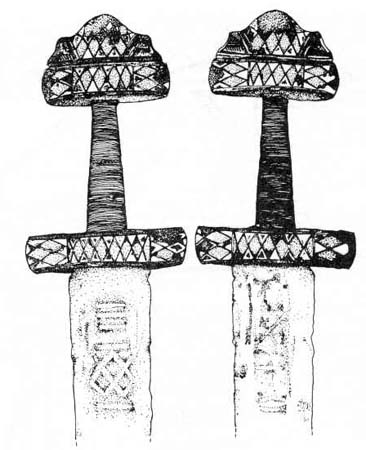
Velmožský meč z 2. poloviny 10. století je vystaven ve Východoslovenském muzeu

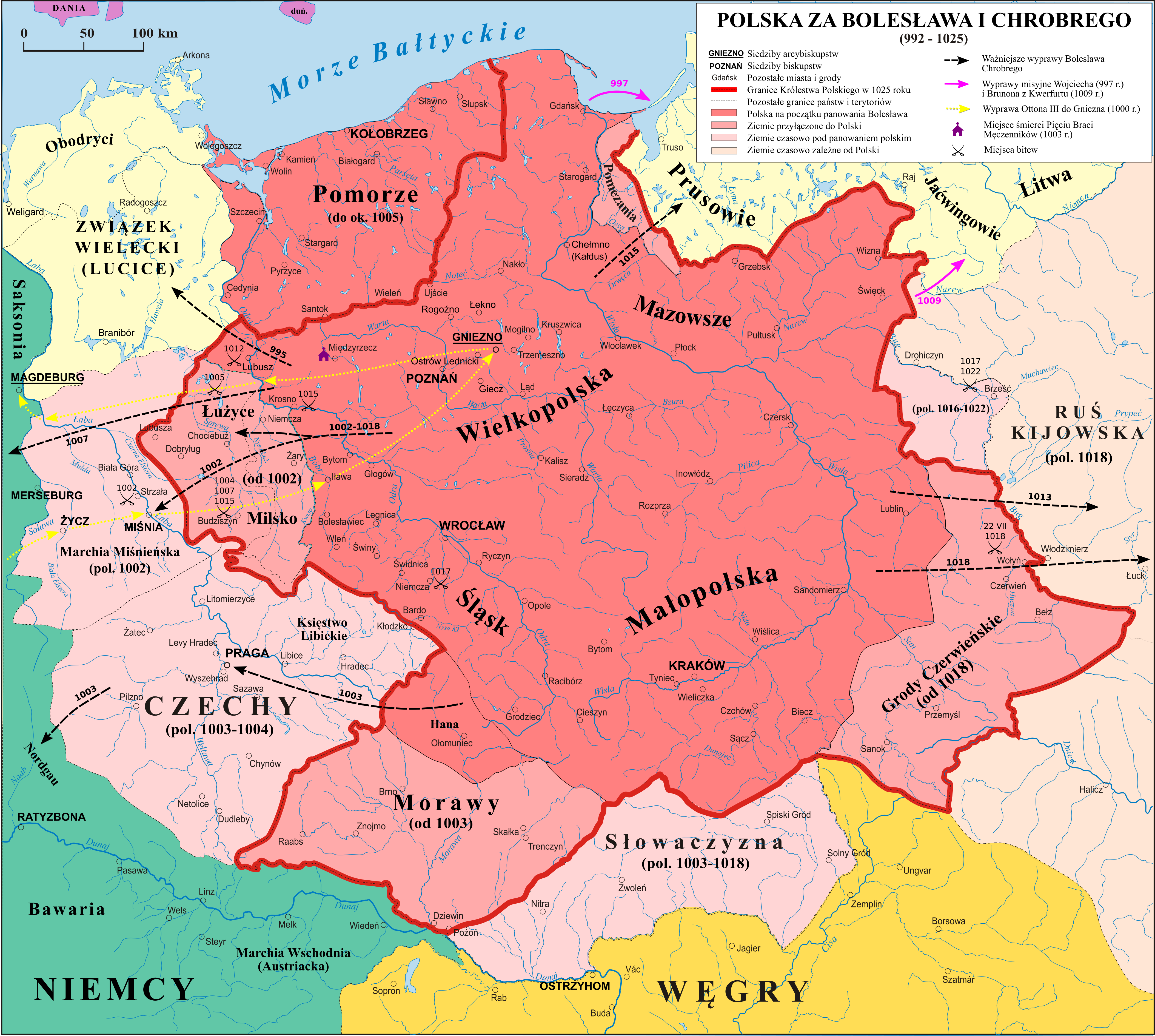
Ilustrační polská mapka zobrazuje "slovenský" zábor polského panovníka Boleslava Chrabrého na počátku 11. století, který zahrnoval i Pohornádí. Dohodou s uherským králem Štěpánem I. se rozhodlo, že toto území bude začleněno do rámce nově založeného Uherského království

### Slovanské osídlení
Město Košice se vyvinulo v geografickém styku výběžků vnitřních Karpat a Východopanonské pánve v údolí řeky Hornád z osady slovanského původu. Slovanské osídlení Košické kotliny je kontinuálně dokázáno od 7. století, čehož potvrzením jsou nálezy slovansko-avarských pohřebišť z Barce, Šebastovců, Valaliků a Kechnece. Slovanské kmeny si zde vybudovaly v 9. a 10. století několik hradišť, které kulturně směřovaly k Velké Moravě, i když není prokázáno, že pohanské osídlení Košické kotliny bylo její integrální součástí. Hradiště Starý Hrad (Ovar) byl situován na východ od obce Seňa. Další byly lokalizovány v Barci, na vrchu Hradová a v lokalitě Breh (v dnešní městské části Krásna) na místě pozdějšího benediktinského kláštera. Slovanský původ názvu není v okolí ničím neobvyklým, zachovaly se i místní názvy Blatan, Cermis, Pstružník, Verbelica, a nakonec i samotný název města Košice. Významným archeologickým objevem z nedaleké pískovny v Krásné je i bohatě zdobený meč slovanského velmože z druhé poloviny 10. století porýnské provenience, svědčící o vyspělých obchodních a společenských stycích Košické kotliny.

### Osada Košových lidí a vývoj názvu města
Současná slovenská historická a lingvistická věda se shoduje, že název města Košice je odvozen od slovanského osobního jména Koše. Původní význam názvu byl osada Košova lidu. Identita Koša je však neznámá. Mohl to být stařešina osady, nebo již raně feudální pán. Zjevně šlo o velmi autoritativní osobu, když se jeho jméno ujalo pro pojmenování této čilé tržní osady a její okolního zázemí. Tuto hypotézu však oslabuje skutečnost, že jméno Košice mají i některé jiné obce-osady v Čechách a na Slovensku, např. i v Polsku, příp. v jiných státech Evropy.
Název Koše převzali po svém příchodu do Košické kotliny v 40. letech 11. století i Maďaři v paralele Kassa, Kossa, Cossa, a tedy ještě bez patronymické přípony -fa, -patak, které jsou příznačné pro převzetí do maďarštiny až v 13. století. I slovenská partonymická přípona -ice je pozdějším dodatkem. Konečně latina a němčina převzala maďarskou formu Cassa, z čehož vzniklo pozdější Cassovia a Kaschau. Slovenská forma se poprvé objevuje v uherských středověkých listinách od roku 1441, ale krakovští kronikáři zapisovali název Košic, jak ho slyšeli od Košičanů, ve tvaru Cosszicze již v letech 1382–1383.

### Maďarské osídlení
V roce 1018 se první uherský král Štěpán I. Svatý dohodl s rozpínavým polským knížetem Boleslavem Chrabrým, který od roku 1001 zabíral území zhruba dnešního Slovenska, na společných uhersko-polských hranicích na přirozeném hřebeni masivu Karpat. K osídlování tohoto území Maďary však docházelo pouze postupně, na území východního Slovenska ještě pomaleji, než na jeho západě. V 10. století existuje doklad o maďarské přítomnosti pouze při dolním toku Hornádu a Slané, ne severněji než současná obec Garadna. Posouvání Maďarů severněji do Košické kotliny spadá do konce vlády Štěpána I. a do období vlády jeho švagra Samuela Aby z velmožského rodu Abovců.

## Košice za dynastie Arpádovců

### Komitát Novum Castrum
Rodové majetky Abovců se rozprostíraly ve východní části království v podhůří Matry. Během své krátké vlády král Samuel Aba (1041–1044) rozšiřoval právě tímto směrem královskou správu. V Košické kotlině nechal vystavět nový komitátní hrad Novum Castrum (Ujvári, resp. Abaújvár) naproti bývalému slovanskému hradišti Starému Hradu (Ovar) v Seni – na druhém břehu Hornádu, v dnešní obci Abaújvár. Tím bylo Pohornádí plně integrováno do systému komitátů Uherského království. Název nově vzniklé stolice, která zahrnovala kromě abovské župy Šariš a Heveš, byl totožný se jménem hradu. Do latiny pronikl název z maďarské verze, a tedy Abaujvariensis, který se vžil natolik, že přešel do názvu pozdější abovské župy. Pro svou rozlehlost se komitát rozpadl za Bely IV. na menší župy a z hradu zůstaly jen ruiny.

### Christianizace území města

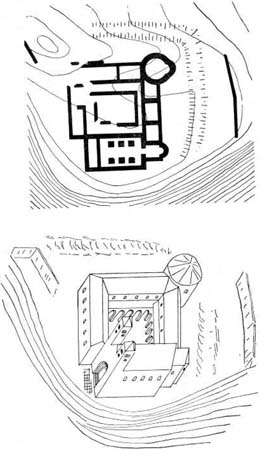
Dispozice opatství v Krásné s rajským dvorem, dvouvěžovou bazilikou a rotundou podle B. Polly

Abovci byli náruživí podporovatelé křesťanství v této pohanské oblasti a jeho šířením byli zasaženi v jednom dobovém horizontu tak staří Slováci i Maďaři. Pro šíření křesťanství v kraji měly sloužit panské kostelíky, které byly uherským územ stavěny zpravidla na dobře přístupném místě mezi jednotlivými vesnicemi a osadami. Takovým byl i jednolodní románský kostelík, datovaný do 11. století a přestavěný v první polovině 12. století, který stál na místě pozdějšího benediktinského kláštera v Krásné nad Hornádom, a jehož základy byly odhaleny při archeologickém výzkumu lokality Breh archeologům Bélou Pollou v letech 1971–1985.
Předpokládá se, že na území pozdějšího města Košice stál již před polovinou 11. století větší a významnější kostel než ten v Krásné. Sloužil bohaté farnosti při střediskové osadě trhovců, která se vyvinula na území potomků Košových lidí. Jako významná křižovatka v údolí Hornádu, dobře chráněná ze tří světových stran přírodní hradbou, vynikala tato osada nad ostatními osídleními v kotlině.

### Benediktinský klášter v Krásné
Období přelomu 11. a 12. století znamená konsolidaci vnitropolitických poměrů v Uhersku a ukotvení pevných sociálních a institucionálních vazeb v království. Do období vlád podporovatelů křesťanství ve svatoštěpánských tradicích Ladislava I. a Kolomana I. (1077–1116) spadá i příchod benediktinských mnichů na území východního Slovenska. Jako znak civilizační vyspělosti bylo jejich usazení v regionu podporováno i Abovci, kteří jim svěřili do užívání krásenský kostelík. Ten jim však pro misijní a hospodářské potřeby nepostačoval a na jeho místě si brzy vybudovali trojlodní baziliku se dvěma věžemi přiléhajícími ke klášteru s typickou benediktinskou dispozicí. Takto vystavěný benediktinský klášter v Krásné (v dnešní městské části Košic) byl v roce 1143 zasvěcen Panně Marii jágerským biskupem Martýriem, jak připomínají Bratislavské anály. Klášterní opatství v Krásné bylo prvním klášterem v prostoru severovýchodního Uherska a jedním z prvních v Uhersku vůbec. Mělo sloužit trvalému zakořenění křesťanství na tomto území, kde stále přežívaly pohanské tradice, přičemž bazilika pravděpodobně sloužila i místním obyvatelům. Opatství zaniklo před rokem 1590, neboť podle písemných pramenů bylo v této době již v rozvalinách.

### Villa Cassa
V hornádském údolí městské kotliny existovala čilá významná osada Košice dříve, než se nám zachovaly první písemné prameny. První známá písemná zmínka o Košicích je podle Lubinské listiny jágerské kapituly z roku 1230, která informuje o prodeji pozemků Košičany. Záznam připomíná, "že Šimon syn kněze Řehoře z osady Košice a Peter, syn Pavla také odtud" prodávají pozemky jiným vlastníkům za 9 hřiven. Mezi nemovitostmi je zmiňován mlýn. Hranice pozemku jsou podrobně popsány. Rozprostíraly se na jih od osady Košice a na sever od vesnice Lubina, která se v listině zmiňuje, a která katastrálně existovala do 2. poloviny 18. století.
Listina označuje Košice termínem Villa Cassa, tedy královská osada Košice. V listině se zmniňuje farář, což indikuje existenci místního kostela, který nejpravděpodobněji vznikl v době stabilizace křesťanství v tomto regionu do poloviny 11. století. Šlo o předchůdce pozdějšího dómu sv. Alžběty, románsko-gotický kostel sv. Michala, což bylo pravděpodobně původní patrocinium košického kostela. K jeho změně došlo až v 2. polovině 13. století s příchodem velké vlny německých kolonistů. Samotná osada starousedlíků nebyla dosud archeologicky zjištěna. Existují tři teorie o jejím lokalizování:
- dnešní Kováčska ulica, která byla ve středověku nazývána Windishe Gasse, resp. Platea Sclavorum (Branislav Varsik, Ondrej Richard Halag)
- dnešní Alžbetina ulica (Štefan Eliáš)
- mimo současné jádro města, na jižním předměstí (Jozef Duchoň)

### Němečtí kolonisté a jejich privilegia
Za vlády významného arpádovského krále Bely IV. v roce 1241 napadli Uhersko Mongolové, kteří útočili i v okolí Košic – (Jasov). Po zpustošení země se Béla IV. snažil o znovuosídlení vypleněné země přizvanými hosty ze saského Německa. Těmto hostům byly zaručeny výsady vymáhání dávek od usedlostí, výhody při odvádění desátků a vymezení samosprávy. Víme to podle zachované listiny z roku 1249, kdy král daroval hostům ze Sene taková privilegia, která do té doby užívali jen hosté z Košic (libertas hospitum de Kassa). Košice tedy již před rokem 1249 disponovaly prvními oprávněními.
Němci tak zakládají nové kolonizační město s čočkovitým náměstím (Hlavní ulice) a uliční sítí dnešního historického jádra. Výrazně také přispěli k multinárodnostní charakteru města, ve kterém se mísili se slovenskými a maďarským starousedlým obyvatelstvem. Jelikož se jejich řady rozšiřovaly, žádali od krále další pozemky, což jim bylo potvrzeno darovací listinou Štěpána V. z roku 1261. V ní král uděluje hostům z Košic Samphlebenovi a Oblovi pozemky Horních Košic, teritorium pod vrchem Hradová, mezi potokem Cermis a řekou Hornád. Zásadní význam listiny byl v tom, že Košičany osvobozovala od vojenské služby, byli vyňati z pravomoci Abaujvárskeho komitátu a mohli si volit vlastního soudce.
Výsadní listina, povyšující Košice na město a udělující jim městské výsady, se nezachovala. Historik Ondrej Richard Halag předpokládal, že se tak stalo určitě kolem roku 1290. V roce 1290 totiž jágerský biskup Andrej II. vyňal Košice zpod pravomoci abaujvárskeho archidiakona. Košická fara tak podléhala přímo biskupské jurisdikci. Této církevní autonomii musela předcházet autonomie civilní. Podle současných názorů však Košice patřily k městům s dílčími oprávněními postupně doplňovanými dalšími v průběhu 14. století.
Po roce 1290 jsou Košice už označovány pouze termínem civitas, tedy město, namísto villa, tedy osada. Z období po tomto roce pochází i nejstarší známá městská pečeť s vyobrazením sv. Alžběty Uherské, patronky města, na pozadí košických městských hradeb, které jsou svědectvím městského statutu Košic. Nedochované privilegium pravděpodobně potvrzovalo Košicím i právo skladu "podle starého zvyku", čímž se zařadily spolu s hlavním městem Budínem (1244) a pohraničním Podolíncem (1292) k málu uherských měst, kterým bylo skladové právo uděleno před rokem 1300.
Na rozdíl od většiny slovenských měst, která převzala magdeburské městské právo, Košice se řídily podle práva hlavního města Budín, které spadalo pod norimberský právní okruh. Modifikované na místní poměry se košické městské právo recipovalo dalším městům hornouherských oblasti, a to nejen těm, které nepatřily pod spišské městské právo jako Bardejov a Prešov, ale i městům, která se již řídila podle práva jiného okruhu, ale přešla na právní okruh košický (Stará Ľubovňa, Sabinov, Gelnica).

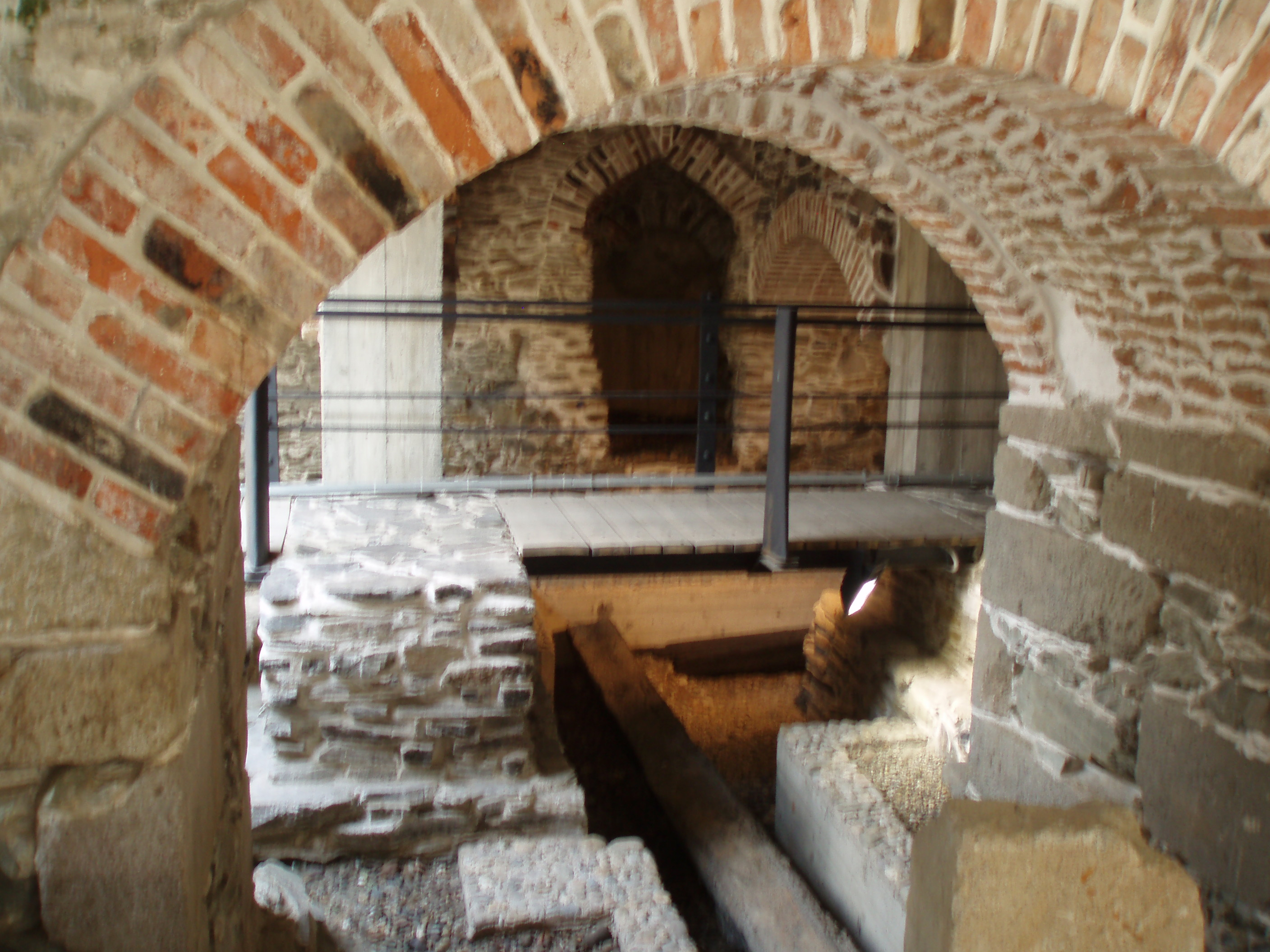
V roce 1996 byly odhaleny zbytky Dolní brány. Zachovala se i nejstarší hradba městského opevnění z arpádovského období

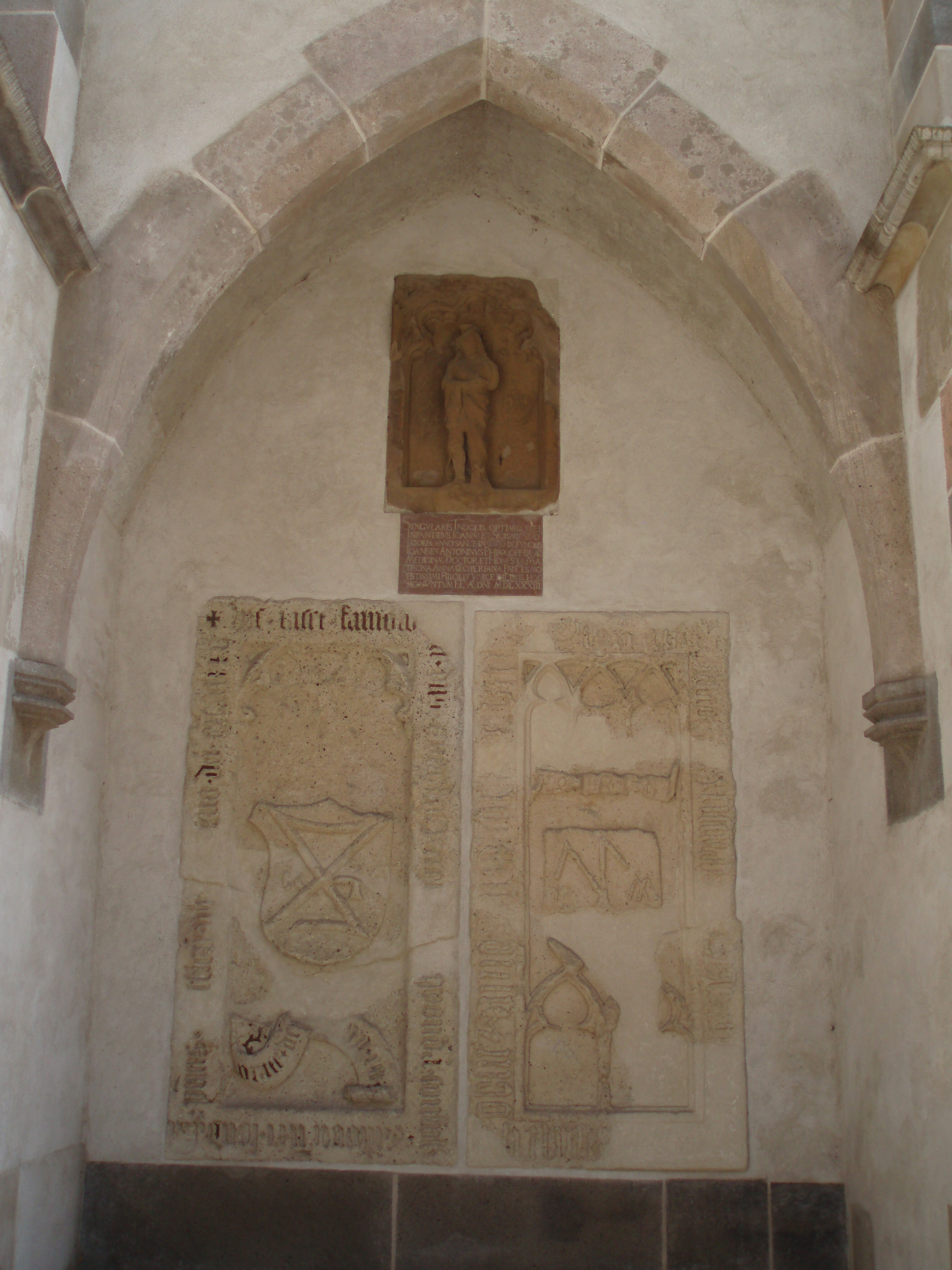
Kamenné epitafy z nejstaršího košického kostela sv. Michala, resp. sv. Alžběty jsou od roku 1904 zazděny i na severní stěně kaple sv. Michala

### Urbanismus kolonizačního města a jeho opevnění
Němečtí kolonisté s sebou přinesli do země i nové postupy při výstavbě svých měst. Specificky pro region východního Slovenska šlo o řešení světově unikátní, kde se nejvýstavnější ulice uprostřed rozšiřovala do tvaru čočky, aby vytvořila prostor pro soustředění nejdůležitějších městských staveb (kostel a později radnice) a trhu. V případě Košic bylo čočkovité náměstí nebo rynk – Hlavní ulice- budováno kolmo na starší zástavbu Villy Cassy, kterou Němci pojmenovali Hnilnou ulicí, ležící před románským kostelem sv. Michala.
Počátky výstavby košických městských hradeb spadají do období let 1260–1290, přičemž kolem roku 1290 bylo hradbami obklopeno už celé město. Hradební zeď neměla více než 1metrovou tloušťku. Dvě městské brány, Dolní a Horní, ukončovaly na obou koncích náměstí – rynk, třetí umožňovala příchod od západu na Hnilnou ulici. Opevněná plocha měla 21 hektarů, město jako celek 57 hektarů.

### Kostely, kláštery a instituce arpádovských Košic
Po roce 1235, kdy Alžběta Durynská byla prohlášena za svatou, se její kult stal v jejím domovském regionu nesmírně populární. Navíc ve spojení s majoritním německým obyvatelstvem město rozhodlo o změně patrocinia hlavního farního kostela sv. Michala ve prospěch světice, takže již v roce 1283 se zmiňuje jako kostel sv. Alžběty. Tento jednolodní kostel dostal pravděpodobně při této příležitosti i novou gotickou apsidu. Svatyně kostela měla rozměry 11,5 × 10,25 m a jeho hlavní loď 27,8 × 14 m. Technické údaje o původním kostele jsou známy z velké rekonstrukce dómu svaté Alžběty z konce 19. století.
Na konci 13. století se připomíná i existence nemocnice pro chudé – špitálu při košické faře (1283 Hospitali pauperum ville de Cassa). Špitál při farnosti svatého Ducha stál vně hradeb na jižním předměstí a během 13. až 15. století ho město muselo chránit před nároky uherských křižáků.
Žebravý řád dominikánů se začal v Uhersku usazovat po roce 1220. Jelikož jejich misijní činnost se soustřeďovala na větší města, neobešli ani Košice. Založili si kostel s klášterem na okraji města, severně od Hnilné ulice. Přesný rok výstavby jejich konventu není znám, ale v Guidonově seznamu dominikánských klášterů z roku 1303 je košický již zmíněn. Dominikáni byli známi i zřízením vyšší školy, kde připravovali kněží, ale i laiky na zahraniční univerzity. Dominikánský kostel je v současnosti nejstarší zachovalý kostel v Košicích. Dominikáni zde působí s přestávkami let 1556–1699 a 1950–1990 dodnes.
Metropolitní postavení města v severovýchodní části království – Horním Uhersku, označovaném jako Parte Superioris nebo Oberland, dokládá existence pobočky Královské komory, která zde byla etablována v průběhu 13. století. Poprvé se zmiňuje v roce 1297 a sloužila pro potřeby správy královských majetků a výběru daní. Dohlížela i na výstavbu městského opevnění, což bylo náročnou finanční investicí. Jejím sídlem byla nejvýznamnější světská středověká stavba ve městě – Královský dům, stávající před jižním pásem hradeb.

## Košice v letech 1301–1526

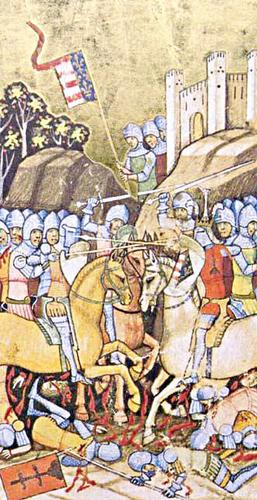
Gotické vyobrazení tzv. bitvy u Rozhanovců zobrazuje záchranu krále košickými ozbrojenci. Dlouho byl hrad na obrázku považován za Košický hrad nebo hrad Sokoľ, nejnověji se historici shodují, že jde o samotné hradby Košic.

### Povstání Košičanů proti Omodejům
Po vymření dynastie Arpádovců v roce 1301 nastalo období nestability, v němž se Košice vojensky i politicky přidaly na stranu krále Ladislava V. bojujícího o trůn s Karlem Robertem. Mocný šlechtický rod Omodejů, ovládající rozsáhlá území Horních Uher, byl však přívržencem neapolského prince Karla Roberta. Košičtí měšťané spolu s měšťany spišských měst dokonce neúspěšně zaútočili na omodejský hrad Amadevár u městečka Gönc v době, kdy se tam mladý pretendent trůnu nacházel. Omodejové si v tomto období začali budovat pro lepší kontrolu Košic novou vojenskou pevnost – Košický hrad. Hrad byl stavěn protiprávně na území vrchu Hradová, které patřilo městu.
V roce 1307, když sněm uherské šlechty přijal za panovníka Karla Roberta, podařilo se palatinovi Omodeji Abovi získat košické měšťany na stranu Karla, za což mu daroval Košice do držby. Kvůli potlačování městských výsad Košičané v roce 1311 nenáviděného oligarchu palatina Omodeje Abu zabili. Košičané, kteří v té době ještě netvořili privilegovaný stav, nebyli králem potrestáni, přestože zabili prvního úředníka království. Skrývala se za tím promyšlená politika podporovaná papežským legátem Gentilisom, která počítala s vytvořením pevného království bez šlechtických domén. Do Košic byli povoláni vyšetřovatelé, ostřihomský arcibiskup Tomáš, jágerský biskup Martin a veszprémský biskup Štefan, kteří případ uzavřeli s tím, že Omodejové se musí vzdát Abova a Zemplína a nesmí se pokoušet o opětovné dobytí města a narušení jeho práv a obchodu. Ve městě bylo zadrženo 47 omodejských rukojmí pro udržitelnost usnesení.
Omodejovi synové se však s výsledkem nesmířili a spojili se s mocným odbojným šlechticem Matúšem Čákem Trenčanským. V roce 1312 došlo k rozhodujícímu vojenskému střetu, známému jako bitva u Rozhanovců. Město bojovalo na straně krále Karla Roberta jako významná měšťanská síla, za což mu byla udělena mnohá privilegia. Přeživší Omodejové utekli do Polska a župany Abova, jakož i majiteli nedokončeného košického hradu, se staly anjuovští spojenci Drugetové.

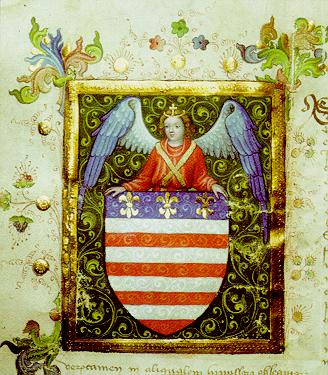
V roce 1369 byl udělen Košicím znak jako první právnické osobě v Evropě vůbec. Na obrázku je vrcholně gotická miniatura znaku podle druhé erbovní listiny města Košice od Zikmunda Lucemburského z roku 1423, která je i první miniaturou vydanou pro uherské město

### Anjouovské Košice
Vláda Anjouovců znamená zlatý věk rozvoje středověkých Košic. Strategická poloha na výnosné obchodní cestě Balkán – Balt podnítila rozvoj obchodu a cechovní výroby, čehož svědectvím je nejstarší cechovní listina v Uhersku, vydaná v roce 1307 rychtářem a místopřísežnými celého města Košice pro kožešnický cech. Z tohoto roku pochází i zmínka o prvním známém rychtáři – Arnoldovi. Košice měly právo ražby vlastní měny – košických marek. V roce 1321 se výměna starých mincí za nové zmiňuje jako běžný zvyk.
Za pomoc v rozhanovské bitvě se Karel Robert Košicím štědře odměnil. V roce 1319 jim udělil celní privilegium na všechna území v kompetenční oblasti košické královské komory, tj. mezi řekami Tisou a Slaná až po komitát Bereg. V roce 1321 byly Košičané osvobozeni i od placení zisku královské komoře, který měla z výměny starých mincí za nové (lucrum camerae). Zahraniční kupci byli povinni si cizí měny vyměnit za košickou po sedmi týdnech.
Nejdůležitější privilegium, které potvrdilo metropolitní postavení Košic a určilo hospodářskou činnost jejich měšťanů, bylo právo skladu. Z něho město těžilo nejvíce až do jeho zrušení začátkem 18. století. Obchodníci se zde museli ubytovat a platit za pronájem místa prodeje. Zároveň byli Košičané osvobozeni od práva skladu v jiných městech království, kterým toto právo bylo přidělováno většinou až v 15. století. Právo skladu bylo uděleno Košicím pravděpodobně v nedochovaném privilegiu městských práv z roku 1290. Košice jako sídlo pobočky královské komory, která určovala a vybírala cla a mýtného v Předtisí, byly místem skladové tradice obchodníků už před udílením skladových privilegií. Navíc jako jediné v tomto regionu opevněné hradbami poskytovaly kupcům dostatečnou ochranu. Typické skladové privilegium pro Košice bylo sepsáno v roce 1361.
V literatuře se často objevuje výklad udělení skladového práva Košicím, které se nesprávně spojuje s rokem 1347. Například

Košice se těšily mimořádné přízni panovníka Ludvíka I. Velkého. Jejich pozici značně vylepšil právně i hospodářsky, čímž umožnil jejich přeměnu ve vyspělou středoevropskou metropoli. V roce 1347 udělil městu Velké privilegium, čímž ho povýšil na druhé město v hierarchii uherských královských měst za sídelním městem Budín. 7. května 1369 král vystavil unikátní erbovní listinu, která představuje první doložený městský armáles v Evropě. Znak Košic je tak prvním znakem uděleným právnické osobě, což svědčí o kulturní vyspělosti Horních Uher v rámci středověké Evropy.
Košické městské právo se stalo vzorem a odvolací instancí pro okolní region Horních Uher. Právo trhu a skladu podnítilo rozvoj košického obchodu a řemesel. Již v roce 1344 dostaly Košice částečné právo skladu na všechny výrobky z Polska a Ruska, které bylo dále rozšířeno v roce 1361. Od roku 1399 museli i kupci od Velkého Varadína a Sedmihradska skládat zboží v Košicích. V průběhu 14. století získali košičtí obchodníci celní výhody v celém Uhersku a Sedmihradsku, před polovinou 14. století i v Polsku a Rusku (tytéž jako měli jejich krakovští partneři), v roce 1364 se rozšířily na české země a Vratislav a v roce 1388 i na rakouské země.
Potvrzením oblíbenosti Košic v očích královského dvora byla častá prezence královského páru v regionu zejména poté, co král získal i polskou korunu (1370) a v nedalekém Diósgyőri (dnes součást Miškovce) dal pro královnu vystavět hradní rezidenci. Právě v Košicích, důležitém středisku na královské silnici spojující obě království, došlo v roce 1383 k diplomatickému jednání polské šlechty s královnou Alžbětou, kde byla její dcera Hedvika tzv. Košickou dohodou přijata za polskou královnu.

### Lucemburské Košice
Období vlády uherského krále Zikmunda Lucemburského bylo poznamenáno výraznou modernizační stavební aktivitou ve městě období vrcholného středověku. Ten se jako německý císař opíral v upevňování své moci v království především o silný německý patriciát zastoupený ve svobodných královských městech.
Po požáru kolem roku 1380 bylo rozhodnuto vybudovat novou důstojnou katedrálu hodnou politické a ekonomické síle Košic. Nový dóm svaté Alžběty podpořil král věnováním poloviny výnosů košického třicátku na jeho výstavbu, ale i sám papež, tehdy Bonifác XI., vydáním odpustkové buly z roku 1402 pro věřící přispěvší na Dóm. V této době se stavěla za přispění dědičných abovských županů Peréniů i jiná významná vrcholně gotická košická stavba – františkánský kostel s klášterem pro konventuály svatého Františka. Tento žebravý řád se usadil ve městě poměrně pozdě. Jejich sakrální objekt vznikl přestavbou staršího kostela sv. Mikuláše u severní části hradeb v roce 1405. Podle bohaté kamenické výzdoby se předpokládá, že zde pracovali mistři z dílny košického dómu.
Rozsáhlou modernizací prošlo košické městské opevnění. Došlo k zpevnění fortifikace předstupněm parkanové zdí a obklopujícím vodním příkopem. K dosavadním třem městským branám Horní, Dolní a Hnilné přibyly dvě nové, orientované na hospodářské zázemí Hornádu a jeho ramen, Mlynská a Malovaná (u katovské bašty), přičemž došlo k přesunutí Horní brány o 50 metrů na sever. Na čerstvě vzniklém městském pozemku byla založena zbrojnice, kde se zbraně a děla nejen skladovaly, ale i vyráběly. Důstojnější umístění vedle radnice dostal nový Královský dům vybudovaný pravděpodobně mezi lety 1380–1392. Za hradbami vznikaly nechráněné předměstí, tzv. huštáky v Košicích.
Z roku 1394 pochází zmínka o tzv. Slovenské ulici, lat. Platea Sclavorum, nem. Windische Gasse. Tato čtvrť s převahou slovenského obyvatelstva se rozprostírala podél dnešní Kováčské ulice uvnitř městských hradeb. Lokální varianta kulturní východoslovenštiny tvořila po němčině druhou nejpoužívanější hovorovou řeč košických měšťanů, o čemž svědčí zápisy městské knihy z let 1393–1405. Mnohé slovenské prvky přešly i do úřední němčiny, která slovenštinu označovala jako "vulgatier" nebo "lingua vernacula". Naopak maďarština se vyskytovala v menší míře a do popředí se dostala až v 16. století.
V lucemburské době přišli do města poprvé kočovní Romové. V rámci putovní vlny z Budína přes Košice a dále přes jih na Bratislavu se zde usadila v roce 1417 první romská skupina. Na rozdíl od jiných slovenských měst Košice neměly židovskou komunitu. Židé však byli pravděpodobně usazeni v okolí města, například v Židovanech (součást Drienovce). První povolení městské rady k usazování Židů v Košicích pochází až z roku 1841.
Mimořádně se dařilo košickým kupcům na obchodní cestě mezi Pobaltím a Balkánem, kam vyváželi domácí potravinářské produkty vosk, víno, kožešiny a plátno, dále suroviny železo, ocel a měď, přepravované po vodních tocích na vorech a lodích. Úspěšným exportním artiklem byl uherský dobytek, voli a koně. Velkou konkurencí na této severojižní obchodní cestě se ukázalo být sídlo polských králů Krakov, odkud se přiváželo módní zboží (obuv, šatstvo), vzácné tkaniny, papír, knihy a zejména sůl. Počáteční rivalita se ukazovala nevýhodnou, a tak radnice obou měst v roce 1390 podepsaly dohodu o obchodní spolupráci, tzv. Pakt vzájemnosti. Do roku 1405 je datováno privilegium Zikmunda Lucemburského vysílat městskou delegaci na královský sněm a 1411 privilegium pro košické výrobce barchetu (z bavlny) k monopolnímu prodeji v celém království.
Metropolitní postavení Košic vyústilo do zformování právního souručenství pěti svobodných královských měst tzv. Pentapolitany – východoslovenských měst Košice, Bardejov, Levoča, Prešov a Sabinov.

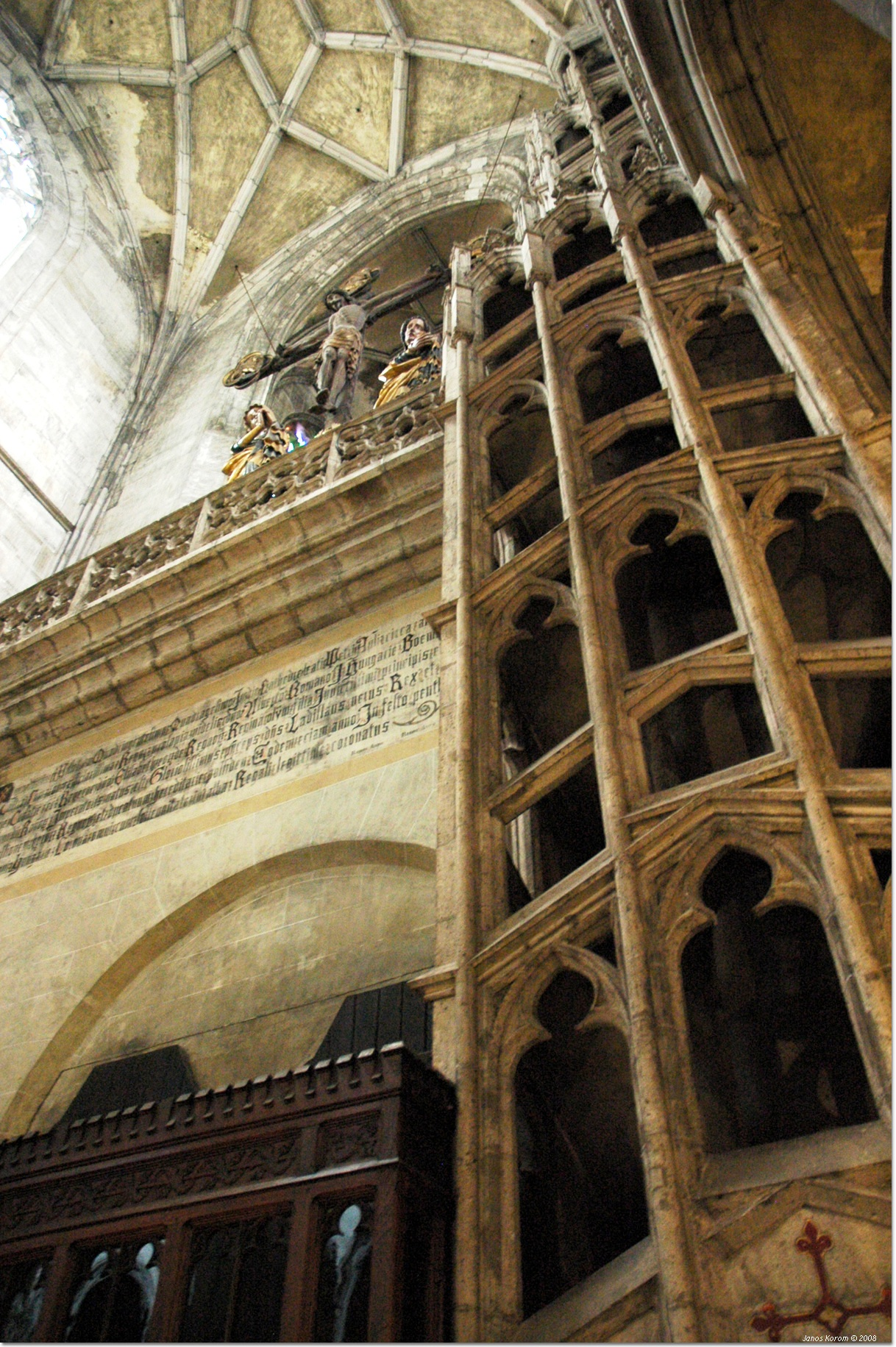
Unikátní pozdně gotické zdvojené schodiště pro krále z jedné a královnu z druhé strany v Dómu. Latinský text na stěně proklamuje věrnost košických měšťanů a jejich kapitána Jana Jiskry nezletilému králi Ladislavu Pohrobkovi

### Jan Jiskra kapitánem Košic
Po Zikmundově smrti v boji o nástupnictví na uherský trůn byl královnou Alžbětou Lucemburskou na ochranu zájmů jejího syna Ladislava Pohrobka povolán vojenský žoldák Jan Jiskra z Brandýsa. V roce 1441 obsadil s naverbovanými českými vojáky oblast Horních Uher, přičemž jeho základnou se staly právě Košice. Nechal košické měšťany přísahat věrnost nezletilému králi, čehož dokladem je nápis na zdi královského oratoria dómu svaté Alžběty. Jeho protivník, příští král Vladislav III. Varnenčik, Košice dvakrát neúspěšně obléhal v letech 1441 a 1442. Jiskra v Košicích působil s přestávkou 1445–1447 až do roku 1462. V tomto období se budoval na východní straně městského opevnění vysunutý barbakán, dnes známý jako Katova bašta. Dokončovala se i výstavba severní věže Dómu.

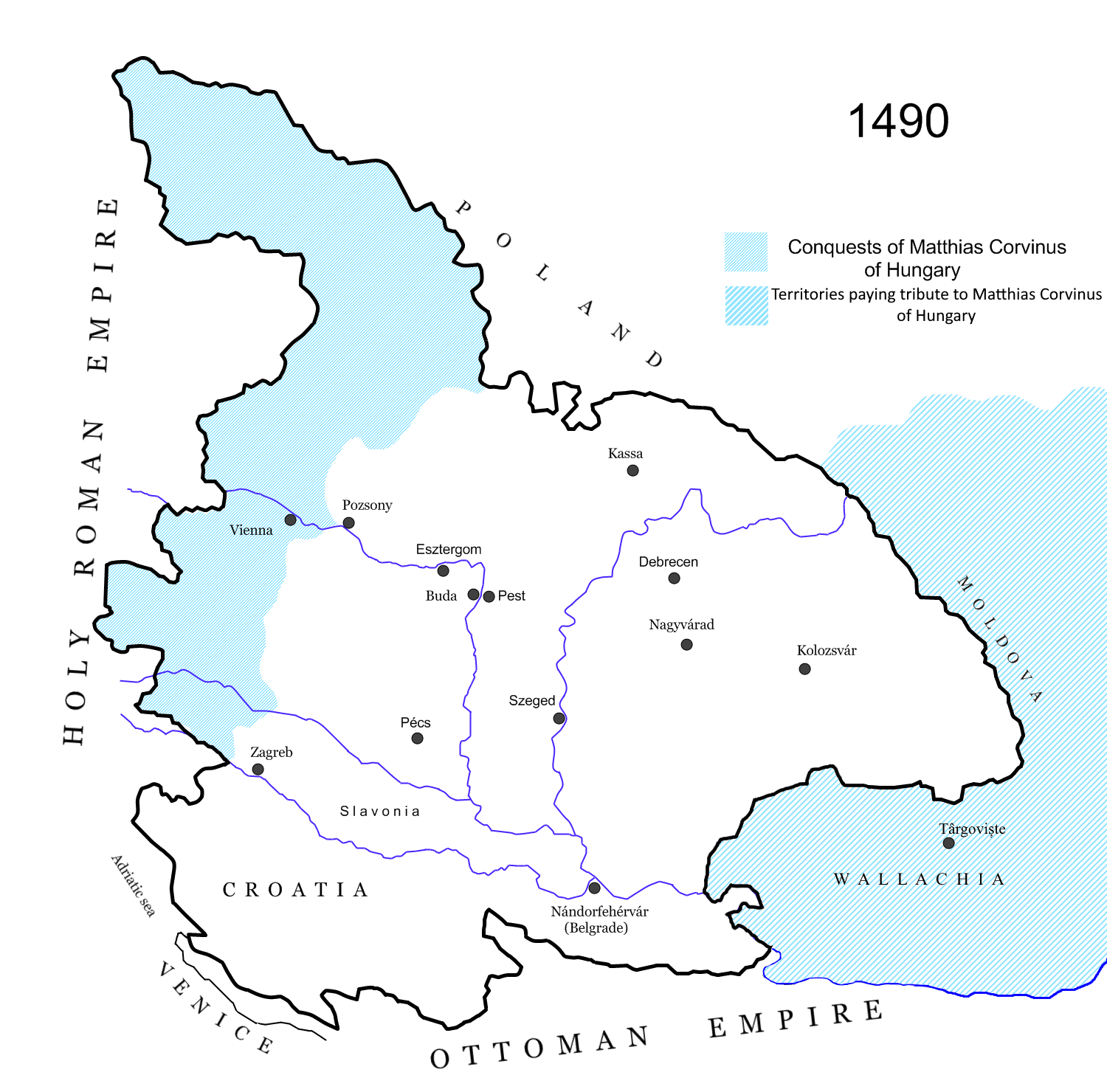
Pozice Košic (na mapě Kassa) na vrcholu středověkého rozkvětu v korvínovském Uhersku

### Korvínovské Košice
V letech 1458–1490 vládl král Matyáš Korvín. V prvních letech své vlády se soustředil na likvidaci bratříků, kteří loupežně řádili po celém Horním Uhersku. Uherská vojska jim uštědřila vážnou porážku u Blatného Potoka v roce 1458. V následujících letech se v bojích proti nim účastnili i Košičané. V roce 1460 zavítal do města sám král Matyáš. Oslavil zde svátek svaté Alžběty a zalovil si v městských lesích. Vzhledem k výdajům městské pokladny v bojích proti bratříkům daroval král městu Zlatou Idku spolu s rozsáhlým lesním majetkem a právem ražby mincí z jejích zdrojů. V košické mincovně se v korvínovském období razily zlaté mince – dukáty.
V letech 1478–1479 zde král dokonce pobýval se svým dvorem. Výrazně podporoval dostavbu Dómu, kde se pracovalo na jižní tzv. Matyášově věži a na bočních kaplích. Vrcholem umělecké tvorby pozdního středověku v Košicích byla výstavba kamenného pastofória a přepychového hlavního oltáře v letech 1474–1477 se vzácnými gotickými malbami znázorňujícími životní osud sv. Alžběty uherské.
Kolem roku 1480 stály Košice na vrcholu rozvoje, řadícím je svou velikostí a významem k předním evropským metropolím. Ve městě fungovaly čtyři fary vedle čtyř kostelů, přičemž na předměstích – huštáky v Košicích – byly další tři kostely. S odhadovanými 10 000 obyvateli i s předměstími byly druhým nejdůležitějším městem v království a největším středověkým městem na území Slovenska.
Košice se staly hlavním skladem zahraničních věcí (depositio generalis mercium) v poměru k jiným městům regionu. V praxi to fungovalo tak, že kupci přicházející z Polska, Pruska a Ruska mohli zboží vyložit podle svého výběru buď tady, nebo ve městech Levoča, Kežmarok, Bardejov. Na druhé straně kupci přicházející od jihu zpoza Tisy, ze Sedmihradska, Moldavska, Valašska nebo Turecka již podléhali pouze generálnímu skladu v Košicích. Výnosný dálkový obchod byl organizován kupeckou gildou, sdružující nejvlivnější obchodníky. Kapitál přitáhl do města významné podnikatelské klany, které zde žádaly o přiznání městských práv a budovaly si zde své rezidence. Mezi ně patřil sedmihradský rod Szatmáriů a slovenský Turzů. Usazovali se zde i zahraniční kupci z Německa, Itálie, Srbska a i z takových dalekých zemí jako Nizozemska, Anglie či Španělska.

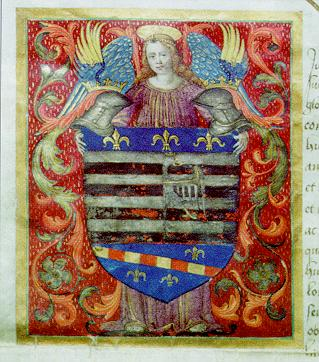
Dalším košickým unikátem jejich znaku je fakt, že k němu obdržely až čtyři erbovní listiny vždy od jiného panovníka v letech 1369, 1423, 1453 a 1502. Na obrázku je podoba znaku podle poslední z nich od Vladislava Jagellonského, kterou město používá dodnes

### Jagellonské Košice
Po Matyášově smrti v letech 1490–1491 polsko-litevský regent Jan I. Olbracht bojoval o uherský trůn se svým bratrem Vladislavem Jagellonským. Obsadil Horní Uhersko a útočil na město poprvé s využitím dělostřelectva, přičemž došlo k těžkému poškození Dómu.
Jelikož se město postavilo ve sporu na stranu krále Vladislava Jagellonského, bylo za to patřičně odměněno. Panovník udělil městu v roce 1502 čtvrtou (poslední) erbovní listinu, kterou košický znak značně obohatil (současná podoba). Košice si stále zachovávaly přední místo mezi uherskými městy. V zákoně Vladislava Jagellonského z roku 1498 jsou zmiňovány spolu s Budínem, Peští, Bratislavou, Levočou, Stoličným Bělehradem, Bardejovem, Prešovem, Šoproní, Trnavou a Ostřihomí mezi deseti předními městy království.
Vláda dynastie Jagellonců byla posledním dozvukem hospodářské a stavební konjunktury středověkých Košic. V roce 1508 byly ukončeny práce na Dómu, přičemž byl v nedokončené podobě upraven do formy, v jaké ho známe dodnes (pokud nepočítáme pozdější rokokové helmice a neogotickou rekonstrukci). Panovníci postupně přestali opírat svou moc o silné městské vrstvy a upřednostňovali spoluvládnutí se šlechtou. Dalším zásadním faktorem hospodářského poklesu košického obchodu a řemesel byl přesun těžiště kontinentálního obchodu na západní evropské pobřeží v souvislosti se zámořskými objevy a spolu se stupňující se hrozbou osmanské rozpínavosti od Balkánu.
V roce 1514 byla vyhlášena křížová výprava proti Turkům. Křižáčtí poslové dorazili i do Košic s výzvou k verbování. Poté, co byla výprava zmařena, městská rada vyzvala křižáky město opustit. Nadšení křižáků se otočilo proti šlechtě a následně vypuklo selské Dóžovo povstání. Jedním z center povstání byla oblast severovýchodního Maďarska a boje probíhaly i na východním Slovensku. Pod ochranu košických městských hradeb se ve strachu před povstalci uchýlila šlechta ze širokého okolí.

## Košice v raném novověku (1526–1711)
Období 16. až 18. století znamenalo pro Košice období permanentní nestability a postupného hospodářského úpadku. Město a jeho okolí bylo často místem, kde se rozhodovalo o osudu na tři části rozděleného Uherského království. Probíhal zde zápas o královskou korunu mezi Janem Zápolským a Ferdinandem Habsburským, protiturecké boje, náboženské boje, selské vzpoury a protihabsburská stavovská povstání. Tyto nepokoje, zdlouhavé obléhání města a zejména však vytváření nových – město obcházejících – obchodních cest měly za následek postupný úpadek řemesel, obchodu a celého hospodářství města. Městské hradby se však posilovaly a z města se stávala strategická vojenská pevnost.

### Boje krále Ferdinanda I. s králem Janem I.
Po bitvě u Moháče v roce 1526 byl uherským králem zvolen jednak Jan Zápolský, jednak Ferdinand I. Habsburský. Ačkoli větší podporu a většinu území ovládal formálně Zápolský, nebyla jeho pozice jako uherského krále jistá. Mnoho jeho předchozích přívrženců se v roce 1527 na sněmu v Stoličném Bělehradě přiklonilo na Ferdinandovu stranu, přičemž Zápolský byl zatlačen do Sedmihradska. Pokusil se o protiofenzívu, ale byl v roce 1528 u Košic odražen.
Město se mu podařilo obsadit až v roce 1536. Jelikož německé obyvatelstvo předtím podporovalo krále Ferdinanda I. Habsburského, nechal Zápolský rychtáře a členy městské rady vyhnat a místo nich povolal zátiské a sedmihradské Maďary. Chod městské správy se pomaďarštil, zejména katastrální názvy a jména osob. Vedle německého úřadování se zavedla maďarština. Zápolského okupace Košic znamenala dočasnou ztrátu metropolitního postavení v Horním Uhersku ve prospěch Prešova, který zůstal pod správou Habsburků. Ferdinand I. Habsburský dokonce přenesl do Prešova košické právo skladu. Když Ferdinand I. Habsburský v roce 1552 opět získal město, zaručil privilegiem přistěhovaným košickým Maďarům stejná práva jako mělo starousedlé obyvatelstvo. 13. dubna 1556 zachvátil Košice obrovský požár. Popelem lehly kostely, kláštery, radnice, městské brány, bašty, dřevěné části vnitřního opevnění, venkovní palisády, obranná zařízení, jakož i celé ulice v jižní a západní části města. Městská rada byla nucena poprosit panovníka Ferdinanda I. Habsburského o osvobození od daní a jiných poplatků na osm let. Výnosy košického třicátku král určil na obnovu Košic v "předešlé nádheře".

### Hlavní město Horních Uher

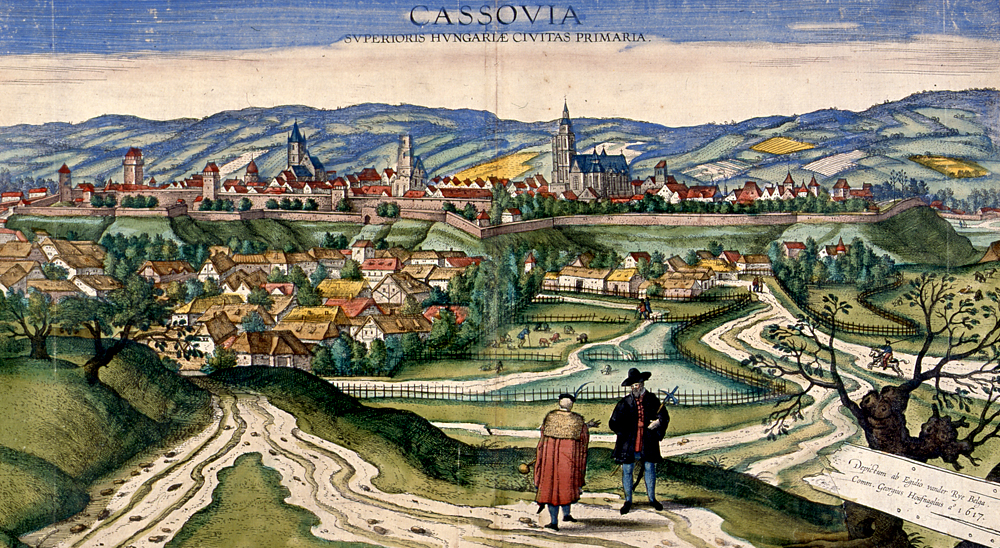
Košice – hlavní město Horních Uher. Hufnáglova veduta města z atlasu věd a plánu města od Georga Brauna a Abrahama Hogenberga (vydaná 1617)

Od obsazení města Ferdinandem I. Habsburským v roce 1552 se Košice staly součástí Královského Uherska (Kromě období, kdy patřilo pod správu sedmihradských knížat 1604–1606, 1619–1626, 1644–1648 a 1682–1685, viz níže). V rámci něj se staly centrem, od panovnického sídla Vídně a dočasného uherského hlavního města Bratislavy odlehlého teritoria, označovaného jako Horní Uhersko (Hungaria Superior nebe partes Superiores). Vzhledem na uherské poměry neobvyklou koncentraci královských úřadů (vyjma Sedmihradska a Slavonie) se Košice označovaly jako hlavní město Horních Uher (Civitas Primaria Hungary Superioris nebo Hauptstadt in Ober-Ungarn). Svojí polohou byly strategickou, relativně bohatou vojenskou pevností na pomezí osmanských i sedmihradských hranic. Proto hrály rozhodující roli v protitureckých a i protistavovských bojích, které byly odsud vojensky i hospodářsky organizovány nově zřizovanými nebo staronovými institucemi. Na rychlou komunikaci s nimi bylo zavedeno poštovní spojení z Vídně přes Pováží, Spiš a Šariš do Košic.
V roce 1563 zde byl ustanoven Hornouherský hlavní kapitanát, základní vojensko-administrativní jednotka s rozsáhlými pravomocemi. Košický kapitán plnil v provincii roli místokrále a kromě krále a palatina i on mohl svolávat zasedání provinčního sněmu. Sídlem kapitanátu se stal králem nevyužívaný Královský dům.
V roce 1568 zde byla obnovena Královská komora, zrušená Janem Zápolským. Dostala však nové pojmenování, odrážející změny hranic a těžiště hospodářské politiky. Spišská komora zůstala nejvyšším správním a finančním úřadem pro Horní Uhersko až do roku 1848. Pod ní pracovaly i důlní komory v důlních městech, solné komory a správy celnice.
Od roku 1553 sídlil v Košicích i Nejvyšší královský soud pro Partes Superiores, ten byl však od roku 1563 přeložen do Prešova. Doposud od středověkých dob tradiční košickou instituce byl Třicátkový úřad s pobočkami v Levoči, Kežmarku a Bardejově.

### Reformace a protireformace
Náboženská reformace, siřící se z Německa, našla v Košicích široký ohlas. Byly to především politicko-sociální příčiny, jako zbavení se závislosti na světských a duchovních zeměpánech a konec daňovému zvýhodňování církve, které vedly košické měšťany k přijetí protestantských církví. Zprvu převládalo luteránství, které bylo přijímáno především německým obyvatelstvem. V roce 1549 luteránská královská města Pentapolitany, na čele s Košicemi, definovala své konfesní zásady v Confessiu Pentapolitany, čímž se bránila obvinění katolíků z podpory kacířství. Luteráni dostali do rukou i hlavní košický kostel dóm svaté Alžběty v roce 1556. Později, od počátku 17. století hlavně pod vlivem politických událostí, měl převahu kalvinismus, rozšířený mezi Maďary. Pozice katolické církve značně oslabily po velkém požáru z roku 1556, který měl za následek odchod katolických řeholí z města. Dominikáni a františkáni totiž nenašli v protestantském městě peníze na obnovu zničených kostelů a klášterů, které byly přeměněny na sklady obilovin a zbraní.
Náboženská atmosféra ve městě se výrazně změnila po porážce císařského vojska Turky v bitvě u Mezőkeresztese v boji o biskupské město a pevnost Eger v roce 1596. Hranice tureckého panství se tak nebezpečně přiblížila ke Košicím, čímž stoupla jejich vojenská role jako hlavní protiturecké pevnosti Horních Uher v očích císařského dvora, tehdy sídlícího v Praze. Navíc uherský sněm, od roku 1536 sídlící v Bratislavě, rozhodl v roce 1597 o přesunu jágerské diecéze právě do Košic. Útočiště zde našli i biskup péčský a velkovaradínský, kteří nebyli schopni vykonávat svůj úřad ve svých domovských rezidencích. Četnost vysokých katolických hodnostářů a jejich administrativy vyhrocovala náboženské napětí v téměř úplně protestantském městě.
Nástup protireformace v Košicích, jakož i celém Královském Uhersku byl spojen se dvorem císaře Rudolfa II., který zaujal od počátku 17. století vůči protestantům nekompromisní rekatolizační stanovisko. Jelikož se protestanti nechtěli vzdát Dómu, který nově nastěhovaná katolická diecéze potřebovala na své náboženské úkony, byl do Košic jako nový hornouherský kapitán vyslán energický italský hrabě Giacomo Barbiano Belgiojoso. Ten v roce 1604 rozestavil před Dóm děla. Město vedené kalvínským rychtářem Janem Bocatiem se mu nakonec podvolilo. Do města byla povolána jezuitská mise, která se zhostila správy Dómu. Citlivý incident násilného zabírání Dómu do katolických rukou se však stal jednou z hlavních rozbušek prvního protihabsburského povstání.

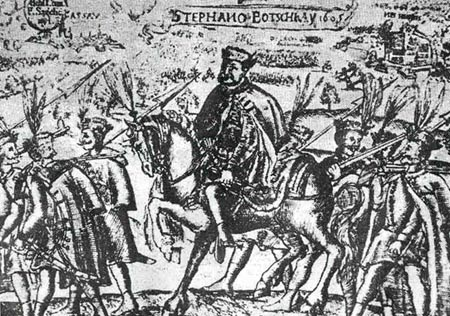
Bočkaj v čele hajducké jízdy 1606, na pozadí dvou nejvýznamnějších pevností, které ovládl. Vlevo Košice, vpravo Nové Zámky

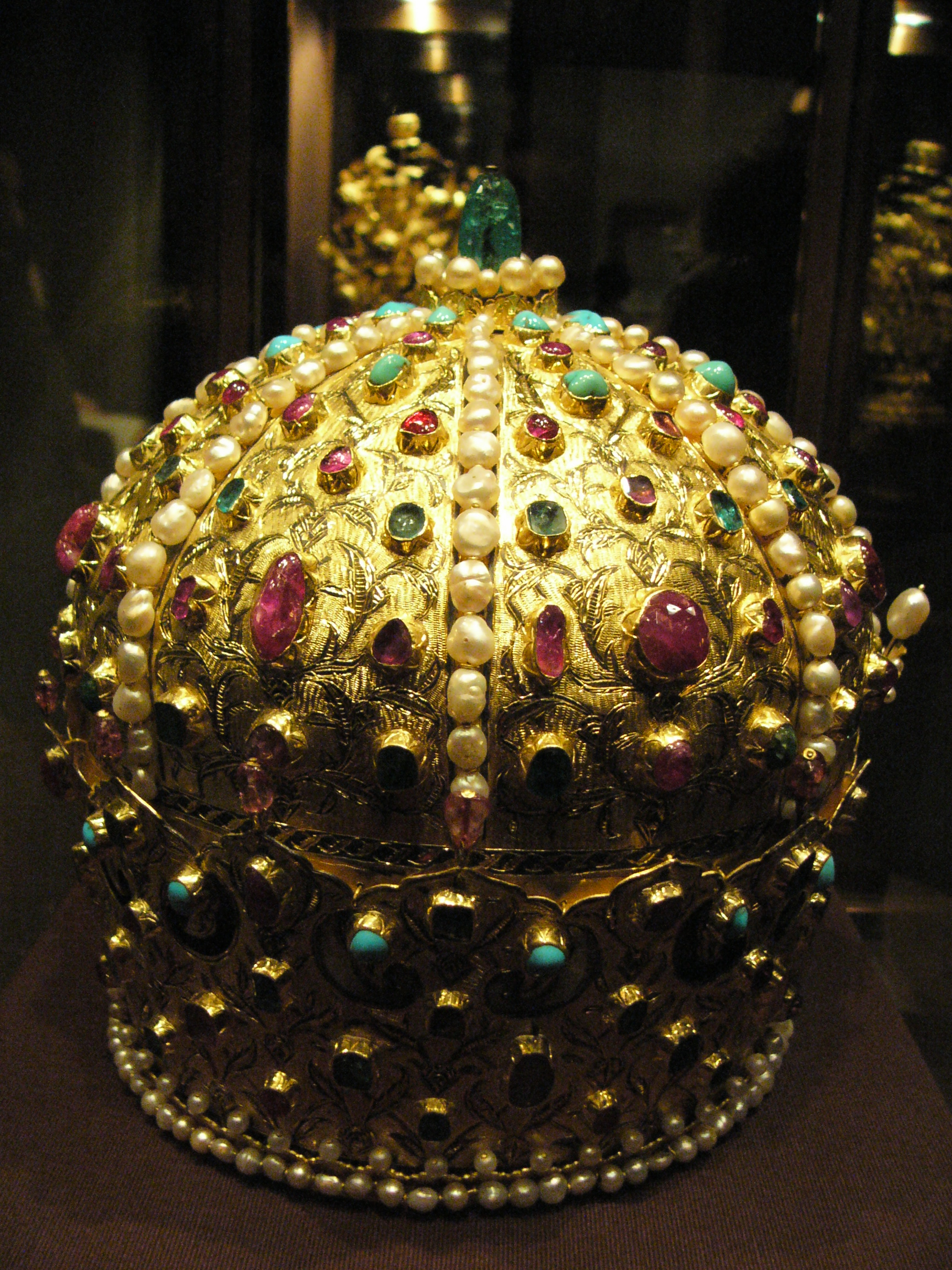
Sultán poslal Bočkajovi drahokamy vykládanou královskou korunu, jejíž látka byla utkána v Teheránu v dílnách šáha Abbase Velikého. Měla vyjadřovat podřízenost Sedmihradska Osmanské říší. Dnes je uložena ve vídeňské hofburské klenotnici.

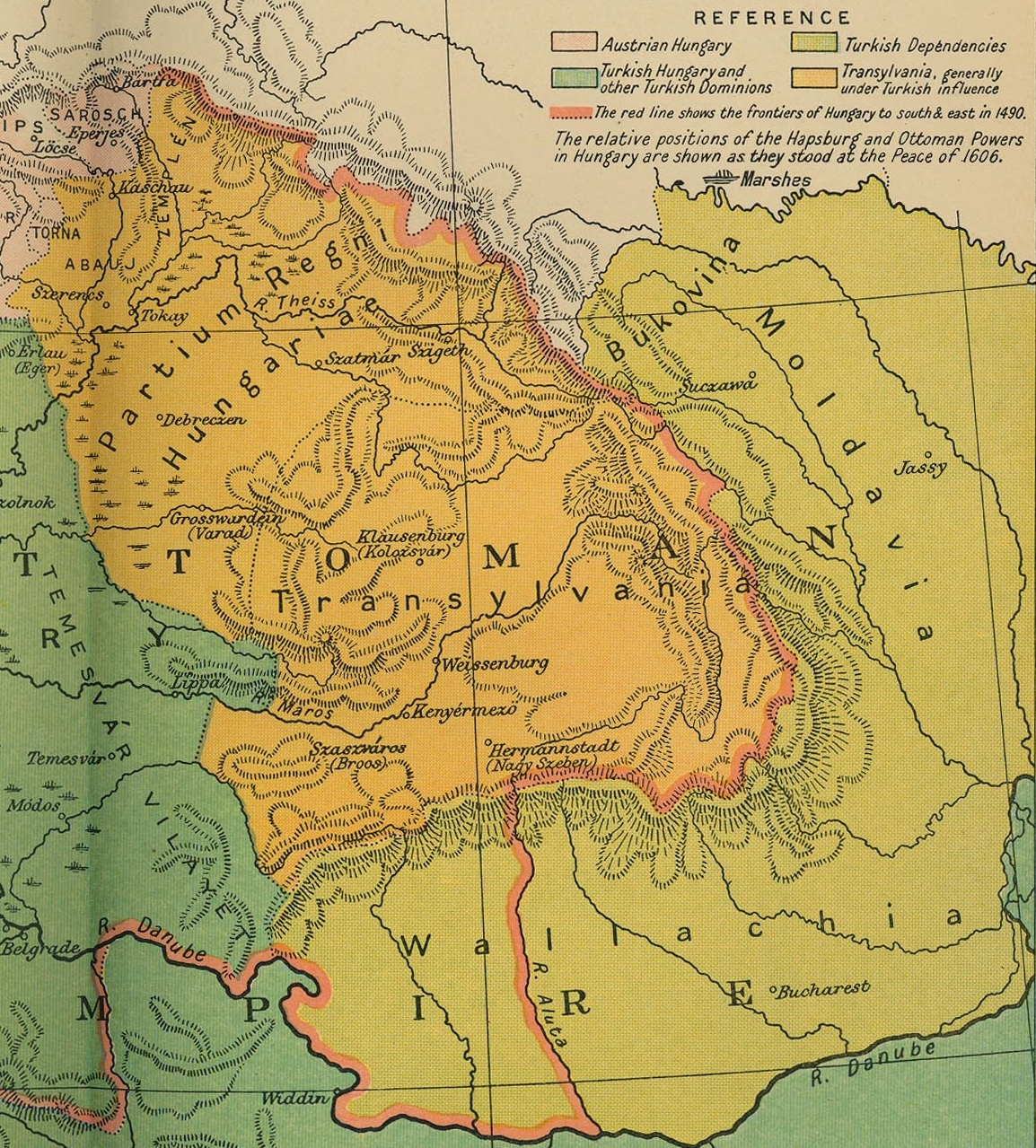
Pozice Košic (na mapě Kaschau) podle Vídeňského míru jako součást Partium Regni Hungariae v rámci Transylvánie (Sedmihradska)

### Hlavní město Sedmihradska za knížete Štěpána Bočkaje
Nepřijatelná císařská politika dovedla vlivného sedmihradského šlechtice Štěpána Bočkaje k zorganizování otevřeného povstání, známého jako povstání Štěpána Bočkaje (1604–1606). K jeho potlačení byl vyslán košický kapitán Giacomo Barbiano Belgiojoso, kterého však Bočkaj porazil 15. října 1604 v bitvě u Diószegi (Diosig, dnes Rumunsko). Belgiojoso začal ustupovat ke Košicím, ale měšťané ho do města nevpustili, jako odplatu za jeho rekatolizační politiku. Město brzy obsadili Bočkajovi hajduci pod vedením velitele Blažeje Lipaje. Zbytku císařských jednotek a jezuitům byl zaručen mírový odchod z města na Prešov.
Příjezd vůdce povstání Štěpána Bočkaje byl vítán maďarskými kalvinisty, kteří si slibovali posílení pozic ve městě na úkor německých luteránů. Bočkaj přijel do Košic na koni až do středu křížení lodí Dómu. Kostel byl zprvu prohlášen opět za luteránský, ale pouze na měsíc, v listopadu 1604 byl předán poprvé kalvinistům. Bočkaj se ve městě usadil a až do jeho smrti zůstalo hlavním městem Sedmihradska. V listopadu 1604 zde s plnou pompou přijal tureckého legáta Husseina bega ze Solnoku. Ke konci roku se pod rouškou vítězství císařského generála Juraje Basta Bočkaj stáhl do Göncu. Ve městě byly na výstrahu před zradou zinscenovány popravy některých bývalých císařských důstojníků, kteří město odmítli opustit. Generál Basta však v prosinci od obléhání Košic upustil a odtáhl do Prešova. Bočkaj se do města vrátil, přičemž se zde usadilo mnoho tureckých hodnostářů. V nově jmenované městské radě získali převahu maďarští kalvínci. Městským kazatelem byl zvolen Peter Alvinci, osobní zpovědník knížete, který se v Košicích usadil a sloužil zde později i na dvoře Gabriela Betlena.
Po sněmu v nedalekém Serenči v dubnu 1605, kde byl Bočkaj prohlášen za uherského knížete, a pod tlakem nechtěných tureckých vítězství (okupace Ostřihomi na podzim 1605), začalo v Košicích vyjednávání s císařskou stranou o míru. Z Prahy byli do města vysláni Zigmund Forgáč a Benedikt Porgáni a tady se k nim připojil císařský rádce a severoslovenský magnát Juraj Turzo. Vyjednávání s povstalci, které vedl Štefan Illésházy, bylo bezvýsledné. V listopadu Bočkaj navštívil dvůr paši v Budíně, kde ho uznali za uherského krále pod tureckou svrchovaností. Členem slavnostní delegace byl i bývalý košický rychtář, nyní již první městský senátor (podrychtář) Ján Bocatius, v diplomatických službách knížete.
V červnu 1606 došlo k dohodě povstalců s císařským dvorem známé jako Vídeňský mír. Podle této mírové smlouvy připadly Košice Bočkajovi do vlastnictví. Protože však neměl dědice, po jeho smrti se měly dostat opět do císařských rukou. Tak se také stalo, když kníže již 29. prosince 1606 skonal v Královském domě v Košicích. Jeho smrt dávali hajduci za vinu jeho tajemníkovi Michalovi Kátayovi, který měl knížete údajně otrávit. Kátay byl vyveden na městský pranýř a jeho tělo rozsekali. Bočkajovo tělo bylo ještě v únoru 1607 vystaveno v košickém Dómu a pak s doprovodem odesláno do Alby Iulie v centrálním Sedmihradsku. Jak stanovila Vídeňská smlouva, 15. února 1607 město bez jakýchkoliv okolků přešlo na císařskou stranu. Bočkajovo povstání však zaručilo měšťanům náboženskou svobodu a sněm v dočasném uherském hlavním městě Bratislavě v roce 1608 uzákonil, aby se rychtáři, senátoři a jiné hodnosti ve svobodných královských městech volili bez ohledu na náboženskou a národnostní příslušnost.

### Sídelní město knížete Gabriela Betlena
Mírové období 1607 až 1618 bylo poznamenáno porušováním Vídeňského míru ze strany Habsburků a rivalitou hornouherského kapitána Juraje III. Drugeta s nově zvoleným (1613) ambiciózním sedmihradským knížetem Gabrielem Betlenem. Betlenovým cílem byla obnova jednoty Uherského království a stejně jako Bočkaj před ním, neštítil se k tomu využít Turků. Vhodná příležitost se naskytla po vypuknutí českého stavovského povstání v roce 1618, které se rozhodl podpořit a využít k podkopání moci Habsburků. Povstání Gabriela Betlena (1619–1626) výrazně zasáhlo do následného mezinárodního konfliktu, známého jako třicetiletá válka.
Košicím před vypuknutím povstání velel císařský kapitán Andrej Dóci, který zde v roce 1615 povolal jezuitskou misi. 1. září 1619 obsadili povstalci pod vedením Juraje Séčiho klášter v Jasově, který byl venkovskou rezidencí Jágerského biskupa. 3. září betlenovský velitel Juraj Rákoci (pozdější sedmihradský kníže Juraj I. Rákoci) oblehl Košice, které se Dóci marně pokoušel bránit. Protestantští měšťané nechali Dóciho zatknout a vpustili povstalce do města. Ti v noci ze 6. září na 7. září v zadním traktu Královského domu fyzicky nutili zříci se své víry jezuitské misionáře Štěpána Pongráce a Melichara Grodeckého a kanovníka ostřihomské arcidiecéze Marka Križina (Svatí košičtí mučedníci). Umučená těla byla posléze hozena do stoky ústící do Čermeľského potoka na Hlavní ulici.
V polovině září 1619 dorazil do Košic Betlen, který zde nechal svolat poradu hornouherských stolic. Stavy ho zvolily ochráncem nekatolického obyvatelstva a vydaly manifest Querela Hungariae (Stížnosti Uherska), ve kterém byly stanoveny hlavní body betlenovské politiky. Hornouherským kapitánem byl jmenován Juraj I. Rákoci. Ten se však v listopadu neubránil vpádu prohabsburského Juraje III. Drugeta z Polska v bitvě u Humenného, následkem čehož Betlen ustoupil od strategického obléhání Vídně. Druget vyzval Košice, aby se vzdaly, ale dobře opevněné město si trouflo vzdorovat. Vybaven pouze obrněnou jízdou Druget nakonec odtáhl.
V následujících letech se Košice staly politickou, hospodářskou a vojenskou metropolí Betlenova povstání. Zde byla v letech 1620–1622 přechovávána i uherská královská koruna, kterou Betlen získal při obsazení Bratislavy. Dle Mikulovský mír (1621) Betlen s titulem říšského knížete dostal do držby sedm hornouherských stolic, o které rozšířil Sedmihradsko: Ugočská župa, Berežská župa, Satmárská župa, Sabolčská župa, Zemplínská župa, Boršodská župa a Abovská župa s Košicemi. Jeho cílem bylo trvale připojit tyto stolice k Sedmihradsku, podmínky míru však stanovily, že po jeho smrti se vrátí do Královského Uherska.
Město mu zůstalo věrné i v následujících letech, kdy už část jeho předchozích spojenců od něj odpadla a hledala cesty smíření s císařem Ferdinandem II. Habsburským. Na 11. září 1623 svolal do Košic stavy hornouherských stolic, aby ho podpořily v další etapě boje proti Habsburkům, která v roce 1626 vyústila do spolupráce s Haagskou koalicí, spojenectvím protestantských mocností Nizozemska, Anglie, Dánska a severských států proti Svaté říši římské. Již od roku 1624 se v Košicích scházeli vyslanci z těchto států na jednání s Betlenem. Kníže nařídil dostavbu zchátralých budov a výstavbu nových domů na volných parcelách opevněného města pro zvýšení ubytovacích kapacit. Také zde plánoval zřídit kalvínskou univerzitu, ale kvůli protestu většinových košických luteránů ji umístil do oficiálního sedmihradského hlavního města, vzdálené Alby Iulie. Betlen však upřednostňoval jako své sídlo výhodněji položené Košice a v renesančním slohu si tu nechal honosně přebudovat bývalý Královský dům, nazývaný už jako Knížecí dům. V budově naproti prvnímu městskému hotelu, levočském domě, se konala v roce 1626 i jeho svatba s protestantskou princeznou Kateřinou Braniborskou, která odrážela knížecí angažovanost v pokračující třicetileté válce. Kateřina byla zároveň švagrovou švédského krále Gustava II. Adolfa a sňatkem s ní se Betlen stal příbuzným i anglického a dánského krále. A tak se na košickém sedmihradskému dvoře sešli při příležitosti této okázalé svatby vyslanci z celé protestantské Evropy.

### Selské povstání a Časárova poprava
Po Betlenově smrti v roce 1629 město a sedm hornouherských stolic připadlo zpět Královskému Uhersku. Výrazně se tím zhoršilo postavení hajduků selského původu, kteří získali v Sedmihradsku za Betlena lepší právní postavení. Jelikož se o svá práva obávali, začali se v roce 1631 v abovském Gönci organizovat do tzv. Selských stolic, namířených proti řádění císařských žoldnéřských vojáků palatina Mikuláše Esterháziho. Další selské stolice vznikly v Turni, Boršodu, Zemplíně, Šariši a na Gemeru a Spiši. Povstalci, vedeni svým hlavním kapitánem Petrem Časárem, se spoléhali na pomoc od nového sedmihradského knížete. Bývalý Betlenův košický kapitán Juraj I. Rákoci, zvolený sedmihradským knížetem v roce 1630, byl nejmocnějším uherským magnátem a velkým rivalem palatina Esterháziho. Ačkoli mohl Rákoci povstání využít ve svůj prospěch, s podporou sedláků váhal a dával jim jen nejasné sliby.
Hornouherský kapitán Mikuláš Forgáč pod dojmem vyjednávání s povstalci vlákal Časara v únoru 1632 do Košic. Zde ho však zatkl a obvinil ze spolupráce s Rákocim, Turky a i Švédy, kteří od roku 1631 vedli protihabsburské jednání s Rákocim. Po soudním procesu ho nechal 4. března 1632 mučit a nakonec popravit rozčtvrcením. Pobouřeni sedláci začali přepadávat zemanské zámečky a obklíčili Košice. Než se hornouherská šlechta zmobilizovala, zasáhl svým dlouhodobě budovaným dělostřelectvem sám sedmihradský kníže Juraj Rákoci. Překvapeni sedláci se ihned rozutekli.

### Povstání knížete Juraje I. Rákociho

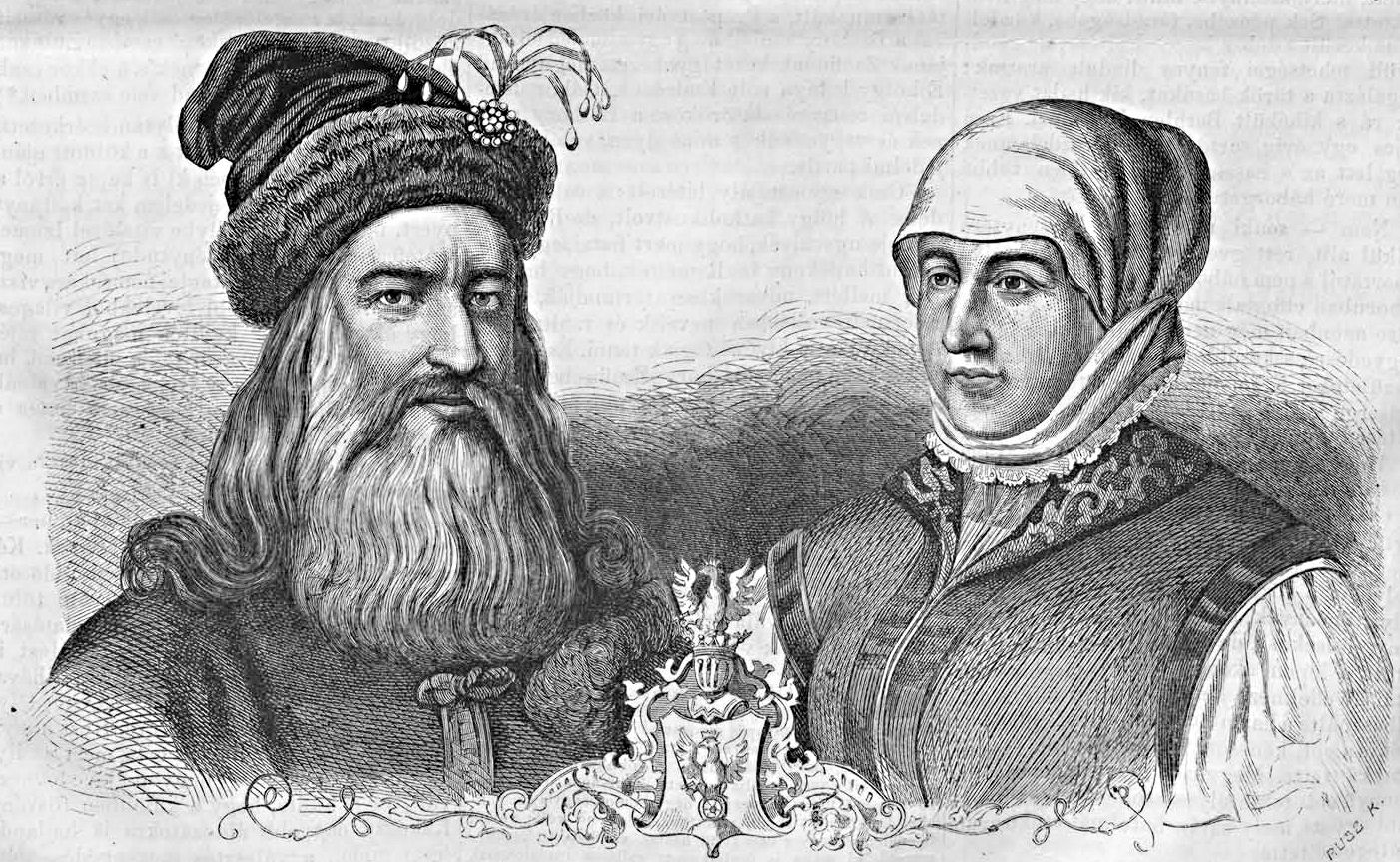
Jiří I. Rákoci s manželkou Zuzanou Lorántffyovou, známou podporovatelkou Jana Amose Komenského na rákociovském hradě v Blatném Potoku

Sílící rekatolizační politika Ferdinanda III. Habsburského, nespokojenost uherské protestantské šlechty a příznivá mezinárodní konstelace ve švédské fázi třicetileté války vyústily v dlouho připravované protihabsburské povstání Juraje I. Rákociho. Po tom, co ambice Juraje I. Rákociho spojit Královské Uhersko a Sedmihradsko byly schváleny i Portou, začal v únoru 1644 vojenské operace. Ačkoli košický kapitán Adam Forgáč svolal pohotovost hornouherských stolic a vydal instrukce k povolání šlechtické domobrany, 12. března košičtí měšťané i tentokrát sedmihradskému knížeti otevřeli brány. Příklad hlavního města z prozíravosti následovala i ostatní města Pentapolitany. Zde Rákoci shromáždil 40 tisícovou armádu, se kterou táhl přes Pováží, aby se spojil se Švédy okupujícími Moravu. K tomu však nedošlo, navíc palatin Mikuláš Esterházi po bitvě u Hlohovce donutil knížete k ústupu, a aby skoncoval s povstáním co nejdříve, rozhodl se dobýt největší Rákociho baštu – Košice.
Město bránil Urban Reöty. Ten nechal královského vyslance žádajícího o kapitulaci města, zajmout. Měl k dispozici 4 000 mužů a dobré zásoby jídla, proto se rozhodl vzdorovat. Císařská vojska nejenže marně obléhala město, Reöty vyrazil zpoza městských hradeb a zahnal je do zákopů. Esterházi od obléhání upustil. Ačkoli povstalecký sněm, svolaný do Košic v srpnu 1644, požadoval uzavření příměří s císařem, Rákoci stále pomýšlel na zásadní útok proti Habsburkům ve spojení se Švédy a za pomoci francouzů. Následné neúspěšné vojenské operace na středním a západním Slovensku a na Moravě a nesouhlas Porty se spojením se švédskou armádou generála Torstensona ho však přivedly k uzavření Lineckého míru, který byl císařem podepsán 16. prosince 1645. Podle něj Rákoci dostal do dosmrtného dědictví opět sedm hornouherských stolic (a tedy i Košice), jak tomu bylo v případě Mikulčického míru s Gabrielem Betlenem, s tím rozdílem, že Satmárská župa a Sabolčská župa se měly připojit k Sedmihradsku natrvalo.
Košice zůstaly až do Rákociho smrti v roce 1648 součástí Sedmihradska. Kníže sídlil, tak jako jeho předchůdci Štěpán Bočkaj a Gabriel Betlen, v Knížecím domě (dříve Královský dům). Byl zároveň posledním knížetem, který tento dům obýval. Jeho smrtí význam Sedmihradska upadl na úkor Horního Uherska, kam se přesunulo těžiště protihabsburského odboje.

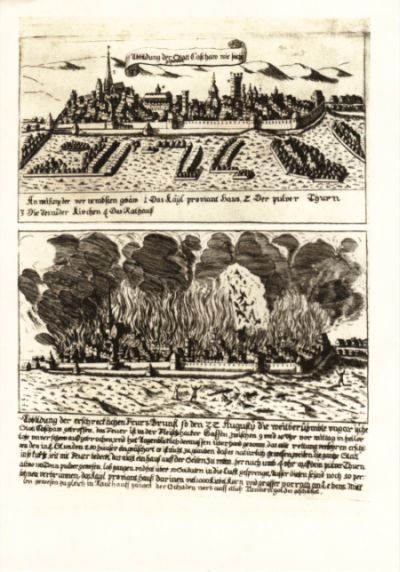
Požár z roku 1674 s explozí 150 tun střelného prachu

### Leopoldovské Košice
V roce 1657 nastoupil na trůn Leopold I. Habsburský. Před smrtí svého staršího bratra Ferdinanda IV. byl tento nadaný panovník určen k církevní dráze. To v mnohém ovlivnilo jeho zahraniční i vnitřní politiku s absolutistickými a centralistickými rysy, přičemž se stal horlivým podporovatelem rekatolizace, která se výrazně dotkla i Košic.
Už jako spoluvladař svého otce v roce 1654 nařídil hornouherskému kapitánovi Františkovi Vešelénimu (od 1655 palatinem), aby se vystěhoval z Královského domu a přestěhoval úřad hornouherského hlavního kapitanátu do Bornemisova domu (dnešní budova Slovenského technického muzea). Leopold I. se rozhodl darovat dům, ve kterém byly během Betlenova povstání na smrt utrápení Svatí košičtí mučedníci, jezuitům. Tím dal základ k vytvoření nejvýznamnější protireformační instituce v navrácené východní oblasti Královského Uherska, která měla potvrdit postavení Košic jako hlavní císařské protiturecké bašty.
Plány na zřízení Košické univerzity měl už císař Ferdinand III. Habsburský a zakladatel Trnavské univerzity arcibiskup Péter Pázmány, ale plán zrealizoval až jeho přítel jágerský biskup Benedikt Kišdy. Požadavek císařského dvora na složení 40 000 tolarů od zakladatelů na její materiální zabezpečení byl splněn a po odpromovaní prvních doktorandů ji císař Leopold I. Zlatou bulou z roku 1660 zrovnoprávnil s říšskými univerzitami v Praze, Vídni, Mohuči, Ingolstadtu, Kolíně a jinými. Košická univerzita, s filozofickou, teologickou a později i právnickou a lékařskou fakultou, tak byla v 17. a 18. století nejvýchodnější univerzitou v Evropě.

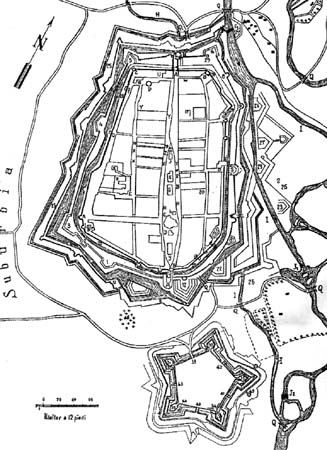
Košická citadela vedle městského bastionového opevnění

Po ztrátě Nových Zámků a Velkého Varadína v nové válce s Turky (1663–1664) zůstaly Košice nejvýznamnější vojenskou pevností v císařských rukou. Leopold I. se rozhodl vylepšit jejich obranyschopnost vybudováním náročného fortifikačního díla – samostatně stojící pěticípé citadely v dolním předbrání. Košická citadela, jako součást městského opevnění, měla sloužit jako předsunutá vojenská základna se soustředěním císařských vojáků a dělostřelectva, jehož přítomnost ve stále protestantském městě vyvolávala nepokoje. Zároveň se z ní měla zajistit ochrana města, pokud by se opět dostalo do povstaleckých rukou. Začátek výstavby citadely podle projektů italské vojenské školy se datuje do období kolem roku 1672. Na její financování se použila obrovská kauce 200 000 zlatých guldenů, které zaplatila Žofie Báthoryová za propuštění svého syna Františka I. Rákociho z vězení po zatčení pro účast na Vešeléniho spiknutí (1670).
Žofie Báthoryová, katolická manželka sedmihradského knížete Juraje II. Rákociho, se finančně angažovala i při stavbě nového jezuitského kostela sv. Trojice (známého jako Jezuitský, Univerzitní nebo Premonstrátský kostel). Byl budován na Hlavní ulici v raně barokním stylu jako součást univerzitního komplexu na místě nevyhovujícího starého Královského domu v letech 1671–1681. V období let 1670 a 1672 se do katolických rukou navrátil i hlavní městský chrám dóm svaté Alžběty, který byl od šíření reformace ve městě (1556) v protestantském užívání, a kaple svatého Michala, která od bočkajových dob sloužila slovenským věřícím (Windisch Kirche). Dóm sv. Alžběty se stal katedrálním chrámem exilové jágerské kapituly, přičemž dosavadní kostel v jejím užívání, Františkánský kostel, se plně vrátil původním vlastníkům františkánům. V souladu s uherskými náboženskými výsadami byla však kalvinistům umožněna výstavba zcela nového kalvínského kostela na Mäsiarské ulici v letech 1652–1655.
Sedmdesátá léta 17. století byla velmi hektickým a divokým obdobím v dějinách Košic. Po Vešeléniho spiknutí rozpoutal Leopold I. další vlnu své rekatolizační a centralizační politiky, která se setkala s velkým odporem stavů. Nahrazením uherských vojáků v pevnostech německými vznikla velká masa nespokojených ozbrojenců – kuruků, kteří se soustředili v hraničních oblastech s Budinským pašalíkem a Sedmihradskem. Kurucké hnutí se nezadržitelně rozšiřovalo od Debrecína a na jeho potlačení byl vyslán košický kapitán Paris Spankau. V roce 1672 byl však poražen v bitvě u Hanisky a stáhl se zpět do města, kde musel čelit vzpouře vlastních vojáků, kterým nebyl vyplacen žold. Třiadvacet žoldáků nechal dokonce popravit. Další pohroma postihla město 22. srpna 1674. Na Mäsiarské ulici vypukl požár, který v průběhu čtyř hodin zničil 250 domů. Požár zachvátil i sklad střelného prachu, kde bylo uskladněno 150 tun výbušnin a jiného střeliva. Výbuchem skladu byl zničen sklad potravin ve zrušeném dominikánském kostele, kde bylo tisíc měřic obilí a velké zásoby jiných potravin. Navzdory této katastrofě pokračovala výstavba univerzitního kostela i citadely, která byla kolem roku 1676 sice ještě nedokončená, ale už obranyschopná.

### Tökölyho povstání. Košice centrem kurukû.
Od roku 1678 začalo opět sílit kurucké hnutí proti Leopoldovi I., známé jako Tökölyho povstání, mezinárodně podporované dvorem francouzského krále Ludvíka XIV. a zejména Osmanskou říší. V okolí Košic v tomto roce již kuruci obsadili abovsko, Zemplínskou a Spišskou župu. Přestože bylo povstání organizováno Sedmihradskem, udržoval si jeho hlavní velitel, kežmarský magnát a druhý manžel ovdovělé Heleny Zrínské, Imrich Tököly značnou samostatnost a v roce 1681 předložil Portě plán na utvoření samostatného hornouherského knížectví. To mělo tvořit Tökölym ovládaných sedm stolic, které za knížat Štěpána Bočkaje, Gabriela Betlena a Juraje I. Rákociho patřily Sedmihradsku. Později k nim připojil dalších pět stolic patřících pod správu Spišské komory, na území dnešního Slovenska, za což byl již současníky označován jako "slovenský král". Porta předpokládala z nově vzniklého knížectví vytvořit další osmanskou správnou jednotku a po dobytí Košic ho jmenovala knížetem Horních Uher.
Dobytí pevnosti Košice bylo základním předpokladem pro splnění knížecích záměrů. To si velmi dobře uvědomoval i jistý císařský přívrženec, který si ze strachu před kuruky zazdil do základů měšťanského domu na Hlavní ulici (č.68) své cennosti – unikátní Košický zlatý poklad.

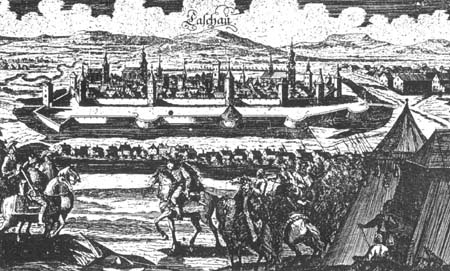
Kapitulace Košic do rukou císařského generála Enea Caprara 1685

Proto se nejdříve snažil město získat vyjednáváním. Po jeho selhání zvolil násilnou cestu. V roce 1682 nechal své vojáky pomocí mnoha žebříků (kronikáři uvádějí tisíc) přelézt nedostatečně střeženou košickou citadelu, kde zmasakrovali nevelkou posádku. Odtud pak ostřeloval město, které se hned vzdalo. Poprvé v dějinách bylo město obsazeno i tureckými vojáky. Tököly nechal zbourat hradbu citadely obrácenou ke městu, čímž ji učinil nepoužitelnou ještě před jejím celkovým dokončením.
Císařští vojáci mohli město dobrovolně opustit. Vyhnáni však byli františkáni a jezuité, přičemž Dóm se dostal opět do rukou kalvinistům. Ti na jeho věži vyměnili kříž za kalvínského kohouta (původního ještě z roku 1589). Kostelní sakrální nádoby v hodnotě 4 000 zlatých byly roztaveny na mince. Košice musely vyplatit budinskému pašovi 30 000 tolarů jako výkupné. V roce 1684 se zde konal uherský sněm, kde byl kníže přijat za uherského krále. Tököly si však ponechal pouze knížecí titul. Obratem ve vývoji událostí se stala v roce 1683 bitva u Vídně, kde Habsburkové a jejich spojenci porazili Turky, což ovlivnilo i další osud Tökölyho povstání. Císařská vojska vytlačovala kurucká vojska na východ a poté, co byl Tököly zajat samotnými Turky, dobyl v roce 1685 generál Eneas Caprara pro Leopolda I. i Košice. Měšťané opět přísahali císaři věrnost.
V roce 1686 se vrátili do města jezuité a v roce 1687 přešel dóm svaté Alžběty do rukou katolíků. V roce 1687 byl císařským generálem Antoniem Caraffou zinscenován soud s Tökölyho přívrženci v Prešově, tzv. Prešovská jatka, kde bylo popraveno 24 hornouherských aristokratů a měšťanů. Mezi nimi byl i košický rychtář za Tökölyho povstání Dávid Feja, původně zeman z Turce, jehož rozčtvrcené tělo nechali demonstrativně přibít v Košicích.
Opakující se vojenské operace u Košic vedly k vylidňování předměstských vsí – huštáků, kde soupisy z roku 1686 udávají pouze 6 daňových poplatníků. Ještě v roce 1632 to bylo 477. Počet obyvatel města i se zpustošenými předměstími k roku 1686 je odhadován na kolem 3 700.

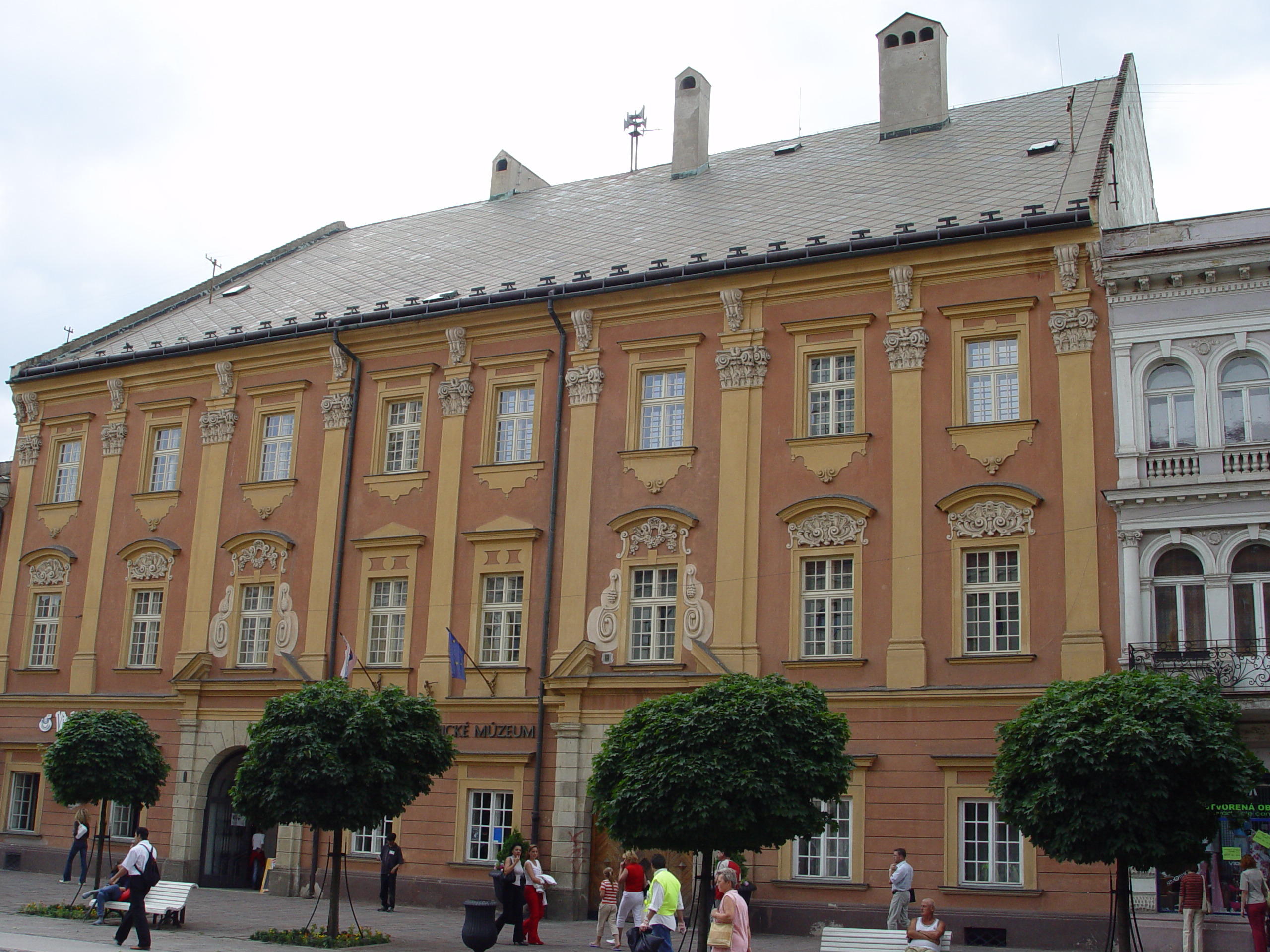
V letech 1707–1708 vedl Rákoczi povstání proti Habsburkům přímo z této budovy hornouherského kapitanátu. Dnes budova slouží Slovenský technickému muzeu

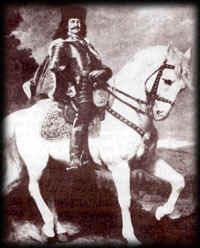
František II. Rákóczi před Košicemi. Július Eder 1909

### Košice za Františka II. Rákociho
Po potlačení Tökölyho povstání (1685–1688) a vytlačení Osmanské říše z Uher (1697 – Bitva u Zenty) připoutal panovník Leopold I. Habsburský uherskou korunu více k Vídni. Neutěšená hospodářská situace vedla ke vzpouře rolníků v tokajské oblasti podporované kuruky, která však byla potlačena. Odpor vůči Habsburkům byl stále přítomen, čekalo se na vhodného vůdce, který by se zhostil vedení nového protihabsburského stavovského povstání. Tentokrát už ale bez pomoci Turků.
František II. Rákóczi, syn sedmihradského knížete Františka I. Rákócziho a hraběnky Heleny Zrínské, jehož otčímem byl druhý manžel Zrínské Imrich Tököly byl prozíravou politikou Leopolda I. vychováván jako koruně věrný katolík v jezuitských kolejích v Čechách. Až při pobytu na svém panství ve funkci šarišského župana se za přispění užského župana Mikuláše Berčéniho "nakazil" uherským odbojem, který byl tak charakteristický pro jeho předky. Když byly jeho tajné kontakty s francouzským králem Ludvíkem XIV. Vídní odhaleny, byl v roce 1701 zatčen, ale podařilo se mu uprchnout do Polska. V roce 1703 kuruci vyzvedli Rákociho do čela povstání, čímž začalo osm let trvající povstání Františka II. Rákociho "za vlast a svobodu" ("Pro Patria et Libertate"), a tedy za uchování stavovských výsad, náboženské svobody, obnovení uherské ústavy a vyřešení právního postavení Sedmihradska.
Košice v císařských rukou se bránily povstalcům něco přes rok. Kurucký generál Šimon Forgáč město oblehl a hospodářsky blokoval až do vyčerpání 21. října 1704, kdy se město vzdalo samo. Kapitulace probíhala tradičním košickým způsobem, císařská vojska odcházela Horní bránou, zatímco povstalci vstupovali Dolní branou. Klíče od města Forgáčovi odevzdal samotný císařský generál Montecuccoli. Kuruci ve městě získali mnoho císařské vojenské výzbroje. Městská mincovna posloužila k ražbě měděných nouzových mincí – tzv. libertášů. V košické tiskárně se začaly tisknout první uherské noviny v latině pod názvem Mercurius Hungaricus, psané protihabsburským propagandistickým tónem.
Císařský generál Rabutin de Bussy se pokoušel o znovudobytí města v roce 1706 jeho ostřelováním z jihozápadu. Následně se Rákoci rozhodl zmodernizovat pevnostní opevnění města. Jeho francouzský vojenský inženýr Le Maire vybudoval v letech 1706–1710 nový vnější okruh opevnění a čtyři raveliny na jižní a východní straně.
V Košicích Rákoci během povstání pobýval poměrně často. V prosinci 1707 se zde konal okázalý sněm kurucké šlechty a stolic, na kterém přednesl vůdce povstání otevírací řeč. Celkově se nesl Rákociho pobyt ve městě v tolerančním duchu, náboženské třenice bočkajových a betlenových dob nebyly pociťovány. Vždyť sám kníže byl katolík. Na přelomu let 1707–1708 přebýval Rákoci v budově hornouherského kapitanátu. Na bohoslužby chodíval do protější františkánského kostela, často jezdíval na hony do okolí města, sledoval výcvik vojska a drezury koní. V lednu 1708 tu s královskou pompou přijal tureckého vyslance. Ve svých pamětech označil kníže Košice za své nejvěrnější město, protože se vzdalo ze všech míst císaři až tři dny před Satmárským mírem. Ten byl dohodnut 1. května 1711 bez Rákociho účasti ve městě Satu Mare. Kníže zvolil život v polském, následně francouzském, a nakonec tureckém exilu v městečku Rodošto, kde také v roce 1735 skonal.

### Veduty Košic ze 17. a 18. století

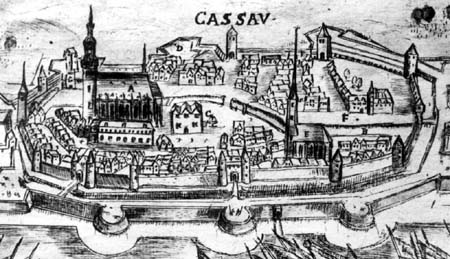
Veduta Wilhelma Petera Zimmermanna, okolo roku 1600
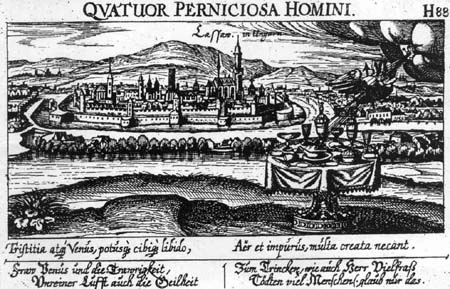
Tzv. pseudomerianovská veduta města z kroniky Daniela Meissnera a Eberharda Kiessera nazvané Sociographia Cosmica, 1637
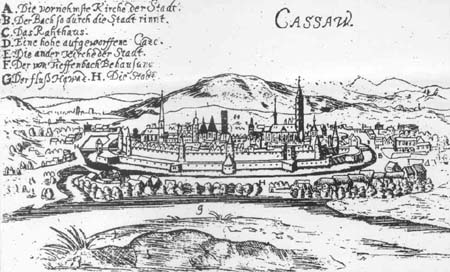
Anonymní veduta města z poloviny 17. století
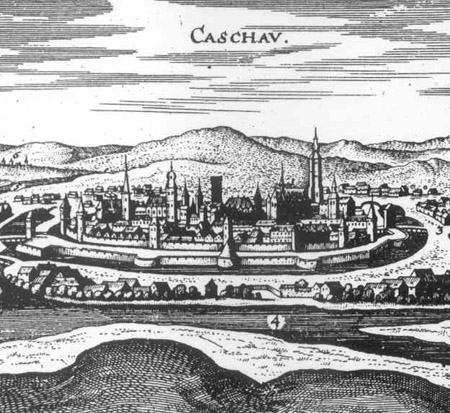
Veduta města z knihy Sigmunda Bierkena vydané v Norimberku, 1684

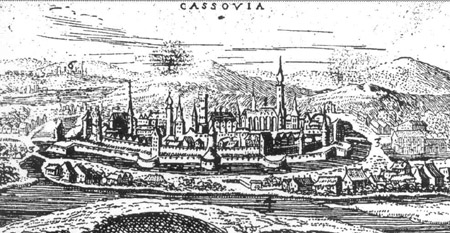
Anonymní veduta města z období okolo roku 1685 italské provenience
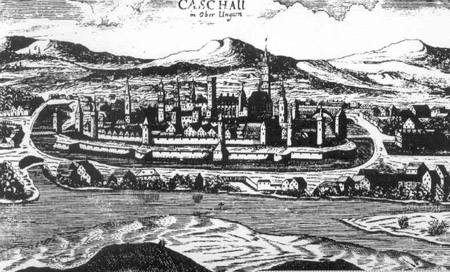
Veduta Jakuba Koppmayra z knihy Johana Christopha Wagnera, vydané v Augsburgu v roku 1685, nesoucí latinský název Delineatio provinciarum Pannonie
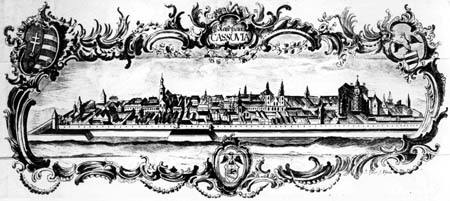
Veduta města z druhé poloviny 18. století
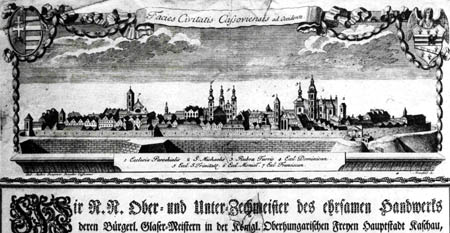
Veduta městského senátora Antona Svajcera z roku 1798

## Košice v 18. století

### Barokní doba
Na sklonku povstání Františka II. Rákocziho v letech 1710–1711 zuřila ve městě morová epidemie. Její dosah byl natolik značný, až kronikář Jozef Tutkó poznamenal, že "obyvatelé města hledali útočiště v lesích". V roce 1715 na návrh jezuity Juraje Péchyho byla zřízena za hranicemi města barokní kaple svaté Rozálie, ve které papež Klement XI. povolil konat každoroční odpustkovou slavnost. Na počest obětí moru bylo v roce 1723 vztyčeno barokní sousoší Immaculaty (mariánský sloup) na místě bývalého středověkého pranýře – popraviště.
Po překonání morové epidemie 1710–1711 nastalo období míru (až do 1848) a obnovy zničeného a vylidněného města. V období let 1718–1724 byl za přispění císaře Karla VI. zbarokizován františkánský kostel. Na jeho sochařské výzdobě pracoval stejný sochař jako na Immaculatě – věhlasný Šimon Grimming a stavitel Tomáš Torňóši. V letech 1730–1733 byl vystavěn na jižním předměstí kostel svatého Ducha, navazující na tradici středověkého, válkami zničeného kostela se špitálem z 13. století. Byl to vůbec první kamenný kostel v huštákách a povolením k jeho výstavbě se odstartovala obnova předměstského areálu (vnějšího města). V roce 1731 se do města vrátili sestry voršilky (zde usazené od 1697), kterým byl do užívání opět přidělen původně kalvínský kostel na Mäsiarské ulici, v době Rákocziho povstání jim odebraný. Na přilehlých pozemcích si vybudovaly rozsáhlý klášterní komplex se školou. V roce 1741 dokončili barokní přestavbu svého středověkého kostela dominikáni, kteří byli povoláni zpět do města Leopoldem I. ještě v roce 1697.
Nejvýrazněji se v tomto období činili jezuité. Věnovali se výuce na Košické univerzitě, v roce 1713 si zřídili jezuitské kolegium a vlastní knihtiskárnu, vybavenou stroji z bardejovské a levočské tiskárny. Iniciovali výstavbu košické kalvárie v letech 1742–1758, která definitivně potvrdila nástup rekatolizačního baroka. Košice však přišly o svůj kněžský seminář, který v roce 1715 jágerský arcibiskup přestěhoval zpět do svého sídelního města.
Protestanti si museli své modlitebny stavět za hradbami města na obnovovaných předměstích. Luteráni měli vedle svého dřevěného kostela na západním předměstí (dnešní Ždiedlová ulice) tři modlitebny pro každou z košických národností – slovenskou, maďarskou a německou. Vedle nich si zřídili luteránskou školu. V roce 1747 požádali panovnici Marii Terezii o přidělení nevyužívaného Michalského kostela, katolíci to však odmítli. Kalvíni měli svůj kostel na jihozápadním předměstí (na začátku dnešní Moldavské ulice).

### Úpadek "pevnosti Košice"
Pozice Košic jako významné protiturecké bašty pominula. Osvobozením Budína a Pešti ztratily Košice své prioritní postavení na sněmu. Na protest si košičtí ablegáti na sněmu v roce 1712 odmítli sednout, aby "neponížili své město". Podle Velkého privilegia Ludvíka Velikého z roku 1347 měli zastávat po Budíně druhé místo, po jeho obsazení Turky dokonce první. Jelikož se objevily tendence, aby i Bratislava zastávala přednější postavení, nechali si Košice písemně potvrdit svůj protest při otevření tavernického soudu z roku 1722. Tím si pojistily alespoň třetí místo v hodnostním pořadí, i když to už neodpovídalo realitě vyčerpaného provinčního města.

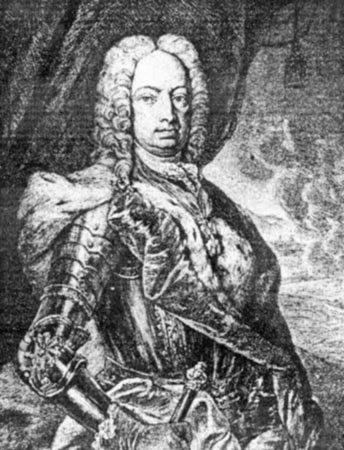
Hrabě Ján Pálffy, tvůrce Satmárského míru, košický kapitán po roce 1713

Košice už nebyly více sídlem hornouherského hlavního kapitanátu, který byl zrušen. Zůstala však funkce košického kapitána, kterou v letech po Rákociho povstání zastával tvůrce Satmárského míru za císařskou stranu hrabě Ján Pálffy, Kuruky posměšně nazýván "starý Labanc". Po něm se košickým kapitánem stal francouzský baron generál Ján František Renaud. S Košicemi se stále počítalo jako s důležitou pevností (Festung Kaschau) a generál zde pokračoval ve zdokonalování městského opevnění podle francouzských vzorů, především budováním glacisů podél jižní a východní stany hradeb. Po zvážení všech náležitých okolností však nepotřebná košická citadela měla být z rozkazu císaře Karla VI. (1715) demolována, což probíhalo postupně desítky let až do konce 18. století. Její kamenné části byly použity pro dláždění veřejných prostranství ve vnitřním městě. Pro potřeby vojska byla vybudována kasárna u Dolní brány (1713) a Horní brány (1726), která byla jedna z prvních v celé Habsburské monarchii. V polovině 18. století měla císařská armáda ve městě ubytováno zhruba 2 000 vojáků.

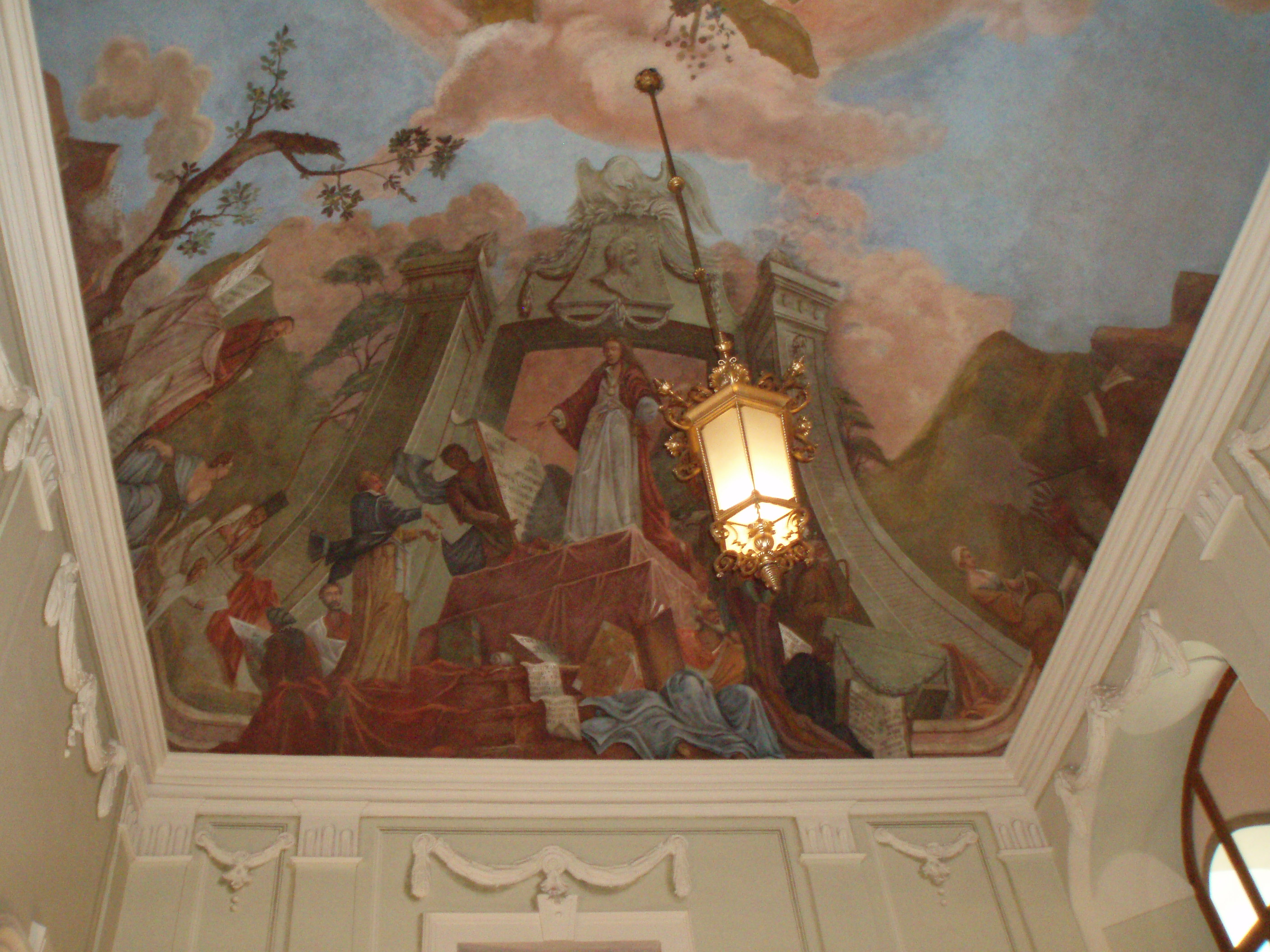
Stropní malbu alegorie Práva zhotovil košický malíř Erasmus Schrott v letech 1780–1781 v nově postavené městské radnici. Symbolizovala nástup nového věku tereziánské a josefínské reformy

### Tereziánské Košice
Košice se v polovině 18. století z vojenského hlediska ocitly daleko od tehdejších bojových operací, které sužovaly habsburskou monarchii a provázely vládu Marie Terezie. To mělo za následek opuštění všech předchozích stavebních aktivit, projektovaných na zdokonalení "pevnosti Košice". Armádní výdaje tak byly investovány výlučně jen na její nezbytnou údržbu.
V roce 1755 se završil dlouholetý zápas tereziánské státní aparatury o sjednocení formy městské samosprávy svobodných královských měst v celém Uhersku. Právě Košice byly posledním městem, které se královským komisařům podvolilo. Odvolávajíc se na staletá privilegia, nechtělo připustit doživotnost zastávání úřadů v samosprávě (úředníci byli zpravidla voleni pouze na jeden rok), zrušení jmenování volené obce odstupující městskou radou a nemožnost stanovit tribunem lidu bývalého rychtáře. V tomto období se město rychle hospodářsky vzpamatovávalo. Košice byly jedním z nejvyhledávanějších míst, ve kterých se usazovali mnozí ambiciózní zahraniční řemeslníci. Velké příjmy plynuly do městské pokladny z rozlehlého košického dominia, mlýnů, dvorů, z prodeje vína a zejména piva. Město se nejenže dostalo ze svých dluhů, ale dokázalo hospodařit s přebytkem, takže bylo schopno půjčit královně Marii Terezii na válku s Pruskem 63 600 zlatých, což bylo mezi slovenskými městy cosi zcela ojedinělého.
Nástup osvícenství přinesl vznik prvních muzejních sbírek, často označovaných také jako kabinety, při významných školních institucích. První školní muzeální kabinet v Košicích vznikl již v roce 1769 při místním gymnáziu. V roce 1778 byl obohacen o mineralogickou sbírku barona Františka Berzeviczyho. Po banskoštiavnické akademické fyzikálně-technické sbírce (1764) šlo o nejstarší školní muzeální kabinet na území Slovenska. V roce 1775 vznikl muzeální kabinet i na Košické univerzitě. V roce 1777 byl rozpuštěn rád jezuitů. Jejich majetek se dostal pod státní kontrolu. Jezuitské školy převzaly jiné řády. V rámci reformy školství Ratio educationis z roku 1777 se Košická univerzita přejmenovala na Košickou královskou akademii. V té době byla jednou z pěti akademií existujících v Uhersku. Na její půdě vznikla první veřejná knihovna a tiskárna, kterou provozoval Bratislavan Landerer. Studentem akademie v letech 1785–1787 byl i pozdější první rektor a zakladatel univerzity v Petrohradě Michal Baluďanský.
Období reforem Marie Terezie bylo spojeno se zvýšenou modernizační stavební aktivitou ve městě. Ta byla nanejvýš nutná po požáru z roku 1779. Jako každé jiné uherské župní sídlo, i Košice dostaly reprezentativní župní dům, který vyprojektoval architekt císařské komory Ján Langer. Na zdejší poměry vhodně řešený palácový objekt byl vystavěn v přechodném barokně-klasicistním stylu v letech 1779–1780. Langer projektoval i v téže době budovanou honosnou městskou radnici, jejíž malířskou výzdobu realizovali místní umělci Erasmus Schrott a Ján Anton Kraus. Na místě nevyužívané staré středověké radnice byla vybudována klasicistní Reduta (kavárna s divadlem a kasinem), která se začala užívat v roce 1787. Stala se ústředním místem konání šlechtických i měšťanských bálů. V roce 1782 byla dokončena i novostavba moderního barokně-klasicistního hotelu Černý orel na Hlavní ulici.
Osvícenská vláda Marie Terezie přinesla i první komplexní soupisy statistického charakteru. V roce 1762 bylo ve městě napočítáno 486 daňových poplatníků a 379 domů, z nichž 43 bylo dřevěných. Na předměstích bylo vybudováno 288 domů, z nichž jen 15 bylo kamenných. Až v roce 1799 dosáhl počet domů ve městě (dohromady vnitřní a vnější město) čísla 1 031, což odpovídalo stavu z doby největší konjunktury středověkého města za vlády Matyáše Korvína kolem roku 1480. Počet obyvatel narůstal. Zatímco v roce 1762 měly Košice 3 990 obyvatel, zvýšil se jejich počet v roce 1785 na 7 257 a v roce 1799 na asi 7 934.

### Josefínské Košice
Syn Marie Terezie Josef II. navštívil Košice několikrát. Už jako spoluvladař své matky se zde objevil v roce 1770, čímž se stal prvním Habsburkem od dob Ferdinanda I., který zavítal do Horních Uher. V roce 1783 byl v Košicích zřízen ředitelský obvod místodržitelské rady, jemuž podléhalo 73 poštovních úřadů v 15 župách. V roce 1787 byl rozpuštěn řád františkánů. Jejich košický kostel přešel později pod správu nově zřízeného biskupství (1804). Josef II. byl radikálním vymahatelem reforem, ale mnoho z nich nepřežilo jeho vládu. Takovou byla i reforma veřejné správy z roku 1785, kterou se zrušilo župní zřízení a vytvořilo se 10 nových distriktů. Košice se staly sídlem jednoho z nich – severovýchodního distriktu, kam spadaly Spiš, Šariš, Abov, Turňa a Zemplín.
Když císař město navštívil opět v roce 1783, zrušil jeho statut pevnosti (Festung Kaschau). Značně zanedbané hradby a pevnostní systém se začal rozpadat. Na císařův rozkaz byla v roce 1784 probourána nová brána -josefínská (z dnešní Alžbětině ulice) směrem k vzkvétajícímu západnímu předměstí. Opuštěné areály zpustlých bašt a bastionů posloužily podnikavým měšťanům k zakládání prvních košických manufaktur.
Od roku 1784 se jedinou úřední řečí stala němčina. Naopak na nižších úrovních, ve vzdělání a ve styku s lidem se podporovaly jazyky obyvatelstva, a tedy i slovenština a maďarština. Tato fakta vedly ke zvýšené aktivitě prvních maďarských obrozenců, jejichž cílem bylo povýšení maďarštiny na úroveň ostatních evropských jazyků. Jejich hlavním představitelem byl úředník košického distriktu František Kazinczy, který se pohyboval ve společenských intelektuálních salonech místní šlechty. V Košicích spolu se svými druhy založil první literární a kritickou revue Magyar Museum (Maďarské muzeum, 1788), kterou odstartoval obrození maďarského jazyka.
Kazinczy byl také znám jako nejvýznamnější člen košické zednářské obce. Košice byly významným uherským zednářským městem. První lóže zde vznikla v roce 1779, brzy však zanikla. Pod názvem K neohrožené ctnosti (Zur ungefärhdeten Tugend) fungovala opět od roku 1793 a evidovala 34 členů košické umělecké a ideologické inteligence. Od roku 1790 zde vydávali svůj široce koncipovaný časopis Orpheus s literárními, politickými, filozofickými a poetickými příspěvky. Jejich působnost byla kritizována ze strany místních představitelů katolické církve, která zednáře označila za ateisty a královrahy. Na svou obranu vydali knihu Zednáři nejsou jakobíni (vyšla v maďarštině), která je svědectvím ideového zápasu o přežití zednářského hnutí v uherských poměrech.

## Košice v letech 1800–1918

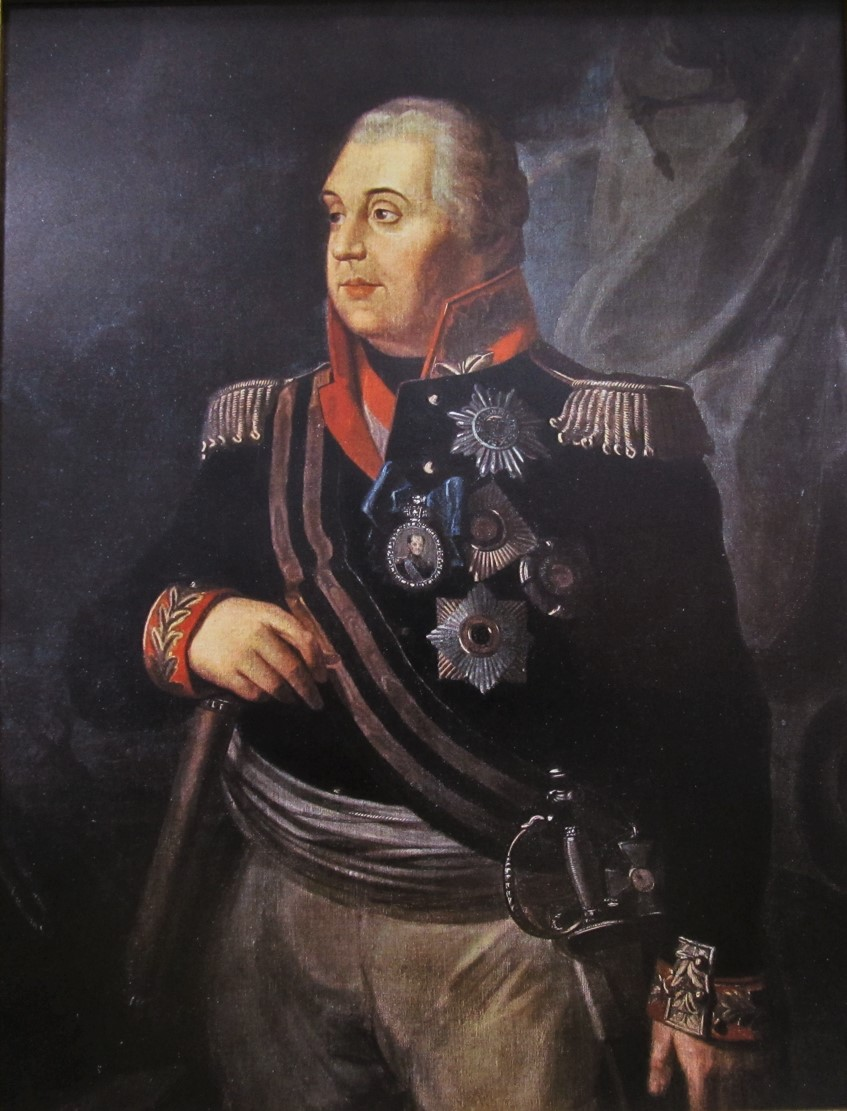
Maršál Kutuzov ocenil košické pohostinství v děkovném dopise zaslaném magistrátu, který je dodnes v Archivu města Košice

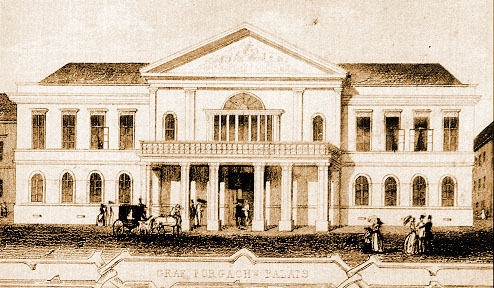
Forgáčové si oblíbili život ve městě natolik, že si na Hlavní ulici vybudovali nemalý palác v módním empírovém slohu

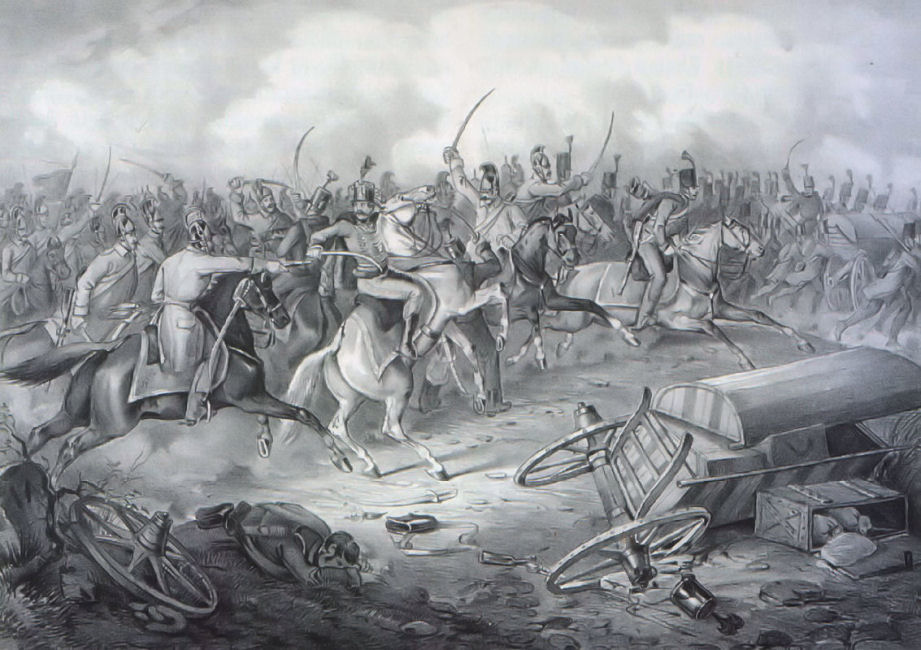
Litografie Johanna Höfelicha znázorňuje Košickou bitvu ze 4. ledna 1849, v níž se honvédi, vedení Lázárem Mészárosem, neúspěšně pokusili o obsazení města

### Biskupská rezidence
Relativně mírové 19. století znamenalo pro Košice opětovný nárůst jejich významu. V roce 1804 papež Pius VII. zřídil novou košickou římskokatolickou diecézi vyčleněním od jágerské diecéze, kam město církevně spadalo od svých počátků. První košický biskup Andrej Szabó založil úřad v biskupském paláci, přebudovaném v barokním slohu ze čtyř měšťanských domů na Hlavní ulici. Skromný biskupský palác slouží svému účelu dodnes. Jelikož město disponovalo biskupství hodným sakrálním objektem – dómem svaté Alžběty, nedošlo k výstavbě nové katedrály.

### Útočiště císařské rodiny před Napoleonem
Napoleonské války se nepřímo dotkly i Košic. Císař František II. (Od roku 1806 jako první rakouský císař František I.) kvůli válce s Francií poslal své děti do bezpečných Košic, kde setrvaly necelé dva měsíce. Mezi nimi i 12letý příští císař Ferdinand I. Dobrotivý a Marie Luisa (později manželka Napoleona). Na přelomu let 1805 a 1806 zde přezimovalo i vojsko ruského vojevůdce M. I. Kutuzova po prohrané bitvě u Slavkova. Zdrželo se zde 5 dní. Uzavření míru s Francií se slavilo bohatou plesovou sezónou ve vídeňském stylu. Následně panstvo odjelo zpět do hlavního města. V roce 1821 Košice navštívil při návratu z Lublaně z kongresu Svaté aliance ruský car Alexandr I., který přespal v Dessewffyho paláci jednu noc.

### Klasicistní Košice
V souvislosti s vývojem vojenské techniky a metod boje ztratily městské hradby svůj účel. Jejich likvidace probíhala postupně od začátku 19. století do 40. let, což otevřelo novou cestu rozvoje města. V roce 1814 si v souladu s tehdejším právem postavili na místě východní linie bouraných hradeb evangelíci svůj nový kostel, který je považován za nejkrásnější stavbu evangelického klasicismu na Slovensku. U Malováné brány si svůj kostel postavili kalvínisté (1805–1811). Ke zboření Dolní brány a otevření průtahu na hlavní silnici na Pešť došlo v roce 1830.
Košice první poloviny 19. století byly provinčním městem, jehož význam však začal znovu narůstat. Ve městě bylo stálé divadlo, plavecká, jezdecká a hudební škola, sídlily tu správní a vojenské úřady a biskupství. V roce 1814 vznikla první městská nemocnice, jejíž strohá budova s klasicistními prvky byla postavena v roce 1831 na dnešním Náměstí osvoboditelů (sídlo VZP). Místní šlechta si budovala ve městě paláce v módním klasicistním (Čáky-Dezőfiho palác), ale i empírovém slohu (Pongrácovsko-forgáčovský palác). Významnou osobností klasicistních Košic byl městský architekt Jozef Bellaagh, který navrhl mnoho výklenkových měšťanských domů s prvky biedermeieru. Podle sčítání lidu z roku 1831 žilo v Košicích 12 042 obyvatel, ale evropská epidemie cholery, šířící se po dobu tří měsíců do září téhož roku, zabila ve městě 1 247 lidí.

### Občanská válka 1848 – 49: Maďarská revoluce a Slovenské povstání
Začátkem března 1848 začaly revoluční pohyby v Habsburské monarchii. Nejprve vypukla revoluce v hlavním městě Vídni 13. března 1848, následně 15. března 1848 vypukla maďarská revoluce v Pešti, která se rozšířila po celém Uhersku. Aktivně se do revoluce zapojila i velká část vrchnosti města Košice a stoliční konšelé. Když revoluce přerostla do občanské války, vyslali Habsburkové do Uherska několik armád. Do Horních Uher (zhruba území dnešního Slovenska) vtáhl ze severu přes rakouskou Halič (dnes součást Polska a Ukrajiny) císařský generál podmaršal Franz H. von Schlick, který se u Košic setkal 11. prosince s početnějším, ale špatně vyzbrojeným košútovským vojskem. Po bojích u Budimíru a na předmostí Košic Schlick město dobyl. 4. ledna 1849 se ho pokusil opět obsadit košútovský ministr války generál Lázár Mészáros v tzv. Košické bitvě u Barci, ale nepodařilo se mu zvítězit.
Držbu Košic v císařských rukou v tomto období využili slovenští obrozenci. 24. února se na římskokatolické faře setkal Ľudovít Štúr a Jonáš Záborský, aby jednali o národním programu Slováků. 1. března 1849 oddíl 800 slovenských dobrovolníků, bojujících za svobodu a práva slovenského národa, pochodoval přes město. V Košicích krátce působili i Ľudovít Štúr a Jozef Miloslav Hurban, aby tu verbovali další dobrovolníky. Městem často procházela vojska jednou jedno (císařské), jednou druhé (košútovské) strany. Koncem dubna 1849 město obsadilo košútovské vojsko a Košice se tak staly součástí Maďarské republiky, která byla vyhlášena 14. dubna v Debrecínu Lajošem Kossuthem. Detronizace Habsburků v Uhrách měla rychlou odezvu. Mladý císař František Josef I., který nastoupil na trůn teprve v prosinci 1848, požádal o pomoc ruského cara Mikuláše I. Hlavní proud ruské armády s více než 200 000 vojáky 24. června táhl bez boje přes Košice směrem do uherského vnitrozemí. V Košicích se ubytoval velkokníže Konstantin a kníže Paškevič. Zprávu ve městě převzali císařští komisaři.

### Industrializace Košic

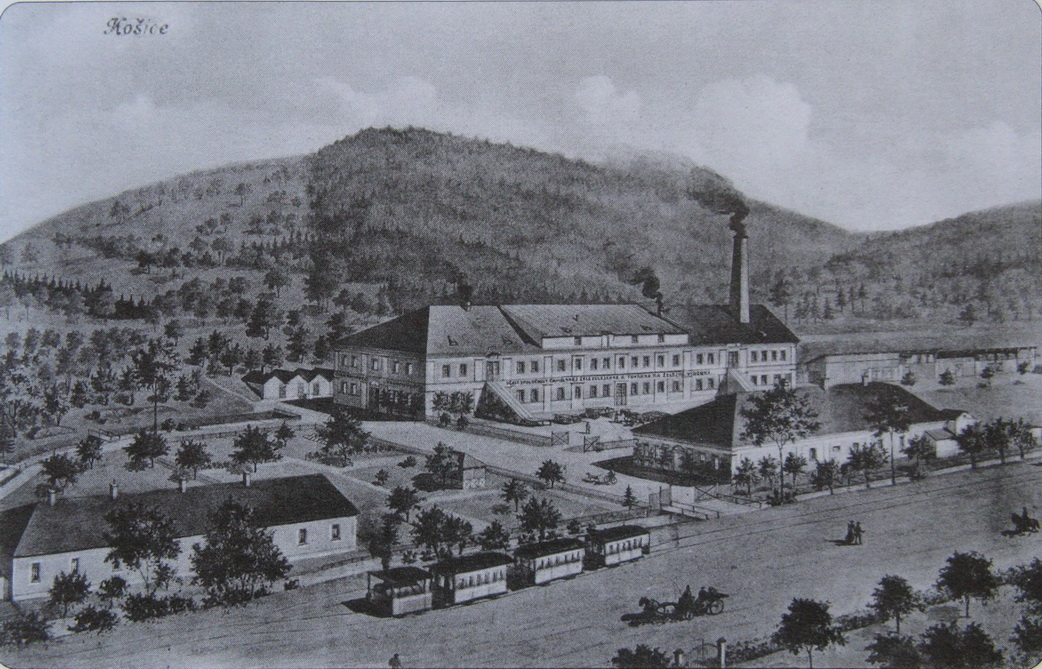
Továrna na zemědělské stroje v Čermeli, známá také jako klinčikáreň. Od roku 1892 do Cermet jezdila i pouliční železnice, která kromě osobní dopravy sloužila i jako vlečka. Parní lokomotivy byly v provozu od roku 1893.

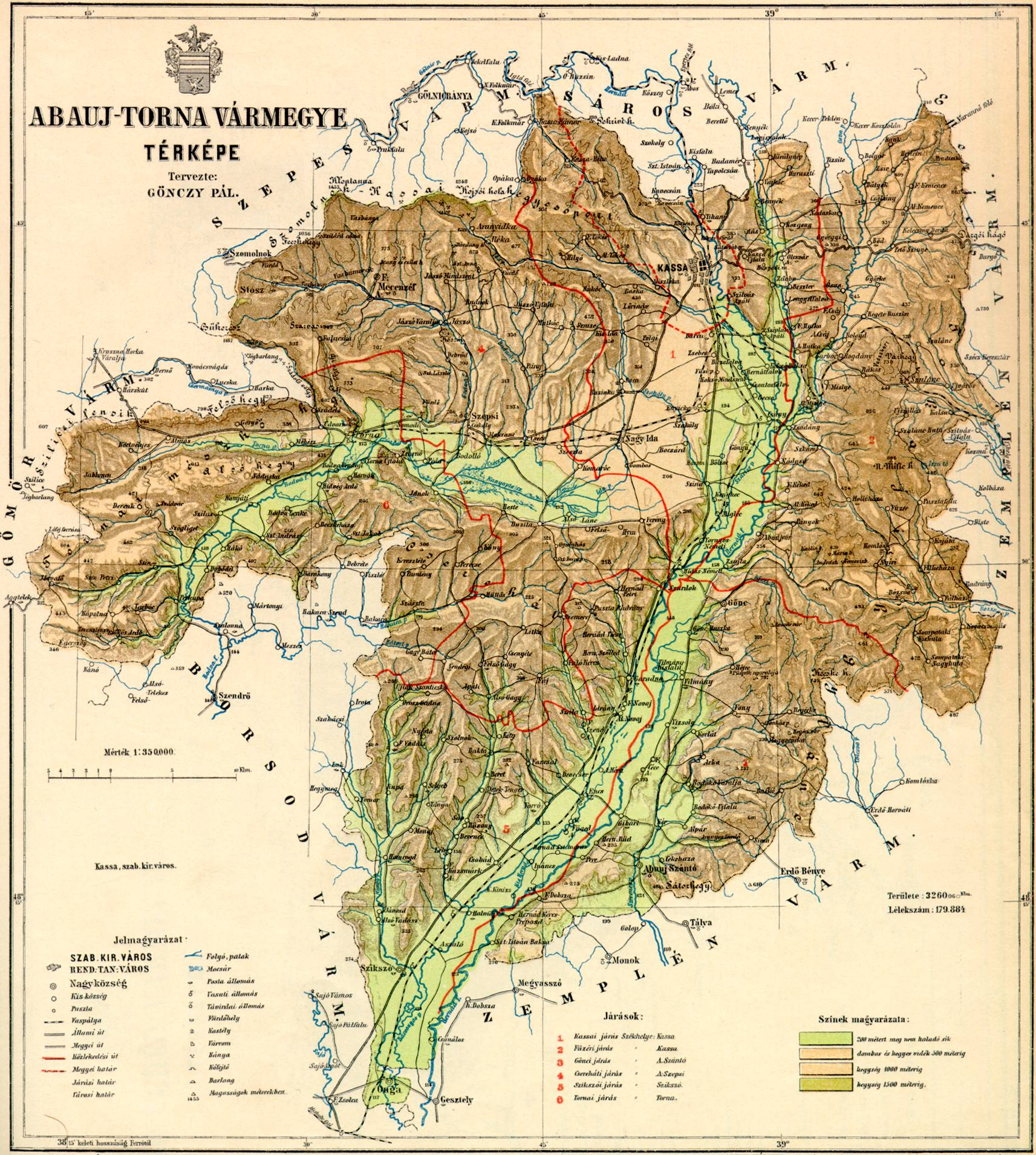
V roce 1881 byla menší Turňanská župa připojena k abovské. Přirozená spádová oblast Košic sahala podél Potiské železnice daleko na jih, téměř na hranice Miškovce (Miskolc)

Počátky průmyslové výroby ve městě spadají do roku 1791, kdy byla zprovozněna první košická manufaktura na výrobu klobouků (v objektu Katovy bašty). Později přibyly i manufaktury na výrobu kameninového nádobí (v objektu Mlýnské bašty) a sukna. V roce 1828 tu stále pracovalo 460 řemeslnických dílen v 70 ceších. Cechovní organizace byly v Uhersku zrušeny v roce 1872.
Ke skutečné industrializaci města docházelo až po revoluci 1848–1849. První parní stroj do výroby ve městě zavedl cukrovar v roce 1852 a od roku 1857 fungoval městský pivovar. Nejúspěšnějšími provozovnami byly Ungarův podnik na lihovar a droždí a státní tabáková továrna.
Kumulace kapitálu místních podnikatelů se odrazila i ve vzniku prvního peněžního ústavu ve městě -Košické spořitelny v roce 1844. Od roku 1850 tu měla sídlo i pobočka Obchodní a průmyslové komory s působností pro celý tehdejší košický distrikt. Na podporu místního průmyslu se v roce 1857 organizovala První hornouherská průmyslová výstava v prostorách městské jízdárny. Zúčastnil se jí i panovník František Josef I. U příležitosti své druhé návštěvy ve svobodném královském městě Košice (první 1852, třetí 1877).
Navzdory postupující industrializaci Košice nepřitáhly větší investice těžkého strojírenství a zbrojařství, jejichž centrem se stal k hlavnímu městu bližší Miškovec. Stále převládala zemědělská malovýroba, což záviselo i od surovinového zázemí. V roce 1910 se Košice s 34 průmyslovými provozy a 3 230 pracovníky podílely pouze necelým jedním procentem na uherské průmyslové produkci. Z větších podniků zaměstnávala přes tisíc pracovníků pouze tabáková továrna a kolem 400 pracovalo ve Franckově továrně na kávoviny. Další provozy se soustředily na jižním okraji města jako lihovar a sladovna, strojovna K. Poledniaka, likérka a cihelny.
V roce 1872 založené Vyšší strojnické učiliště (dnešní Střední průmyslová škola strojní) bylo prvním tohoto typu v Uhersku. Škola si udržovala vysokou úroveň. V roce 1878 ji navštívil i císař František Josef I. a porovnal ji s vídeňskou školou.

### Košice železniční křižovatkou
Od roku 1838 až do příchodu železnice fungovala pravidelná dostavníková linka do Pešti a Prešova. V roce 1860 přijel první vlak do Košic od Miškovce (Miskolc), kde trať navazovala na železnici do Pešti přes Nyíregyházu a Debrecín. Dobudování přímého spojení Miškovec-Budapešť v roce 1870 výrazně zkrátilo jízdní dobu do hlavního města.
V témže roce se zprovoznila i část strategické Košicko-bohumínské železnice v 33kilometrovém úseku Košice-Kysak-Prešov. Měla přepravovat levné uherské zemědělské produkty do západní části monarchie a umožnit kvalitní spojení zdejší důlní oblasti se slezským uhelným revírem. S Tokají město spojila železnice v roce 1873. Regionální charakter měla Turňanská železnice směřující přes Turňu nad Bodvou a Tornanádasku do Miškovce, zprovozněná v roce 1890. Zvýšený nápor cestující veřejnosti původní budova Potiské železnice nezvládala, proto ji v roce 1896 doplnilo nové neorenesanční nádraží (zbouráno v 70. letech 20. století).
Ačkoli do města vedly koleje až čtyř železničních společností, město se v rámci Uherska nestalo významným železničním uzlem. Absence velkých průmyslových podniků, nevýhodné jízdní řády a umístění ředitelství potiské železnice do Miškovce byly nesporné fakta, které k tomu vedly. Tuto skutečnost kompenzoval v roce 1913 přesun provozní správy Košicko-bohumínské železnice ze slezského Těšína do Košic, pro jejíž potřeby byl v roce 1915 vybudován nový administrativní palác (Ředitelství železnic, vedle budovy Divize).

### Správa města v letech 1850–1918

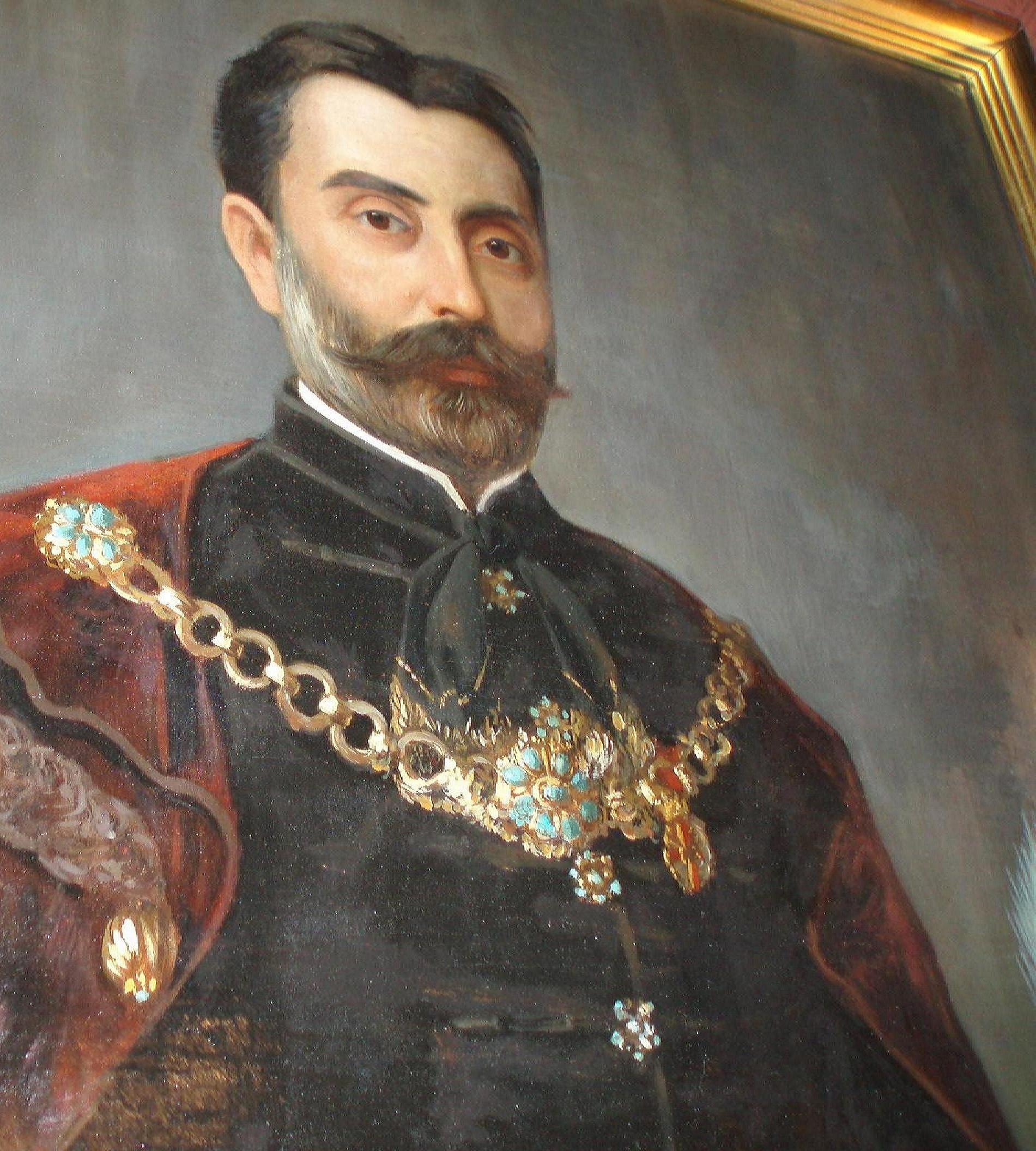
Nejúspěšnějším mužem košické radnice byl Teodor Münster, který zastával funkci purkmistra nepřetržitých 34 let (1872–1909). Za jeho veřejnou činnost ho František Josef I. vyznamenal rytířským křížem

Po potlačení maďarské revoluce 1848/1849 byla na území Uherska zavedena vojenská diktatura s prvky civilní správy. Župní zřízení bylo nahrazeno pěti obrovskými vojenskými oblastmi -distrikty, v čele s vojenským velitelem, ke kterému byl přiřazen ministerský komisař. Úředním jazykem byla výhradně němčina. Košice se staly sídlem Košického distriktu, pod který spadalo 9 bývalých žup – Abov, Turňa, Zemplín, Šariš, Gemer, Uh, Boršod, Bereg, Marmaros.
V roce 1853 byly zavedeny civilní administrativní distrikty, které se dále členily na župy (bez samosprávné funkce) a okresy. Župám byla podřízena i některá dosavadní svobodná královská města, ne však Košice, kterým v období Bachova absolutismu jmenoval radu a úředníky císařský komisař. Po roce 1860 bylo postupně obnovováno župní řízení z doby před rokem 1849, plně funkční bylo po rakousko-uherském vyrovnání 1867.
Po reformách v letech 1870, 1871 a 1876 zůstaly Košice od roku 1886 municipálním městem, tj. městem na úrovni župy. Městskou radou jmenovaný purkmistr podléhal hlavnímu županovi, jmenovanému panovníkem, rovněž tak jako podžupan stojící na čele župy.
Košice byly známy i jako posádkové město. Habsburská monarchie byla rozdělena na 15 vojenských okruhů, z nichž 6 působilo v Uhersku. Košické vojenské velitelství dostalo číslo VI. Kromě toho v Uhersku existovala i Uherská královská armáda- domobrana (Magyar Királyi Honvédség). V rámci ní Košice dostaly číslo III. Spravovaly 12 žup, od Máramarošské a Szatmárské po Abovsko-Turňanskou Zemplínskou a Boršodskou. Četná kasárna a přítomnost německy mluvících vojáků dodávaly městu vážnost a multikulturalitu.

### Košice v plánech slovenských národních buditelů

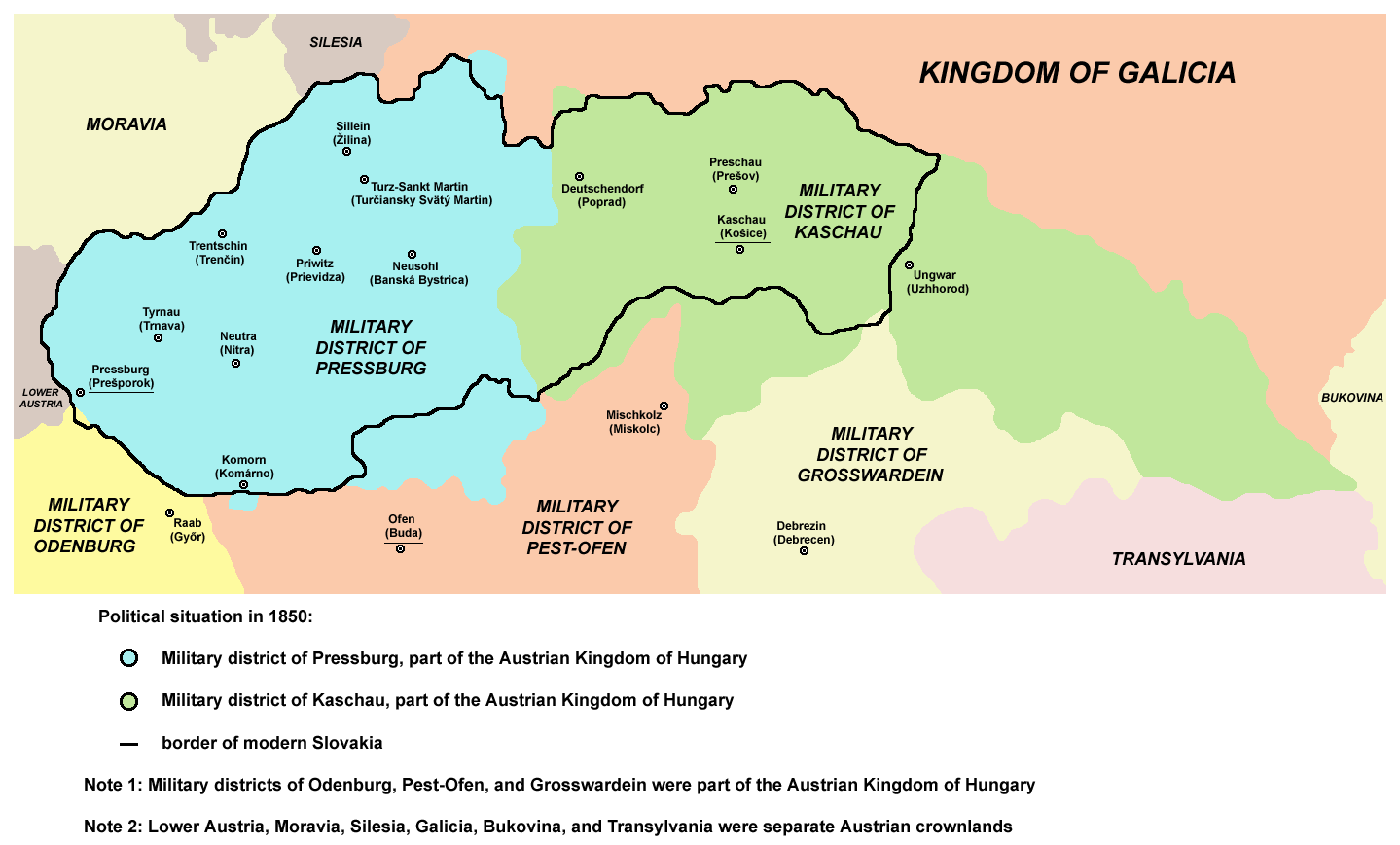
Hranice vojenských distriktů z roku 1850 se staly jednou z předloh pro pozdější určení československo-maďarských hranic v letech 1918–1920. Košický distrikt sahal daleko na východ až do Marmaros

Slovenská národní elita pod vedením Ľudovíta Štúra se v revoluci 1848/1849 postavila na stranu Vídně. Za aktivní pomoc při potlačování maďarského povstání slovenští národní představitelé očekávali od rakouské vlády upravení státoprávního postavení slovenského národa v Habsburské monarchii.
Návrh důvěrníka vídeňské vlády Jána Kollára z roku 1849 na Slovenské vojvodství počítal s vytvořením samostatné slovenské korunní země, která se měla dělit na čtyři distrikty. Jedním z nich měl být Toryský distrikt se župami Šariš, Spiš a slovenskými částmi žup Zemplín a Abov. Součástí vojvodství mělo být i město Košice.
Vídeňská vláda však požadavek na vytvoření samosprávného slovenského území neakceptovala. Rozdělila však Uhersko na distrikty, jejichž hranice byly vedeny tak, aby ve všech měli převahu nemaďarské národy. Bratislavský a Košický distrikt tak zhruba kopírovaly historicky vymezené území Slovenska od Dunaje po Tisu.
V roce 1850 byla ve městě zjištěna absolutní většina Slováků – 4 738. Maďarů bylo 2 904 a Němců 1 592.
Memorandum národa slovenského z roku 1861 žádalo vytvoření hornouherského slovenského okolí, přičemž "slovenské části stolic – Prešporské, Nitranské, Tekovské, Hontianské, Novohradské, Gemerské, Torňanské, Abaujvárské a Zemplínské – národopisnou čarou označené mohou se bez významných obtíží nebo jako nové župy uspořádat, nebo kde to není možné, k sousedním slovenským stolicím privtělit." Nová verze memoranda, která byla předložena panovníkovi, předpokládala rozsáhlou autonomii Okolí od Uherska a upustila od vytváření nových župních hranic na etnickém principu. Zahrnovala tak celou abovskou župu s Košicemi, naopak Zemplín byl ponechán v Uhersku. (viz Vídeňské memorandum).

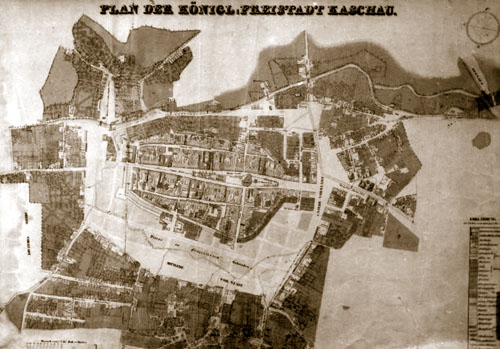
Plán inženýra Otta z období kolem roku 1840 má již zakresleny budoucí západní čtvrti s okružními třídami

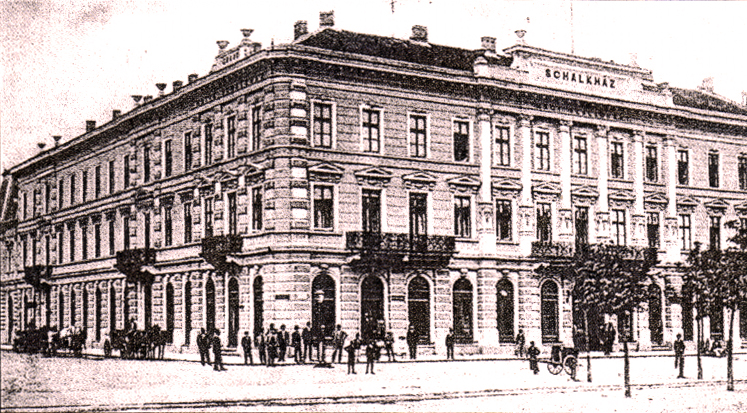
Na strategickém dolním konci Hlavní ulice byl hotel Schalkház nejdůležitějším místem společenského dění ve městě

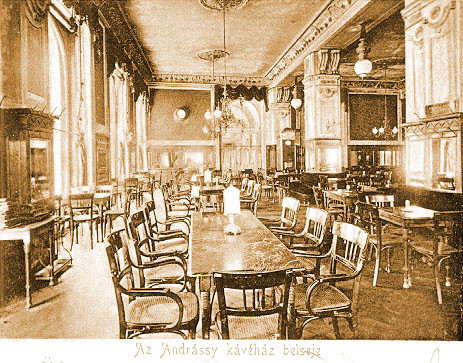
Jiným místem setkávání košické smetánky byla stylová kavárna v Andrášiho paláci

### Modernizace města
V roce 1856 přišel do Košic první telegram z Pešti. Od roku 1870 bylo zaváděno plynové osvětlení v ulicích města. Rozvoj telefonní sítě v Košicích nastal se zřízením manuální propojovací ústředny se 40 účastníky v roce 1891, kdy byl napojen i městský úřad.
Na místě východní linie vodního příkopu bývalých hradeb, tzv. Glacis, vznikaly široké třídy s pásmem zeleně -okružní- lemované palácovými budovami státních institucí, škol a vojenských objektů. Košické okružní třídy jsou jediným příkladem tohoto typu urbanistického řešení podle vzoru velkých evropských měst na Slovensku. a propojovaly vnitřní město s předměstími, která po vzoru Budapešti a Vídně dostala nové názvy:
- Alžbětino město na jihu, obytná-průmyslová čtvrť
- Jozefovo město na jihozápadě, čtvrť s koncentrací průmyslu a dělnického obyvatelstva
- Františkovo město na severozápadě, místo koncentrace najvýstavnejších veřejných a administrativních budov
- Nové město na východě, rezidenční čtvrť, původně vznikla jako zahradní předměstí

Po roce 1918 se tyto názvy přestaly používat a v 70. letech 20. století byly tyto čtvrti většinou zasanovány a nahrazeny sídlištní výstavbou. Jako v každém větším uherském městě byly i v Košicích zřízeny městské lázně (1888 na dnešní Ulici protifašistických bojovníků, zbourány 1967) a v rekreačním prostředí lázní Bankov a Čermeľským údolí vyrostly vilové čtvrti městských zbohatlíků. Naopak městská spodina se koncentrovala v městské části Tábor (pod Moldavskou cestou) s převahou romského etnika v provizorních domcích a chatrčích.
V prostoru mezi vzdálenějším nádražím a městským centrem byl velkoryse založen Městský park. Na spojnici, dnešní Mlýnské ulici, vyrostlo několik hotelů a restaurací. Ulice byla také vyasfaltovaná jako jedna z prvních v Uhersku.
Nejprestižnějším místem společenského dění Košic se na dlouhá léta stal legendární hotel Schalkház, který stál na místě nynějšího hotelu Doubletree by Hilton. Od svého založení v roce 1873 byl tento luxusní hotel proslulý svou kavárnou, salonky a plesovými sály až do demolice v roce 1963.
V roce 1891 byla do provozu uvedena městská koňka z nádraží do stanice Cermet, od roku 1893 se k přepravě používaly i parní lokomotivy. Trať měla stejný rozchod jako železnice a její využívání pro nákladní dopravu do místních průmyslových provozů zůstalo jejím důležitým atributem až do roku 1964. V letech 1913–1914 došlo k elektrizaci městské dráhy jako v posledním městě Uherska s veřejnou kolejovou dopravou.
Zavedení vodovodu a kanalizace v roce 1908 bylo v Košicích na uherské poměry dost opožděné. Ještě v roce 1903 byly městští radní přesvědčeni o nepotřebnosti této hygienické nezbytnosti ve městě. Šlo totiž o nemalou investici, spojenou s celkovou úpravou vzhledu ulic a jejich vydlážděním.

### Hornouherská bašta maďarského nacionalismu

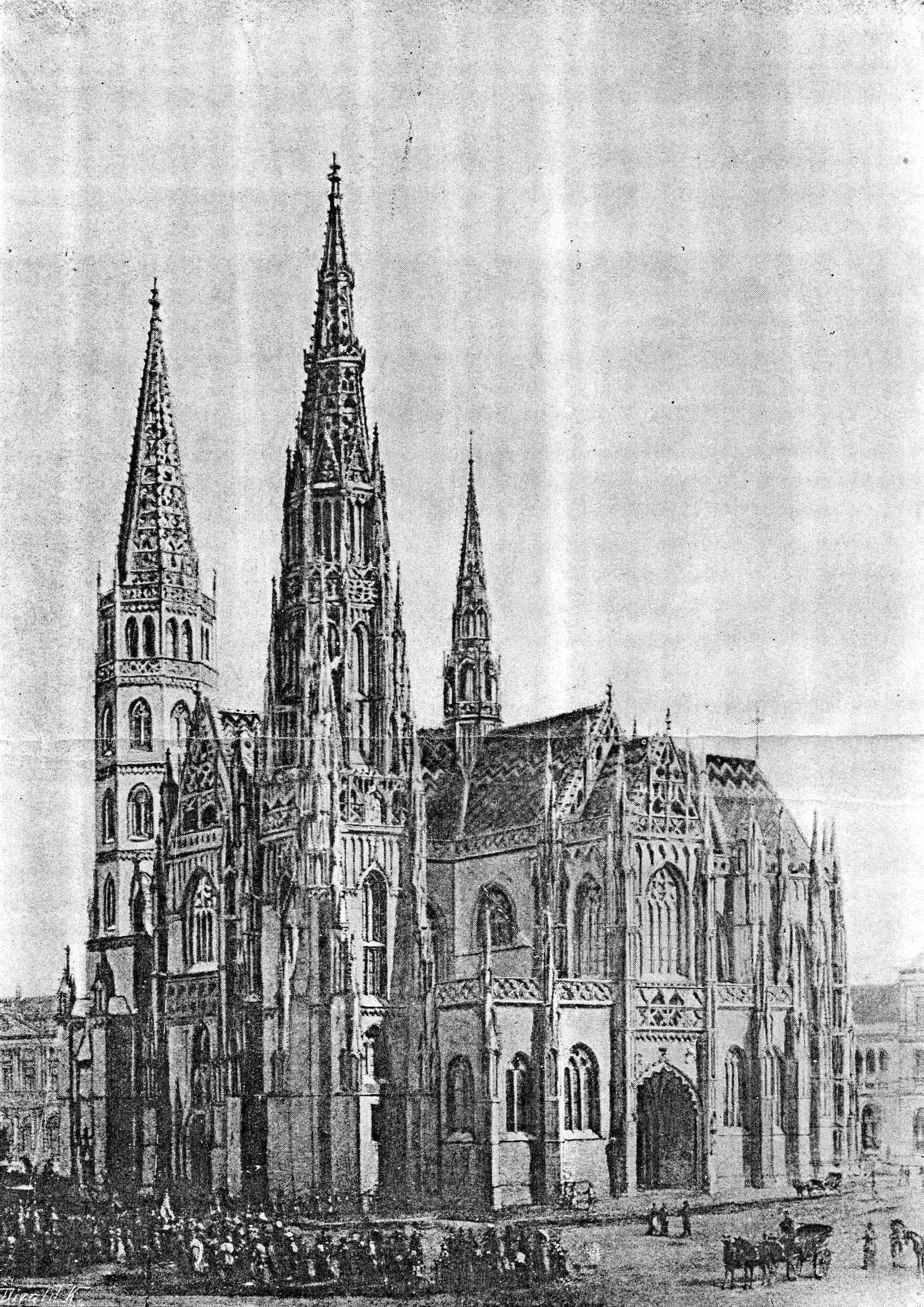
Představa plánu dostavby Dómu sv. Alžběty architekta Imricha Steindla, která se nakonec nerealizovala

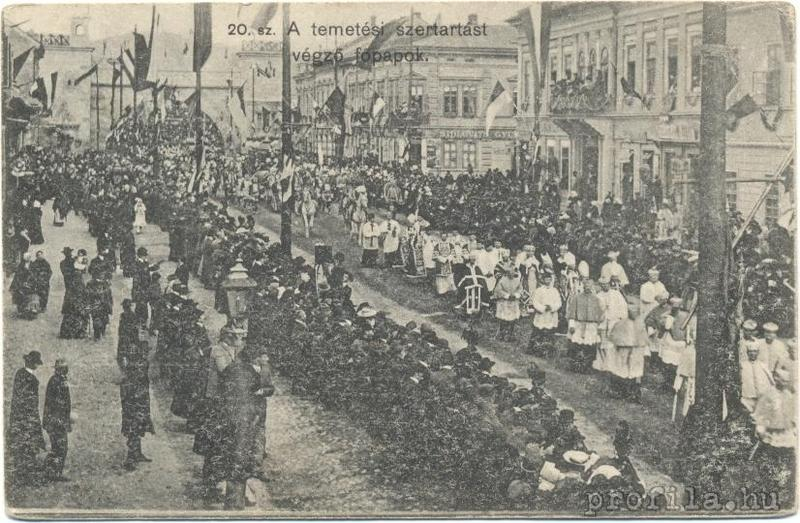
Smuteční pohřební průvod ukládání ostatků Františka II. Rákociho do krypty dómu sv.Alžběty

Obyvatelé Košic byly již po staletí národnostně promíchání a mnohojazyční, přičemž vyhraněnost k té které národnosti nehrála v životě města významnou roli. Až rakousko-uherské vyrovnání z roku 1867 znamenalo bezpodmínečný nástup ideje maďarského národního státu. Málokde proběhla Maďarizace tak úspěšně, jako právě v Košicích. V 40. letech 19. století na tzv. Ottově plánu Košic byly uvedeny názvy ulic na předměstích ještě i v slovenštině. V následujících letech se názvy udávaly výlučně v maďarštině. Košice – kurucké město představovaly významné centrum maďarské kultury a historie, a v tomto smyslu do jejich výstavnosti uherská vláda i značně investovala. Stavební konjunktura trvala až do let první světové války.
Prestižní záležitostí velebení slavné uherské (dobově rozuměj maďarské) historie byla komplexní rekonstrukce největší katedrály v království dómu sv. Alžběty v letech 1877–1896. Gotická architektura Dómu se stala předmětem studia soudobých architektů a vědců dějin umění, kteří ji povýšili na nositelku národně orientovaného romantismu v uherské architektuře přesně tak, jak tomu bylo dříve ve Francii a Německu.
O přestavbu Dómu v duchu gotického purismu se výrazně zasloužil košický rodák, člen uherské akademie věd, zakladatel uměnovědy a památkové ochrany v Uhersku Imrich Henszlmann. Autorem projektu přestavby v duchu korvínovské gotiky byl nejvýznamnější představitel uherského neogotického purismu Imrich Steindl. Při havarijním stavu středověkých kleneb byly tyto nahrazeny neogotickými, přičemž chrám získal původně zamýšlenou pětilodní dispozici. Odvážné plány na dostavbu jižní, tzv. Matyášovy věže se však pro nedostatek finančních prostředků nerealizovaly. Poté, co Steindl začal práce na budapešťském parlamentu, vedl projekt Otto Sztehló, který již při opravě jižní věže uplatnil konzervační metodu. Tento architekt, rodák z Dobšiné, vedl i puristickou obnovu kaple svatého Michala (1903–1904) a Levočského domu (1908–1910).
Mohutnou stavbu Dómu ve středu Hlavní ulice bylo třeba vyvážit stejně monumentálním uměleckým stavebním tělesem, kterým je dnešní Státní divadlo Košice. Stará reduta z let 1786–1790 nestačila kapacitně, ani reprezentačně. O důležitosti kvalitního provedení stavby nového divadla, které mělo architektonicky a urbanisticky citlivě zapadat do koloritu středověkého náměstí svou přední i zadní fasádou, svědčil výběr jednoho z nejpřednějších architektů 19. století – Adolfa Lánga, který se tohoto úkolu zhostil brilantně. Honosná budova – směs stylů eklekticismu, neobaroka a secese, na vrcholu kupole korunovaná sochou múzy umění Aurory s pochodní v ruce – měla prezentovat Košice jako jedno z nejhlavnějších center maďarského umění. Národní divadlo (Nemzeti Színház) bylo otevřeno za účasti vládních prominentů a kulturní elity státu v roce 1899 uvedením známého maďarského národního dramatu Bán Bánk.
Skutečným naplněním významu pojmenování Košice – kurucké město bylo dlouho plánované rozhodnutí uherské vlády přenést ostatky Františka II. Rákócziho a jeho druhů z Turecka zpět do vlasti. Poté, co panovník František Josef I. v roce 1904 zrušil císařský výnos z roku 1715, označující povstalecké exulanty za vlastizrádce, rákociovský historik Koloman Thal určil místem posledního odpočinku čerstvě zrekonstruovaný košický Dóm. Ostatky byly z Istanbulu převezeny lodí do Konstance a odtud vlakem přes Budapešť do Košic. Slavnostní smuteční akt 29. října 1906 se stal předmětem maďarské národní hrdosti a neúčast panovníka Františka Josefa I. na něm byla ostře kritizována.

### Máraiho Košice
Období přelomu 19. a 20. století má pro Košice obzvlášť formující charakter. Byla to doba rozvoje košické měšťanské kultury, kterou tak dokonale popsal ve svém díle Egy Polgár vallomásai (Vyznání měšťana) košický rodák Sándor Márai. Narodil se v roce 1900 a v jeho díle z roku 1934 podává vzpomínky na dětství strávené v košických ulicích. Márai, jehož díla patří ke světové literární klasice 20. století, se vracel ve své tvorbě ke svému rodišti i v dalších svých pracích, které jsou jedinečným uměleckým svědectvím o soudobých Košicích.
V roce 1900 se Košice s přibližně 44 000 obyvateli řadily ke středně velkým městům Uherska, kde zabíraly šestnácté místo v žebříčku velikosti měst. Prešpurk, dnešní Bratislava měla kolem 66 000 a Debrecín 70 000 obyvatel. Podle sčítání lidu z roku 1910 se z celkové populace 44 211 obyvatel až 75,4% deklarovalo Maďary, 14.8% Slováky, 7.2% Němci a 1.8% Poláky. Toto číslo však bylo později zpochybněno jako nespolehlivé a nepřesné.
Početnou menšinu, oficiálně nezařazenou do statistiky z roku 1910, tvořili Židé, jejichž počet se v roce 1910 odhadoval na 7 000. V roce 1867 si postavili neologickou synagogu, první ve městě vůbec (stála před Domem umění do začátku 60. let 20. století). Ortodoxní Židé si postavili v roce 1881 synagogu na dnešní Zvonárské ulici, v současnosti rekonstruovanou na muzeum židovské kultury. Židé se velmi aktivně zapojili do městského spolkového života.

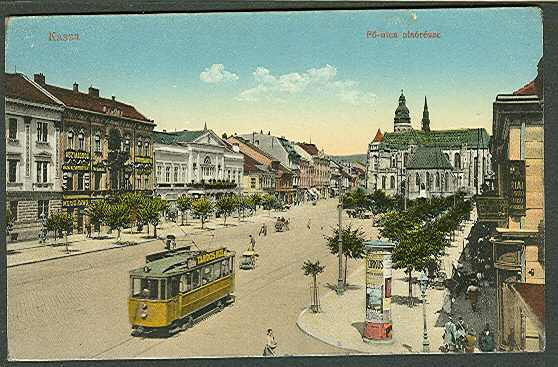
Idylka Hlavní ulice v letech před první světovou válkou

Společenský život měšťanských vrstev 2. poloviny 19. století a počátku 20. století byl organizován ve veřejných spolcích nejrůznějšího charakteru. Existovaly spolky podpůrné a charitativní, spolky církevní a politické, vzdělávací, hospodářské (včelařský, zahradnický) i sportovní (šermířský, bruslařský). V roce 1869 byl založen sebevzdělávací spolek košických řemeslníků, v roce 1872 byl za přispění Imricha Henszlmanna založen hornouherský muzeální spolek (předchůdce Východoslovenského muzea). Reprezentativní budova muzea v neorenesančním slohu byla otevřena v roce 1901.
V novém století se v košické architektuře naplno projevily módní vlivy nejen budapešťské, ale i vídeňské secese. Nejkrásnější ukázkou skloubení obou proudů byla Kavárna Savoy (později Royal, dnes Slávia) z roku 1900. Budapešťský vliv se pak naplno projevil při výstavbě největšího administrativního komplexu ve městě – Vojenského velitelství (1908, za první republiky známého jako Divize), prvního městského kina Úrania (1909, zbouráno 1940), bruslařského pavilonu (1909) a na budově Židovského kasina (1910).
V souvislosti s reformami uherského volebního systému probíhala i politizace košické měšťanské veřejnosti. V roce 1905 byla ve městě založena Hornouherská sociálnědemokratická strana. Nejvýznamnějšími deníky byly maďarské Kassai Hírlap a německé Kaschauer Zeitung. V roce 1907 začaly vycházet legendární dělnické noviny Kassai Munkás (Košický dělník), který se hlásil k marxistické levici a aktivizoval k vytvoření komunistické strany. Tento velmi aktivní týdeník začal vycházet od roku 1920 denně a zanikl až v roce 1937.

### Město za první světové války
Kvůli událostem první světové války byl ve městě v srpnu 1914 zřízen Úřad na pomoc lidu. Od roku 1916 vznikaly městské zásobovací úřady, které měly na starosti zásobování obyvatelstva potravinami a koordinaci s budapešťskými centrálami spotřebního zboží a surovin. Do roku 1916 byly povoláváni Košičané na východní frontu proti ruské armádě, pak byli nasazeni na rumunskou frontu a v závěru války (červenec až říjen 1918) na jihozápadní frontu. Vysilující válka měla za následek 23. října 1918 demonstraci za mír a demokracii. Až 27. října ministerský předseda Sándor Wekerle přiznal prohru rozpadajícího se Uherska. V první světové válce zemřelo 86 košických měšťanů.

## Košice v první republice

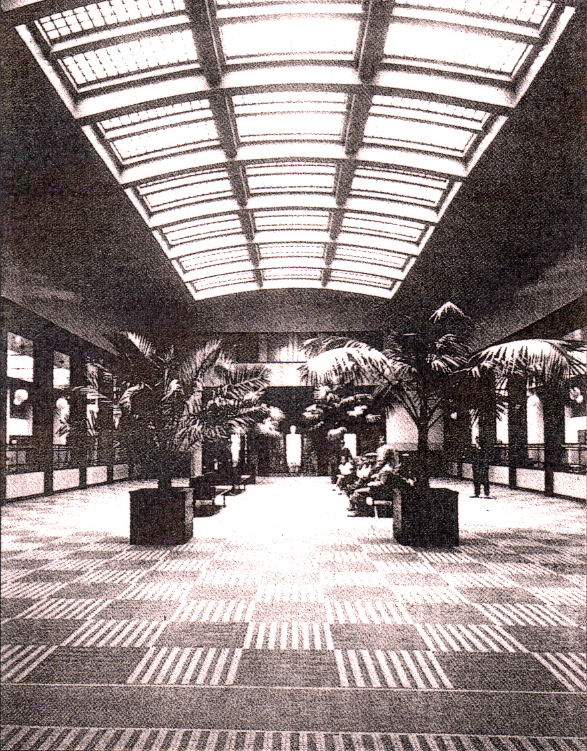
Duch pražského funkcionalismu se naplno projevil v prostorné hale poštovního komplexu

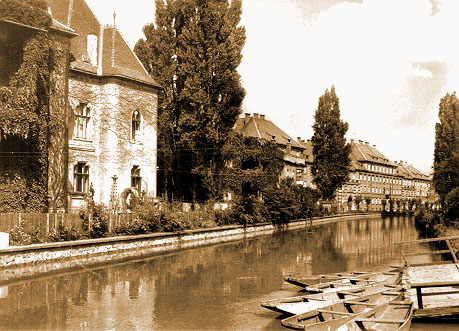
Prvorepubliková idylka mlýnského náhonu na pozadí nájemních činžáků na Rašínově nábřeží (Štefánikova) byla zrušena v 60. letech 20. století nahrazením tohoto ramene Hornádu čtyřproudou komunikací

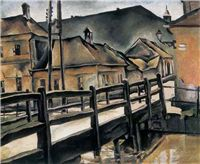
Zběsilost výstavby prvorepublikových předměstských čtvrtí umělecky ztvárnil slovenský meziválečný malíř Konstantin Bauer (1928)

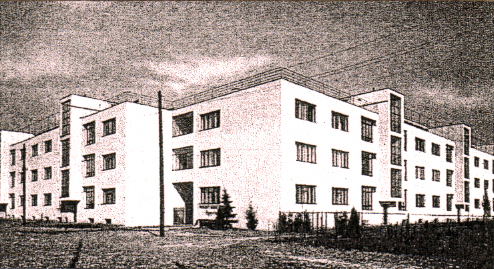
Odrazem moderního bydlení vyšších vrstev se stal projekt Masarykovy kolonie bankovních úředníků z roku 1931, kde vedle sebe kolektivně bydleli zámožnější zaměstnanci českých, slovenských a maďarských bank

Pozice Košic v multietnickém Československu v roce 1930

### Začleňování Košic do Československa
30. října 1918 se Slováci přihlásili k Československu Martinskou deklarací. Na území budoucího Slovenska se vytvářely místní Slovenské národní rady, v Košicích však vznikla Maďarská národní rada, která organizovala správu města. Nová maďarská vláda Mihálye Károlyiho počítala s vytvořením autonomie pro Slováky, jejíž území ale nemělo sahat po město Košice, kde se tři čtvrtiny obyvatelstva podle uherských statistik hlásily k maďarské národnosti. Plány československých představitelů však Košice do rámce vznikajícího státu definitivně zahrnovaly.
O udržení východoslovenského regionu v maďarských hranicích se snažila promaďarská tzv. Východoslovenská rada pod vedením Viktora Dvortsáka. Umělým vyčleněním východoslovenského etnika – tzv. Slovjakov- od ostatního slovenského obyvatelstva vyhlásila 11. prosince Slovjackou lidovou republiku. Ta se však nesetkala s pochopením místního obyvatelstva.
24. prosince vytyčily dohodové mocnosti první demarkační čáru nového státu, probíhající téměř shodně se současnými hranicemi. Na tomto základě došlo k obsazení Košic. Než se tak stalo, část maďarského obyvatelstva dobrovolně opustila město. Tehdejší ředitel Východoslovenského muzea Elemír Kőszeghy – Winkler nechal naložit do vagónů nejvzácnější exponáty, které tvořily asi tři čtvrtiny fondů muzea, a poslal je do Budapešti.

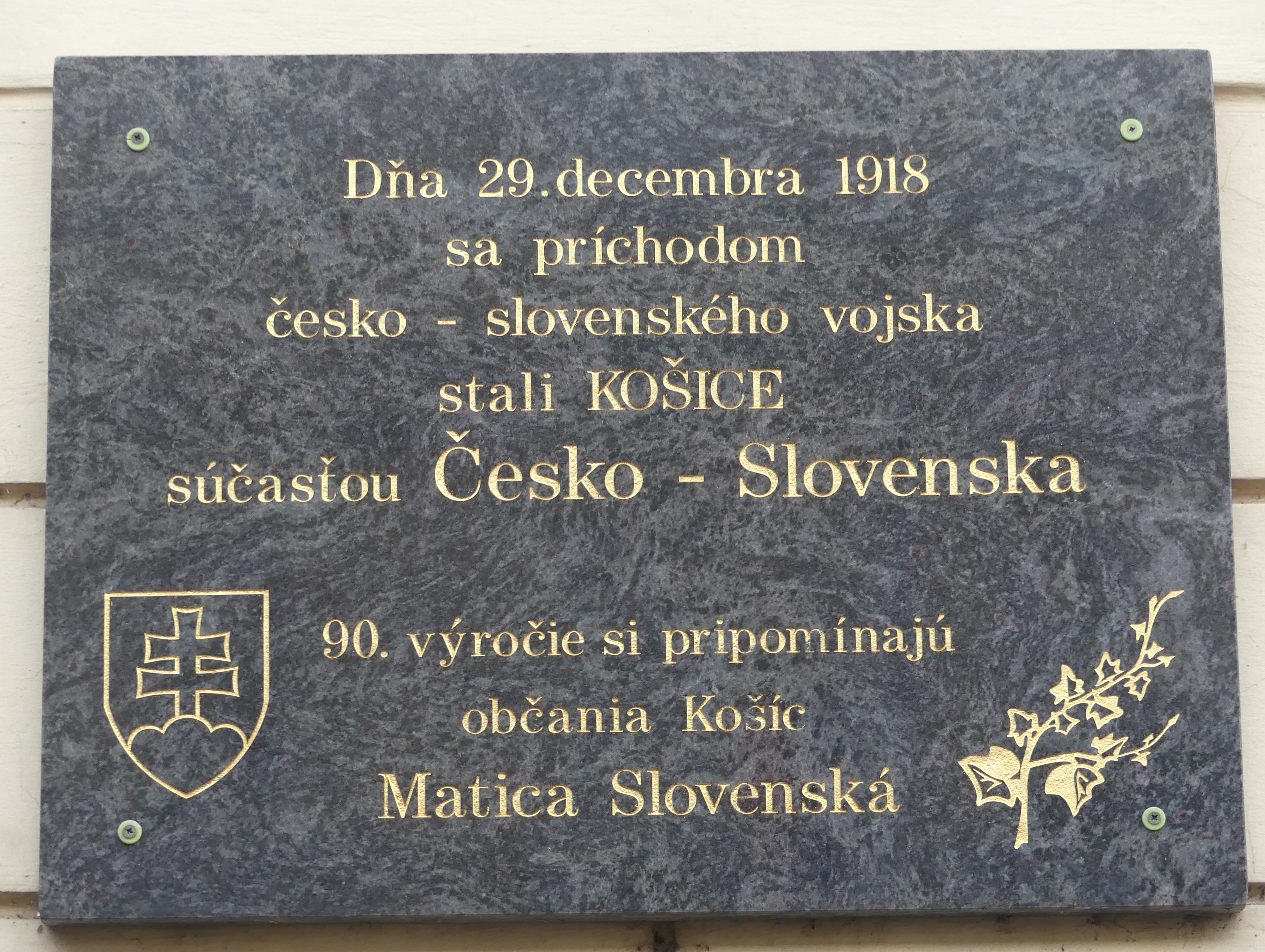
Pamětní deska začlenění Košic do Československa dne 29. 12. 1918.

29. prosince Československá legionářská vojska pod vedením podplukovníka Františka Berana vstoupila bez boje do města, které se stalo součástí Československa. V únoru byla vytyčena druhá demarkační čára, která odčleňovala ve prospěch nového státu další části Maďarska: Novohradské hory, Matru, Zemplínske hory i s městem Miškovec (Miskolc). Situace ve městě byla národnostně velmi napjatá. 14. února vypukla všeobecná stávka proti Československu. Nepokoje vyústily i do střelby a zatýkání protičeskoslovensky smýšlejících obyvatel.
Mezitím došlo v Budapešti ke komunistickému převratu a 21. března byla vyhlášena Maďarská republika rad. Ta se snažila o návrat ztracených teritorií a obsadila i východní Slovensko, kde 6. června 1919 vyhlásila v Prešově Slovenskou republiku rad pod vedením českého revolucionáře Antonína Janouška. 12. června byly určeny definitivně československo – maďarské hranice, téměř identické se současnými, vyhlášenými Trianonskou mírovou smlouvou s Maďarskem (1920). Do 5. července byla maďarská vojska z československého území vytlačena.

### Národnostní struktura města
Po dokončení zdlouhavého začleňování Košic do Československa začaly okamžitě vznikat úřady československé státní správy. V duchu čechoslovakizace se začalo i s přejmenováním některých ulic, hlavně připomínajících předchozí vládu Habsburků. Tak bylo například náměstí Františka Josefa I. přejmenováno na Husitské náměstí, a náměstí pojmenované podle jeho manželky (Alžbětino náměstí) na Legionářské náměstí. Dále se v zásadě přejmenovaly všechny ulice připomínající maďarizaci. Jelikož protihabsbursky vyznívaly i ulice nesoucí jména místních uherských a sedmihradských stavovských vůdců, k jejich přejmenování nedošlo, a to nikoli s ohledem k maďarským obyvatelům, jako z tradice a úctě k dějinám města.
Národní divadlo (Nemzeti Színház) se přejmenovalo na Východoslovenské národní divadlo.
V roce 1919 bylo zřízeno slovenské reálné gymnázium na Kováčské ulici. Jeho ředitel Karol Murgaš se výrazně přičinil o posílení slovenského povědomí Košičanů. Podle sčítání lidu z roku 1921 se národnostní struktura města diametrálně lišila od stavu z roku 1910. Ve městě žilo 52 000 obyvatel, z toho 60% Slováků a Čechů, 21% Maďarů, 10% Židů a 4% Němců. Výraznou převahu měli "Čechoslováci", a to ne tak přílivem českého úřednictva, jako proklamovaním se bilingvních Košičanů za Slováky.
V roce 1921 byly oslavy vzniku ČSR doprovázeny protihabsburskou demonstrací na podporu republiky v souvislosti s pokusy císaře Karla I. Habsburského o návrat na maďarský trůn.

### Postavení města za první republiky
Od roku 1923 platilo nové územněsprávní členění, které vytvářelo na Slovensku šest žup. Abovsko-turňanská župa zanikla a byla vytvořena nová Košická velkožupa, která částečně kompenzovala ztrátu městského zázemí po vytvoření státních hranic v roce 1919. Toto uspořádání však bylo v roce 1928 nahrazeno zemským zřízením, které degradovalo postavení města na sídlo okresu. Až v roce 1936 zde byla zřízena expozitura Zemského úřadu – (Kancelář zemského prezidenta). Jak konstatuje historik Ondrej Halag, "košická administrativní oblast však byla po více než šesti stoletích poprvé vydělena tak, že název" metropole východního Slovenska "se už používal jen z tradice pro Košice".
Samotné město zůstalo se statutem municipálního města s volenou samosprávou, ale pouze do roku 1922. Tehdy se Košice a Bratislava staly městy se zřízeným magistrátem a podléhaly přímo županům, resp. zemskému úřadu. Starosta byl jmenován vládou z volených členů předsednictva.
Po vytyčení nových hranic se Právnická akademie, pokračovatelka Košické univerzity, přestěhovala v roce 1921 do Miškovce a později Debrecína, kde se stala základem tamní Právnické fakulty. Košice zůstaly bez univerzity 16 let až do roku 1937.
V letech 1922–1924 zde sloužil na postu velitele košické divize generál Radola Gajda, který se zasloužil o výstavbu plaveckého bazénu na břehu Hornádu, ke kterému byla prodloužena i tramvajová trať. Gajdovy lázně zůstaly oblíbeným výletním střediskem a místem významných městských akcí až do jejich zániku v 60. letech 20. století.
Prvorepublikové Košice byly vícejazyčným pohraničním a posádkovým městem – poslední zastávkou civilizace směrem na Podkarpatskou Rus. Jejich postavení bylo oproti uherskému období značně degradováno správně, ale i hospodářsky, zejména ztrátou přirozeného zázemí vytvořením nové státní hranice. Proto se Praha snažila do chybějící infrastruktury investovat. V roce 1924 byla zavedena linka Československých aerolinií Praha-Bratislava-Košice.
V témže roce se konal 1. ročník Mezinárodního maratonu míru a vznikla veřejná knihovna (dnes Veřejná knihovna Jána Bocatia). V letech 1927–1996 městská knihovna sídlila v prostorách historické radnice. V roce 1927 začalo vysílat košické studio  Československého rozhlasu. V roce 1929 se konal 1. ročník cyklistických závodů Košice–Tatry–Košice. Při výstavbě nové budovy finančního ředitelství v roce 1935 dělníci objevili Košický zlatý poklad, který byl odvezen nejprve do Bratislavy a následně na odborné zpracování do Prahy. Natrvalo se do Košic vrátil až v roce 1969.
Praha se snažila z Košic udělat druhé centrum slovenské kultury, protiváhu k Bratislavě. Rovněž měly plnit úlohu kulturního zprostředkovatele s Podkarpatskou Rusí jako největší a nejrozvinutější město východu republiky. Tyto důvody, jakož i dobrá dopravní obslužnost, vedly v roce 1937 k umístění Vysoké školy technické M. R. Štefánika, první vysoké technické školy na Slovensku, právě do Košic. Kvůli událostem roku 1938, kdy byly Košice připojeny k Maďarsku, se musela po zahájení prvního ročníku přestěhovat do Prešova, pak do Martina a následně do Bratislavy.

### Růst města a prvorepubliková architektura
Po poválečné finanční krizi nastalo relativně období prosperity. Počátkem 20. let začala výstavba obytných domů pro úředníky, např. Malá Praha. Ve druhé polovině 20. let byly postaveny i soubory činžáků na dnešní Palackého-Bajzově a Štefánikově ulici. Rozsáhlá území mezi někdejšími předměstími byla zastavěna rodinnými domy. Město se rozrostlo směrem jižním (dodnes zachované čtvrtě mezi centrem a Starou nemocnicí), západním (oblast Rozália-Kalvária), severním (domovní zástavba podél mlýnského náhonu a pod Červeným břehem) a východním (městská část Džungľa a Prešovská cesta). Počet obyvatel města se tak za éru první republiky zdvojnásobil na 80 000.
Stopy prvorepublikové architektury lze spatřit ve městě i dnes. Kromě již zmíněné bytové výstavby vznikla řada důležitých veřejných budov ve stylu pražského funkcionalismu i kubismu, které slouží svému účelu dodnes. Patří mezi ně areál státní nemocnice (1924, známý jako Stará nemocnice), hasičská zbrojnice (1928), komplex poštovního a telegrafního úřadu (1928–1930), budova policejního ředitelství, kubistická budova internátu dr. J. Rumana (1927), městské koupaliště u nádraží (1937). Z první poloviny 30. let pochází modernistický palác Obchodní a průmyslové komory (roh Hlavní a Bačíkovy ulice) od košického rodáka Ľudovíta Oelschläger. Ke konci 30. let vznikly i zajímavé stavby s prvky italského racionalismu: budova italské pojišťovny Assicurazioni Generali (1938, Osemposchoďák) a kostel vizionářek (1938).
V období první republiky vznikly významné židovské stavby. V roce 1927 byla postavena neologická synagoga s elipsovitou kupolí (přestavěna na Dům umění 1958–1962) a v maurském stylu ortodoxní synagoga se školou (na dnešní Puškinově).
Navzdory nepříznivému politickému vývoji se ještě v roce 1938 konala pod záštitou prezidenta Edvarda Beneše Výstava východu Československé republiky 1938. Expozice měla prezentovat proměny regionu za posledních 20 let v podmínkách první republiky.

## Košice v letech 1938–1945

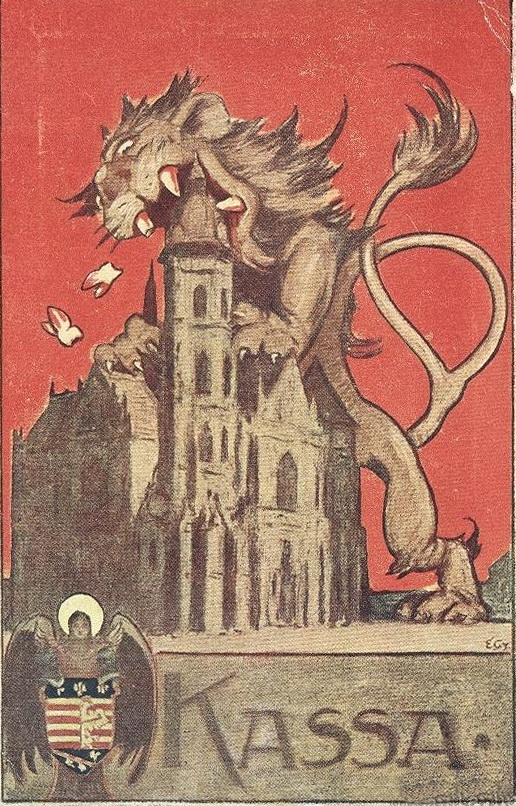
„Český lev si vylamuje zuby nad posvátnými Košicemi“. Horthyovská propaganda z období vídeňské arbitráže

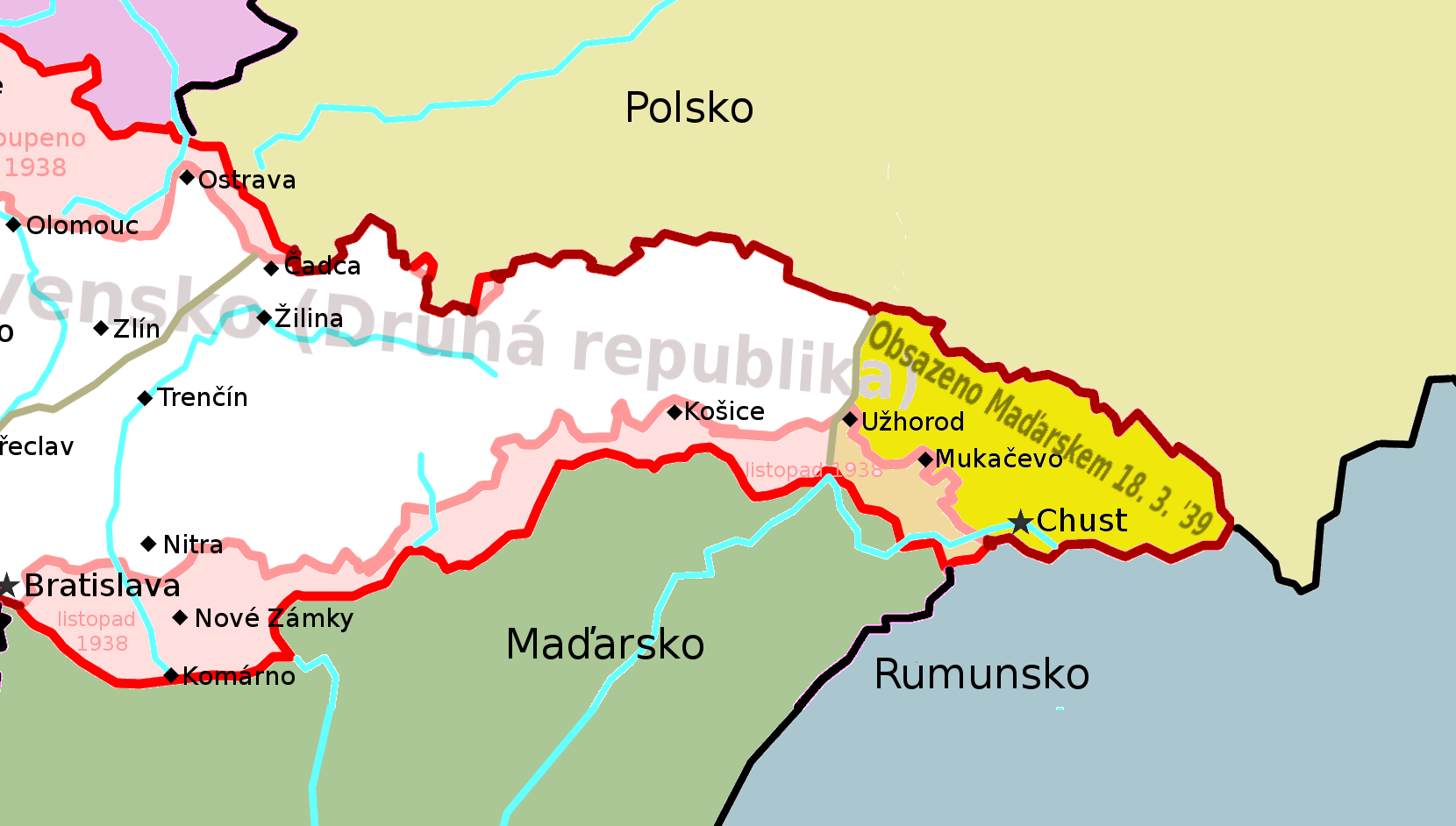
Poloha Košic v nových arbitrážních hranicích

### Nástup Horthyho režimu
Maďarsko se nesmířilo s výsledky prohrané první světové války a celé meziválečné období vedlo politiku revize. Při plánované likvidaci Československa Hitlerem se dostalo Maďarsku zadostiučinění. Vídeňská arbitráž z 2. listopadu 1938 znamenala pro Košice připojení k fašistickému Maďarskému království. Mnoho úředníků, ale i obyčejných obyvatel české a slovenské národnosti uprchlo na zbylé území republiky. V říjnu 1938 ve městě žilo 80 000 obyvatel, v prosinci už jen 58 000. Ustupující československá vojska s sebou vzala i pomník gen. Milana Rastislava Štefánika a svatého Václava, který stál u Urbanovy věže. Obyvatelé maďarské národnosti a přívrženci horthyovského režimu vyzdobili město maďarskými vlajkami. Dne 10. listopadu 1938 do města dorazila maďarská vojska domobrany a po nich i maďarské četnictvo. 11. listopadu byl v „prvním královském městě Horních Uher“ slavnostně uvítán průvod maďarského regenta Miklóse Horthyho s vojenskou přehlídkou. Horthy ve svém uvítacím projevu promluvil i slovensky, přičemž příslušníkům slovenské menšiny sliboval absolutní svobodu jazyka a kultury.

### Bombardování Košic 1941
26. června 1941 ve 13:00 bylo pravděpodobně německým nebo samotným maďarským letectvem zinscenováno bombardování Košic, při němž zahynulo 31 osob. Terčem útoku byla zástavba dnes již neexistujících rodinných domů v prostoru dnešního sídliště Kuzmányho, budova kasáren a hlavní pošty. Bombardování Košic posloužilo jako záminka vstupu Maďarska do války. Hned druhý den, 27. června 1941 se Maďarsko připojilo k nacistickému útoku proti Sovětskému svazu. Podle toho byly i mnozí Košičané povolání na východní frontu. V létě 1943 došlo k dalšímu leteckému útoku na Košice, kdy bylo spojeneckým letectvem bombardováno letiště a vojenské jednotky.

### Život v horthyovském režimu
Košice jako pohraniční město zaznamenalo značný úbytek populace. Proběhla výměna peněz za značně nevýhodných podmínek pro občany města – 1 pengő za 7 Kč (reálná hodnota však byla 1 pengő za 5 Kč). Následně se objevily i demonstrace narážející na nezaměstnanost a drahotu v novém režimu (známé heslo: Minden Draga – vissza Prága!, Vše drahé, zpět Prahu!)
Na zbylém Slovensku byl v roce 1939 vytvořen samostatný stát, fašistický satelit hitlerovského Německa – první slovenská republika. Národnostní práva menšin na obou stranách hranic byla dodržována na principu reciprocity. Tak mohla v Maďarskem království působit Strana slovenské národní jednoty, jejímž reprezentantem ve východních částech okupovaných území byl Emanuel Böhm. Strana se podílela na přežití slovenských škol, jichž existovalo v Košicích v té době pět. Jednou z nich bylo Královské uherské státní gymnázium s vyučovací řečí slovenskou (dnešní Gymnázium Poštová). Slovenská školská zařízení byla v letech 1941–1942 pod tlakem maďarizační politiky Horthyho režimu postupně zavírána, nebo byl počet tříd v nich zredukován. Ze všech profesorů na slovenských školách uměl dobře slovensky jen jeden.
Život ve městě po celkovém potlačení demokratických politických práv zdánlivě pokračoval. Navzdory přísným protižidovským opatřením se Horthyho režim nezapojil do masových židovských deportací. Košický maratón se konal – kromě let 1938 a 1940 – během celého válečného období. Městu byl vrácen status municipálního města a byla v něm zřízena Vysoká škola obchodní (Kereskedelmi Főiskola). Atraktivní prostředí košických lesů s horskými chatami na sever od města bylo turisticky propagováno v dolním Maďarsku jako středisko zimních sportů. V lázních Bankov vystavělo město Budapešť v letech 1941–1944 velkou dělnickou zotavovnu (dnes reedukační domov pro děti a mládež).
V letech 1940–1943 se zkompletovala replika exilového domu Františka II. Rákócziho z tureckého Rodostu v areálu Katovské bašty, kde se plánoval městský muzeální komplex. Tento záměr se však nepodařilo uskutečnit na rozdíl od jiných, kterými bylo otevření expozice dějin města v Miklušově věznici a zřízení Zemského maďarského technického muzea (Országos Magyar Műszaki Muzeum) v budově Ředitelství železnic (1943). Část jeho sbírek po válce v Košicích zůstala a tvoří základ Slovenského technického muzea.

### Německá okupace a Szálasiho teror
Na začátku roku 1944 při postupu spojeneckých armád začal Horthy usilovat o uzavření příměří se SSSR. Proto došlo 18. března k vojenské okupaci Maďarska německými jednotkami. Ty měly v Košicích sídlo policejního velitelství, jehož úkolem byla ochrana hranic se Slovenskem, kde od konce srpna probíhalo Slovenské národní povstání. Po ztrátě důvěry Hitlera k Horthymu se dostal do čela státu fanatický fašista a vůdce Strany šípových křížů, Ferenc Szálasi, rozený Košičan. V nově vzniklém Maďarském státě se 16. října 1944 jmenoval "vůdcem národa". Nastalo období krutých represí a válečných zločinů proti Židům, partyzánům, komunistům a vůbec všem odpůrcům režimu. Nevyhnuly se tomu ani Košice, kde přívrženci strany – nyilašovci – měli navzdory zákazu již od roku 1940 čilou základnu.
Situace košických Židů se radikálně zhoršila po okupaci Maďarska Německem v dubnu 1944 jejich soustředěním do zdí obehnaného ghetta v oblasti dnešní Palárikovy a Partizánské ulice. Před deportacemi se museli hlásit v cihelně (stála na dnešní Moldavské do 60. let), kde bylo na malém prostoru soustředěno více než 15 000 lidí. Od 15. května do 2. června bylo čtyřmi transporty z Košic a abovsko-turňanské župy do koncentračních táborů Osvětim a Buchenwald deportováno asi 12 000 Židů. Organizátor deportací, košický policejní velitel László Csatáry, byl v roce 2012 vedený Centrem Simona Wiesenthala jako nejhledanější válečný zločinec na světě.
Stupňující se represe okupačního režimu v letech 1944–1945 se dotkly nejen jeho přímých či skrytých odpůrců, ale i širší populace. Vedle ideologického, rasového, nebo náboženského pronásledování se stupňoval i národnostní útlak.
Stupňující se teror krátce před příchodem fronty přecházel až do masových rozměrů se znaky genocidy. Obecní kronika bývalé samostatné obce Ťahanovce uvádí první popravy v areálu Gajdových lázní, v takzvané Štofkově zahradě. Nejprve zde nyilašovci popravili deset osob a potom dvakrát tři osoby. V lese blízko Chválabohu zastřelili deset vojenských zběhů, které zajali při razii v městské části Džungle. Na přelomu let 1944–1945 postříleli nyilašovci v Čermeľském údolí kolem 50 lidí.
5. ledna 1945 "pro výstrahu" příslušníci nyilášiovců veřejně oběsili na stromech a sloupech elektrického osvětlení na Hlavní ulici 12 odpůrců režimu a dva dny před osvobozením, 17. ledna 1945 stihli u ťahanovského tunelu zastřelit dalších 17 lidí. Těsně před příchodem fronty odvlekli směrem na Jaklovce a dále údolím Hnilce početnou skupinu mužského obyvatelstva (dosud neodvedené ročníky velmi mladých a starších mužů) z Košic a okolí, které shromáždili ve škole na Kováčské ulici do 15.1.1945. Byla to poslední skupina obyvatelstva odvlečená z Košic a okolí ustupujícími fašisty. Před příchodem sovětské armády Němci a nyilášovci město opustili, ale zničili několik strategických zařízení a odvlekli s sebou i deset vagónů městské tramvaje.

### Osvobození města
Spojenci dohodami garantovali obnovení Československa v jeho předmnichovských hranicích (Podkarpatská Rus však byla připojena k SSSR). Představitelé Strany slovenské národní jednoty zorganizovali Správní komisi města Košic. Ráno 19. ledna 1945 vstoupili do města bez větších bojů příslušníci 237. a 318. střelecké divize 18. armády (velitel generál Gastilovič) IV. ukrajinského frontu (velitel generál Petrov). Nad hromadným hrobem 30 sovětských vojáků, kteří padli při osvobozování přímo ve městě, byl postaven pietní pomník a celé náměstí dostalo podle toho současný název Námestie osloboditeľov.
Košice byly prvním větším osvobozeným městem na území Československa a staly se do osvobození Prahy de facto hlavním městem republiky. Od 30. ledna v budově ředitelství železnic sídlila Slovenská národní rada a od 3. dubna v Jakabově paláci úřadoval staronový prezident Edvard Beneš. Po jmenování nové vlády byl 5. dubna v Župním domě přijat Košický vládní program.

Dějiny Košic 1938-1945 na poštovních známkách
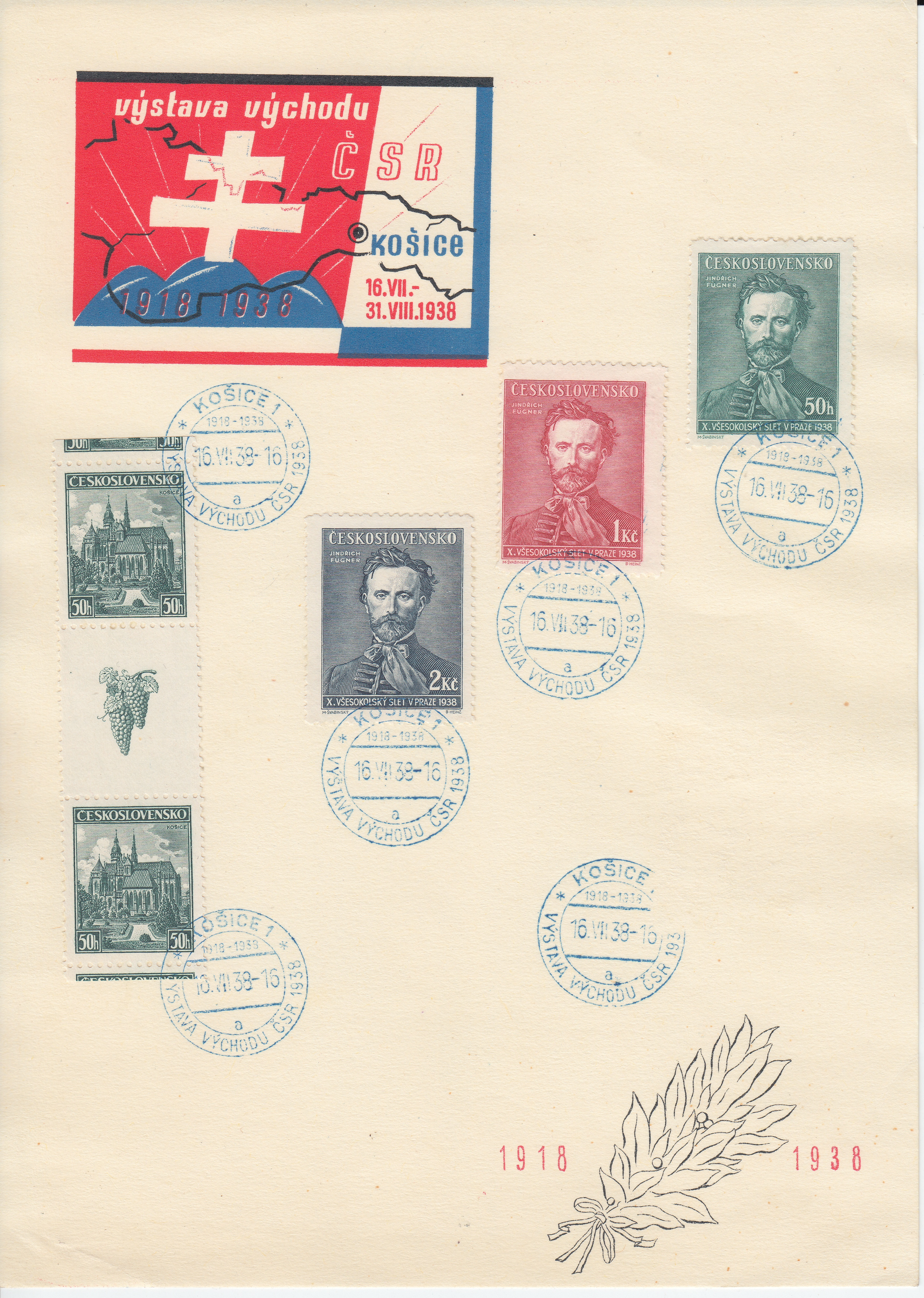
Příležitostný aršík k Výstavě východu ČSR ze dne 16. července 1938
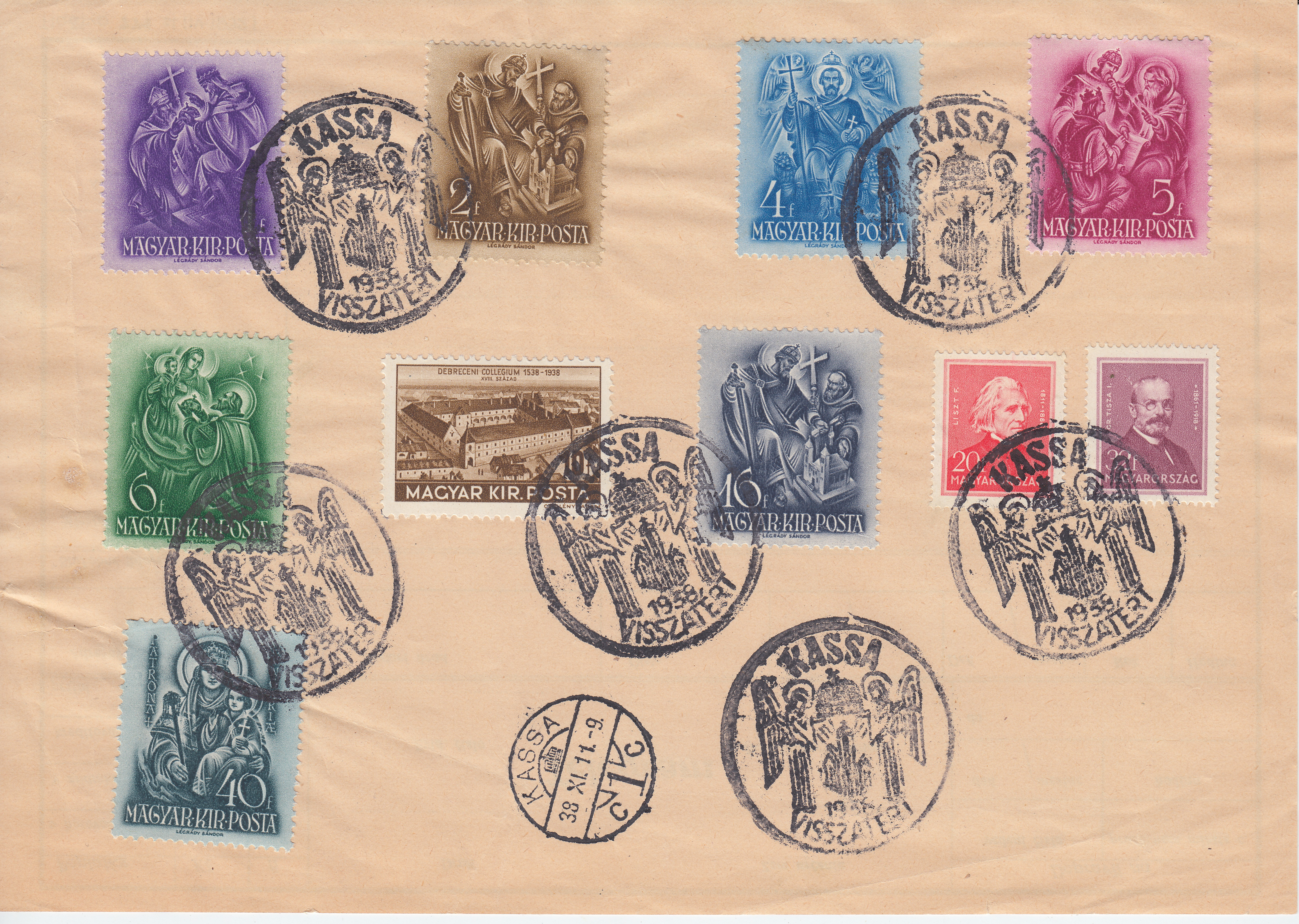
Pamětní poštovní razítko Košic při příležitosti připojení města k Maďarsku dne 11. 11. 1938
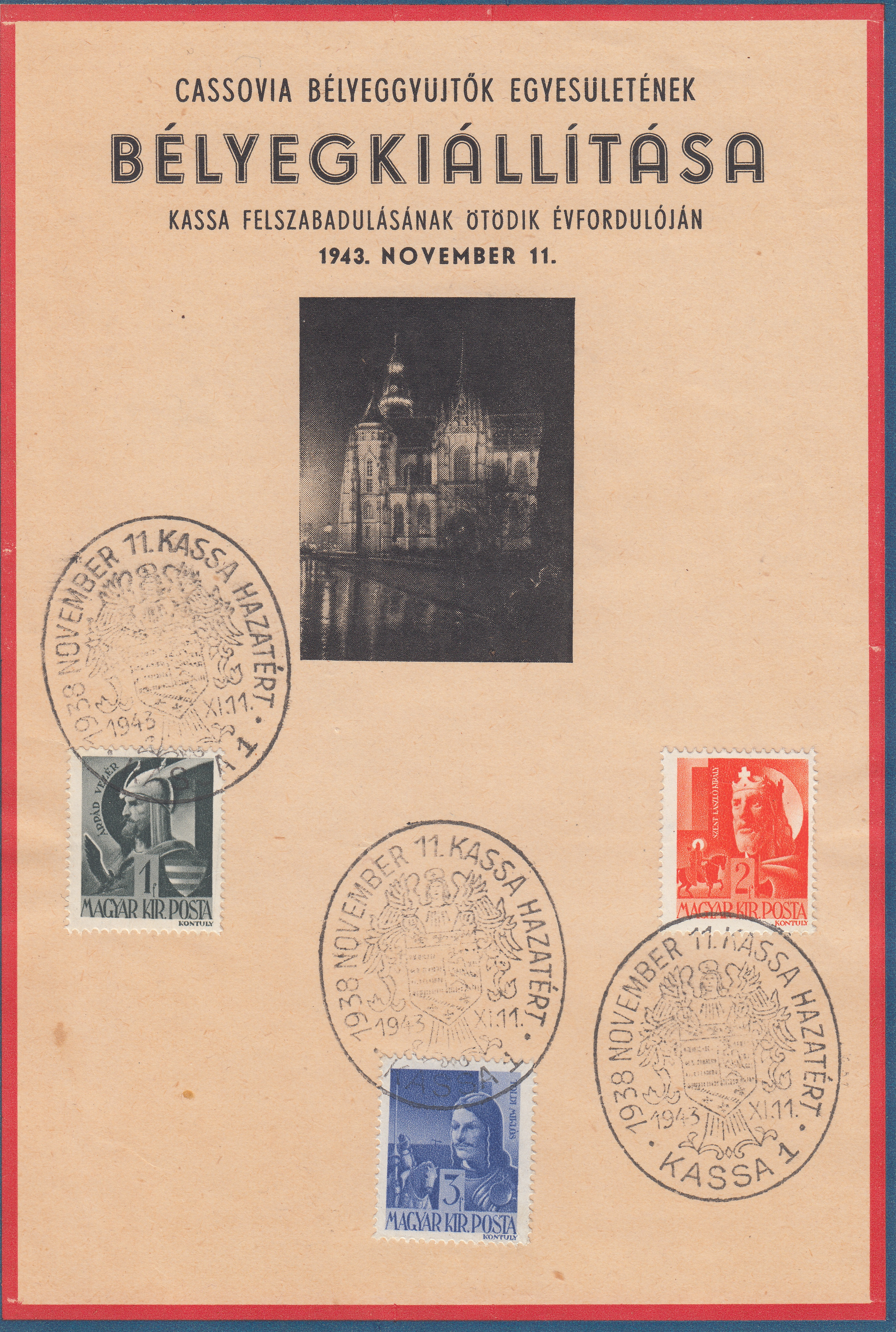
Pamětní arch k Výstavě poštovních známek sdružení košických sběratelů známek k pátému výročí osvobození Košic, 11. listopadu 1943
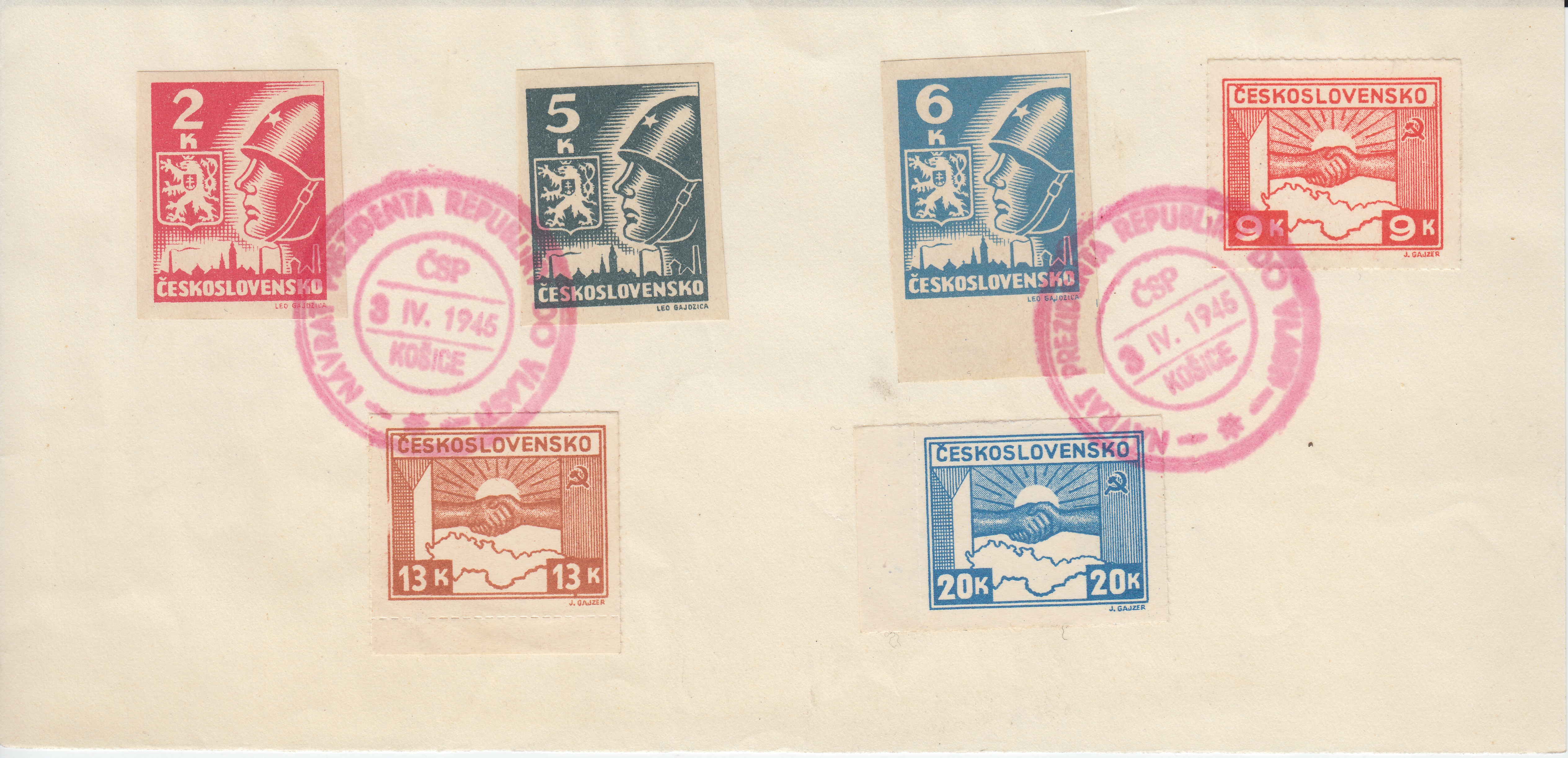
Československé známky košického vydání, pamětní poštovní razítko "Návrat prezidenta republiky do vlasti", Košice 3. 4. 1945

## Košice v letech 1945–1989

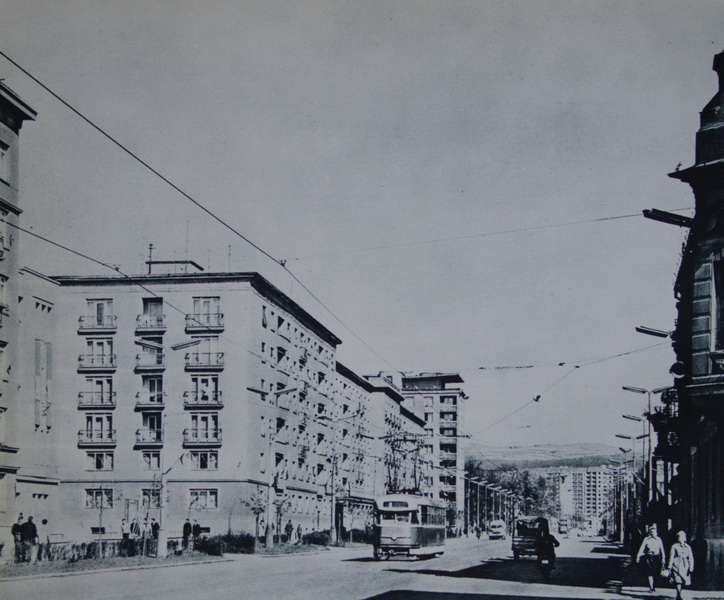
První košická sídliště ještě vhodně navazovala na historickou zástavbu. Sídliště Komenského z let 1954–1958

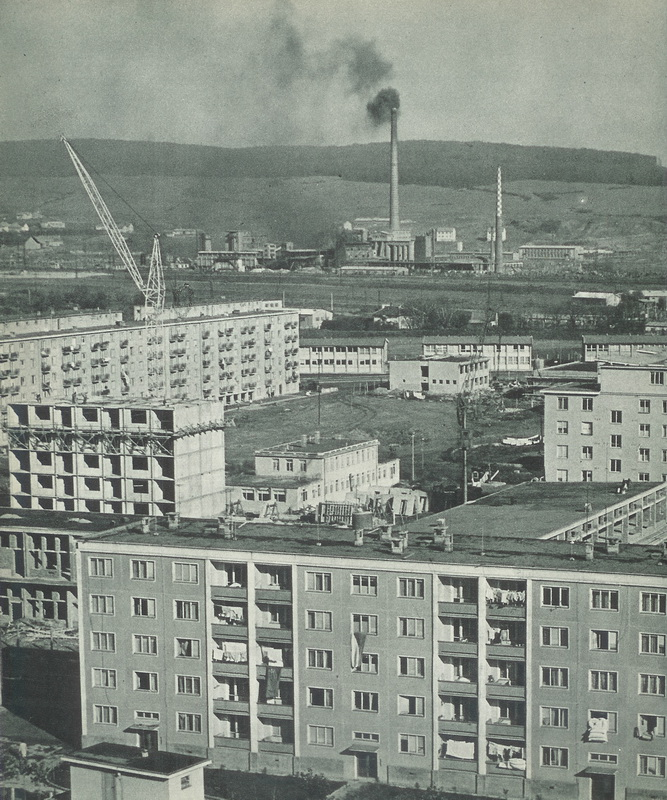
Továrna magnezitových závodů stála v době svého zrodu na okraji města. V 80. letech se stala natolik vážným ekologickým problémem, že se začalo s jejím přesunem za hranice města

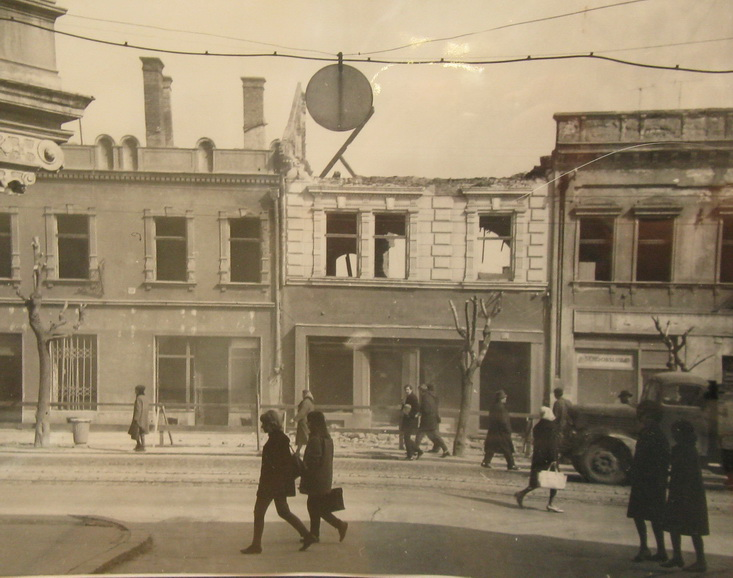
Období socialistické výstavby města bylo poznamenáno nesčetnými asanacemi nejen košických předměstí, ale i v samém centru historického jádra. Na místě těchto nízkopodlažních měšťanských domů byl postaven obchodní dům Prior

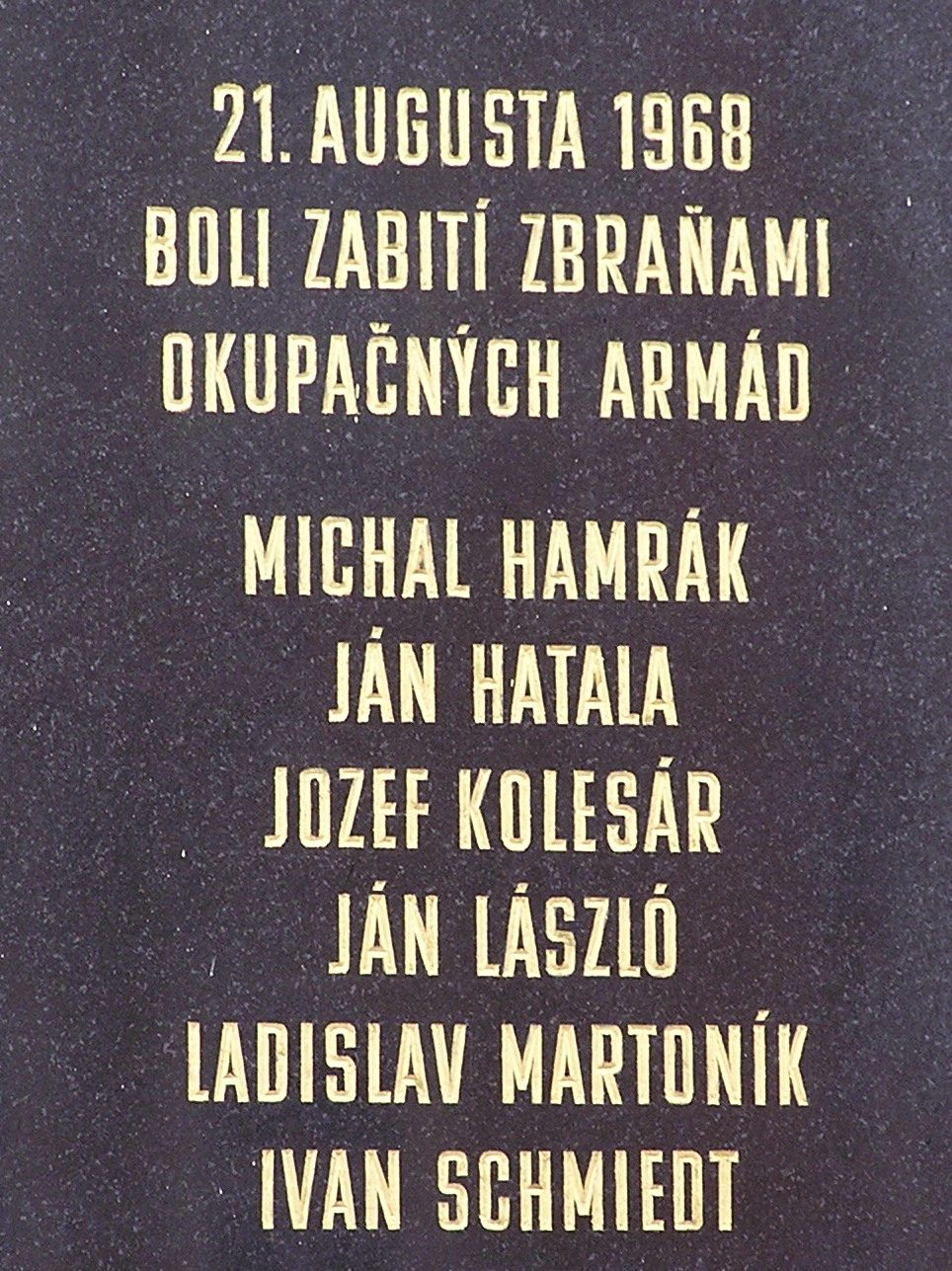
Košické oběti invaze 1968 připomíná pamětní deska na Hlavní ulici č.. 7

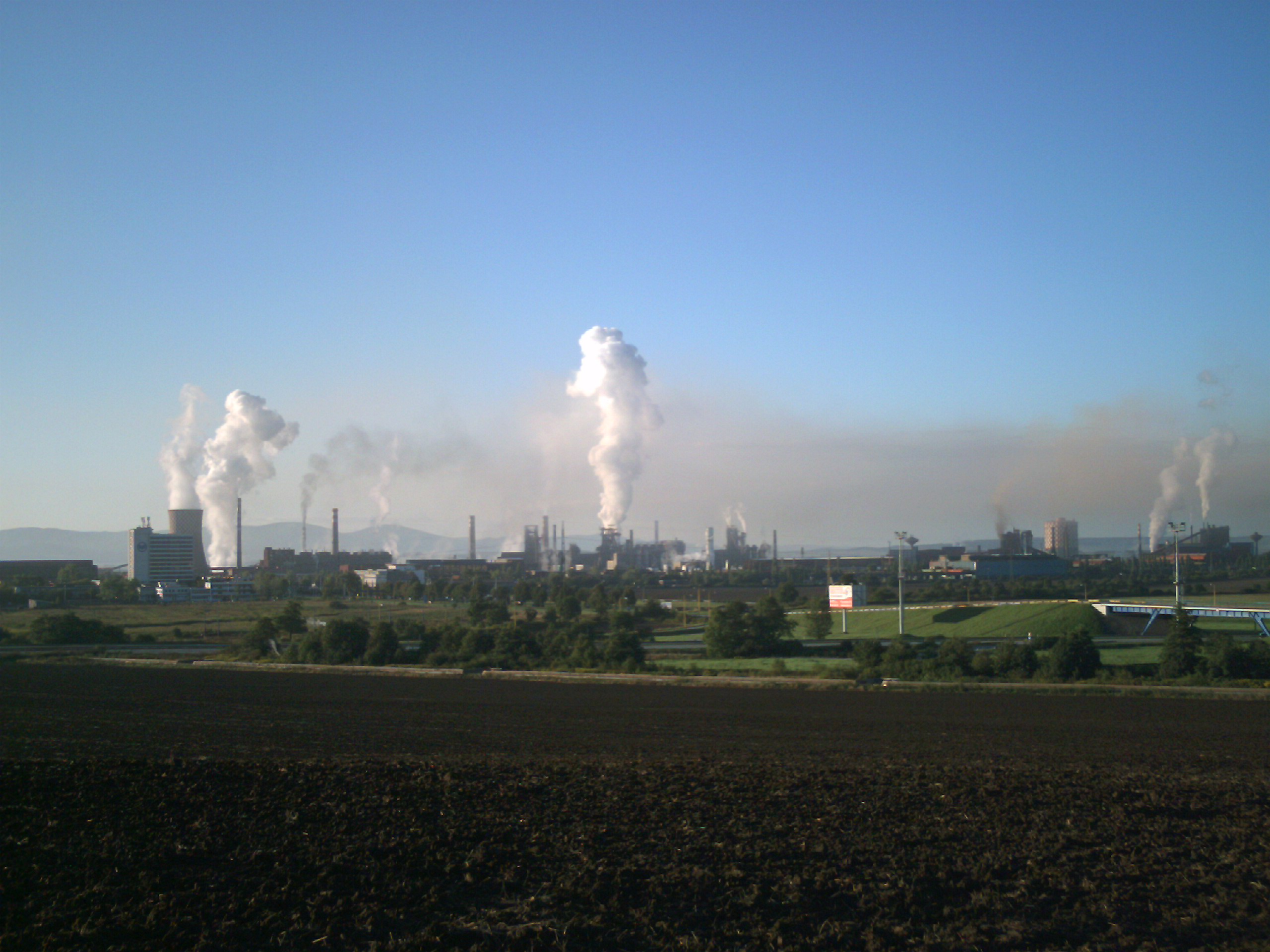
Jeden z největších zaměstnavatelů na Slovensku znamenal pro Košice prudký nárůst obyvatelstva. Tradiční příčka pátého největšího města Československa jim patřila do rozpadu společného státu

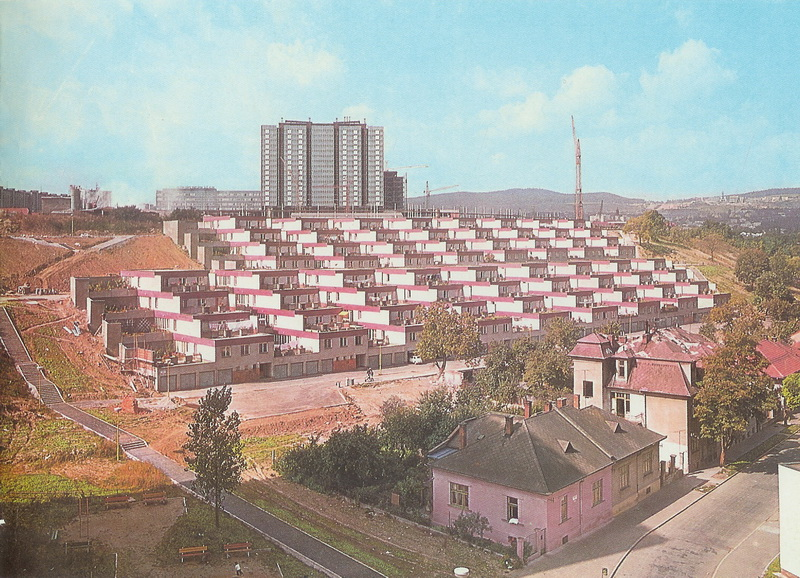
Nová nemocnice je výškově dosud nepřekonanou stavbou v Košicích. Experimentem socialistického urbanismu byly atriové domy vestavěné do svahu Terasy z let 1970–1974

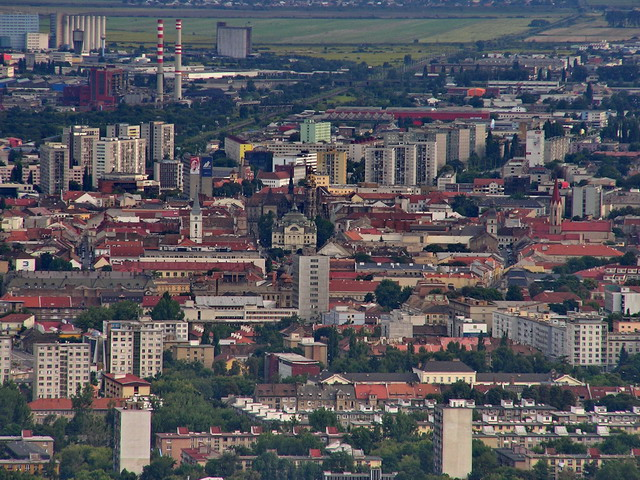
Odkaz socialistické výstavby bude v Košicích ještě dlouho dominantní

### Nástup komunismu v Košicích
Ihned po osvobození se do Košic opět nastěhovaly úřady československé správy. Dne 1. července 1945 došlo k přejmenování mnoha ulic. Obyvatelstvo města podstoupilo tzv. "národnostní očistu". Zajištění příslušníci gestapa, SS, nyilašiovců a honvédů byli deportováni do gulagů v SSSR. Do voleb 1946 byl předsedou Městského národního výboru komunista Július Mauer. V parlamentních volbách v souladu s celoslovenskými výsledky i zde zvítězili demokraté (Demokratická strana). V době vládní krize se komunisté intenzivně připravovali na převzetí moci. 21. února 1948 se ve městě pohotově zformovala první slovenská jednotka Lidových milicí pod vedením interbrigadisty Istvána Fábryho a v následujících dnech se konalo několik prokomunistických manifestací. Po únorovém převratu v roce 1948 byl zestátněn veškerý městský majetek, pronásledováni byli odpůrci režimu, jakož i náboženští představitelé.

### Centrum slovenského vysokého školství
V následujících letech se Košice staly jedním z nejvýznamnějších center československého vysokého školství. Výrazně se o to zasloužil okruh východoslovenské inteligence kolem časopisu Východoslovenský akademik, vedeném historikem Ondrejem Richardem Halagou. Vysoká škola zemědělského a lesního inženýrství byla zřízena v roce 1946, ale v roce 1952 ji přemístili do Zvolenu (lesnictví), resp. Nitry (zemědělství). Vysoká škola veterinářská (1949) byla v republice druhou školou svého druhu po moravském Brně. Původně dočasně vyhrazený areál Komenského ústavu jí slouží dodnes. Podruhé v historii města zde byla umístěna Vysoká škola technická (1952) a sloučením pobočky Pedagogické (1947 z Prešova) a Lékařské (1948) fakulty z UK v Bratislavě se vytvořil základ pro přírodovědnou a humanitní Univerzitu Pavla Jozefa Šafárika. V roce 1963 založené Vyšší letecké učiliště bylo přetvořeno v roce 1973 na Vysokou vojenskou leteckou školu. V roce 1969 Ekonomická univerzita v Bratislavě umístila svou fakultu do Košic.

### 50. a 60. léta
Košice byly od roku 1949 sídlem Košického kraje, který byl v roce 1960 spojen s Prešovským krajem do Východoslovenského kraje. V roce 1968 byly k městu přičleněny doposud samostatné obce Barca, Košická Nová Ves, Myslava, Pereš, Poľov, Šaca, Ťahanovce a Vyšné Opátske. V roce 1976 je následovaly Kavečany, Krásna nad Hornádom, Šebastovce a Lorinčík. Aby mohla administrativa lépe zvládat enormní nárůst obyvatelstva, samotné město bylo postaveno na úroveň okresu (Košice-město). Ten byl v roce 1981 dále rozdělen na pět obvodů Košice I. – V.
Doba socialistické výstavby byla charakterizována rozsáhlými asanacemi a následnou výstavbou panelových sídlišť. Zbourány byly bývalé zpustlé huštáky- předměstí zastavěné rodinnými domy, staré nádraží, parní lázně, budova bývalého hotelu Schalkház, tři měšťanské domy na Hlavní ulici, vše budovy z druhé poloviny 19. století. Rozšiřovala se i síť městské hromadné dopravy. Přibylo množství tramvajových tratí a od roku 1950 se objevila nová autobusová trakce. Největším urbanistickým zásahem do vnitřního mechanismu města byla realizace východního okružního komunikačního tahu v korytě mlýnského náhonu, čímž se z centra města nesmyslně odstranila říční plocha, a zrušení centrálního městského okruhu v souvislosti s novou výstavbou v přednádražním prostoru a změnou jeho dopravní obslužnosti.
- 1946 – založena Státní vědecká knihovna Košice s bohatým knižním fondem zděděným po zaniklé Právnické akademii (viz Košická univerzita).
- 1947 – znovuotevřeno technické muzeum, od roku 1983 pod názvem Slovenské technické muzeum.
- 1951 – založena Krajská galerie, od roku 1961 se současným názvem Východoslovenská galerie
- 1953 – otevřeno nové letiště (současné) v Barci.
- 1954 – postaven amfiteátr.
- 1956 – spuštěna Čermeľská železnice.
- 1959 – založeno Loutkové divadlo Košice.
- 1960 – začátek výstavby východoslovenských železáren (US Steel Košice, s.r.o.).
- 1962
  - nástup masové sídlištní urbanizace výstavbou sídliště Terasa.
  - otevřen hotel Hutník.
  - otevřen Dům umění.
- 1964 – počet obyvatel města překročil 100 tisíc.
- 1965 – otevřena poliklinika Sever.
- 1966
  - Urbanova věž zachvácena požárem, který zničil historický legendární zvon Urban z roku 1557.
  - Spuštěna širokorozchodná trať z Užhorodu do Hanisky u Košic na přepravu železné rudy do VSŽ.

### Období normalizace
21. srpna 1968 obsadila Československo vojska Varšavské smlouvy. Jelikož se na náměstí Osloboditeľov Košičané pokoušeli zastavit vojenský konvoj, došlo ke střelbě a úmrtí sedmi občanů. Tanky a vozidla těžké vojenské techniky, které zůstaly v ulicích města až do 4. září, značně poškodily místní komunikace.
- 1969
  - vznikla Státní filharmonie Košice.
  - otevřen obchodní dům Prior.
- 1970
  - Dóm sv. Alžběty, kaple sv. Michala a Urbanova věž prohlášeny za národní kulturní památky.
  - otevřena Nemocnice Košice –Šaca.
- 1971 – otevřený hotel Slovan (dnes Doubletree by Hilton).
- 1973 – otevřena nová velkokapacitní železniční stanice.
- 1974
  - otevřen Dům kultury ROH VSŽ.
  - předána do užívání hlavní budova VŠ technické, dnes Technická univerzita v Košicích.
- 1975 – odhalen památník Klementa Gottwalda, na místě nynější plastiky městského znaku.
- 1977 – otevřeno nové autobusové nádraží.
- 1979 – počet obyvatel překročil 200 tisíc.
- 1978
  - otevřen výškový monoblok Vojenské nemocnice.
  - nehoda nezabrzděné tramvaje linky č.6 pod amfiteátrem si vyžádala 9 obětí a desítky zraněných.

### Průmyslové centrum
Páté největší město ve federativní republice bylo budováno jako významné průmyslové centrum s koncentrací nejen těžkého, ale ke konci 80. let i lehkého průmyslu. Za komunismu fungovaly v 70. a 80. letech 20. století v Košicích tyto podniky:
- Odevné závody kapt. Nálepku a pletiarensňský závod Tatrasvit
- Vinárske závody
- Hydinárske závody
- Frukona
- opravovne ČSAD
- Ryba
- Východoslovenské tlačiarne
- Mestský stavebný podnik
- Inžinierske stavby
- Pozemné stavby
- Hutné stavby
- Východoslovenské železiarne – VSŽ
- Východoslovenské strojárne VSS
- Slovenské magnezitové závody
- Teplárna
- Východoslovenské mliekárne – mlékárenské závody
- Oděvní závody kpt. Nálepku a pletárenský závod Tatrasvit
- Vinařské závody
- Drůbežářské závody
- Frukona
- Opravny ČSAD
- Ryba
- Východoslovenské tlačiarne
- Mestský stavebný podnik
- Inžinierske stavby
- Pozemné stavby
- Hutné stavby
- Potravinářský komplex (mléko, maso, drůbež, ovoce, obiloviny). Obilné silo s mlýnem a pekárnou postavené 1988.

### 80. léta
Socialistická výstavba vrcholila v polovině 80. let výstavbou mohutných komplexů stranických a soudních orgánů a satelitních sídlišť. Následně se objevily znaky unavené komunistické ekonomiky, kdy se upustilo od mnoha projektovaných záměrů. Komunistům se nepodařilo proměnit Náměstí osvoboditelů na hypermoderní betonové centrum se suterénní dopravou. Mimoúrovňový rychlostní obchvat města zůstal nedokončený a nenašly se peníze ani na dostavbu trolejbusové sítě, jejíž výstavba začala již v roce 1986. Mnoho objektů občanské vybavenosti na novějších sídlištích zůstalo opuštěnými staveništi na dlouhá léta, rovněž i od roku 1983 rozestavěný Dům techniky v samotném centru Košic. Na druhé straně 80. léta znamenala také obrat v pojetí průmyslových Košic i jako významného kulturního střediska s ohromnými historickými hodnotami. Opožděným prohlášením rozsahově největší městské památkové rezervace na Slovensku v roce 1983 se začalo s obnovou bohatého památkového fondu. Vznik pěší zóny (1984) a vyloučení tramvajové dopravy (1986) z Hlavní ulice tento trend jen podporovalo. Začalo se také přihlížet k ochraně životního prostředí, kdy bylo rozhodnuto přestěhovat značně znečišťující Magnezitárský závod z Ťahanovců do příměstské průmyslové zóny v blízkosti obce Bočiar, kde se začalo s výstavbou nového závodu (od roku 1984, spuštěn až v roce 1997).
- 1980 – ukončení výstavby plážového koupaliště Ryba.
- 1981 – otevření fakultní nemocnice (Nová nemocnice) s poliklinikou.
  - – Otevření Všešportového areálu.
- 1982 – otevření krematoria.
- 1984 – začátek druhé rekonstrukce dómu sv. Alžběty.
- 1985 – otevřena budova Krajského výboru KSČ, tzv. Bílý dům.
  - – otevření ZOO v Kavečanech.
  - – instalována hrající fontána se světelnými efekty na dnešním Hlavním náměstí.[218]
  - – otevření kryté plovárny s 50metrovým plaveckým bazénem.
  - – městu udělen titul Město míru.
- 1987 – počet obyvatel města dosáhl maximálního počtu v historii – 238 tisíc.
  - – otevřen obchodní dům Dargov.
  - – odhalena socha V. I. Lenina před budovou stranických orgánů (Bílý dům).
  - – začátek rozsáhlé rekonstrukce Státního divadla.

### Sametová revoluce
Události pádu komunistického režimu a sametové revoluce v Československu se projevily i v Košicích. 22. listopadu 1989 se na košických vysokých školách začalo stávkovat a bylo přerušeno vyučování. Hlavními protagonisty a organizátory košických demonstrací se stala herecká manželská dvojice Peter Rašev a Ľubica Blaškovičová. Desetitisíce Košičanů se 27. listopadu zúčastnilo demonstrace před Státní vědeckou knihovnou na dolním konci Hlavní ulice (tehdy Leninově) v den celorepublikového generální stávky.

## Košice po roce 1989
Zákon Slovenské národní rady z 1. října 1990 o městě Košice upravil postavení města jako samosprávného územního celku spravovaného magistrátem, který se dělí na 22 městských částí se statutem samosprávných jednotek s vlastními místními zastupitelstvy. Po vzniku samostatné Slovenské republiky v roce 1993 se Košice jako druhé největší město ve státě staly sídlem Ústavního soudu.
Růst města se po roce 1989 zastavil. Poslední sídliště – Ťahanovce- zastihla revoluce rozestavěné. Druhá etapa se dokončila až v roce 1993 a v roce 1997 byla dokončena zatím poslední bytovka na tomto sídlišti. Přechod na tržní ekonomiku a dopady privatizace se projevily v prohlubování sociálních rozdílů obyvatelstva. V průběhu první poloviny 90. let vzniklo ve Všešportovním areálu na slovenské poměry mimořádně rozsáhlé tržiště s levným zbožím, tzv. Blšák, které plnilo roli hlavního nákupního střediska Košičanů do nástupu prvních hypermarketů. Městská hromadná doprava trpěla od 90. let při chronickém nedostatku finančních prostředků kritickým omezováním spojů. Přesto se v roce 1993 podařilo spustit trolejbusovou trakci městské hromadné dopravy.

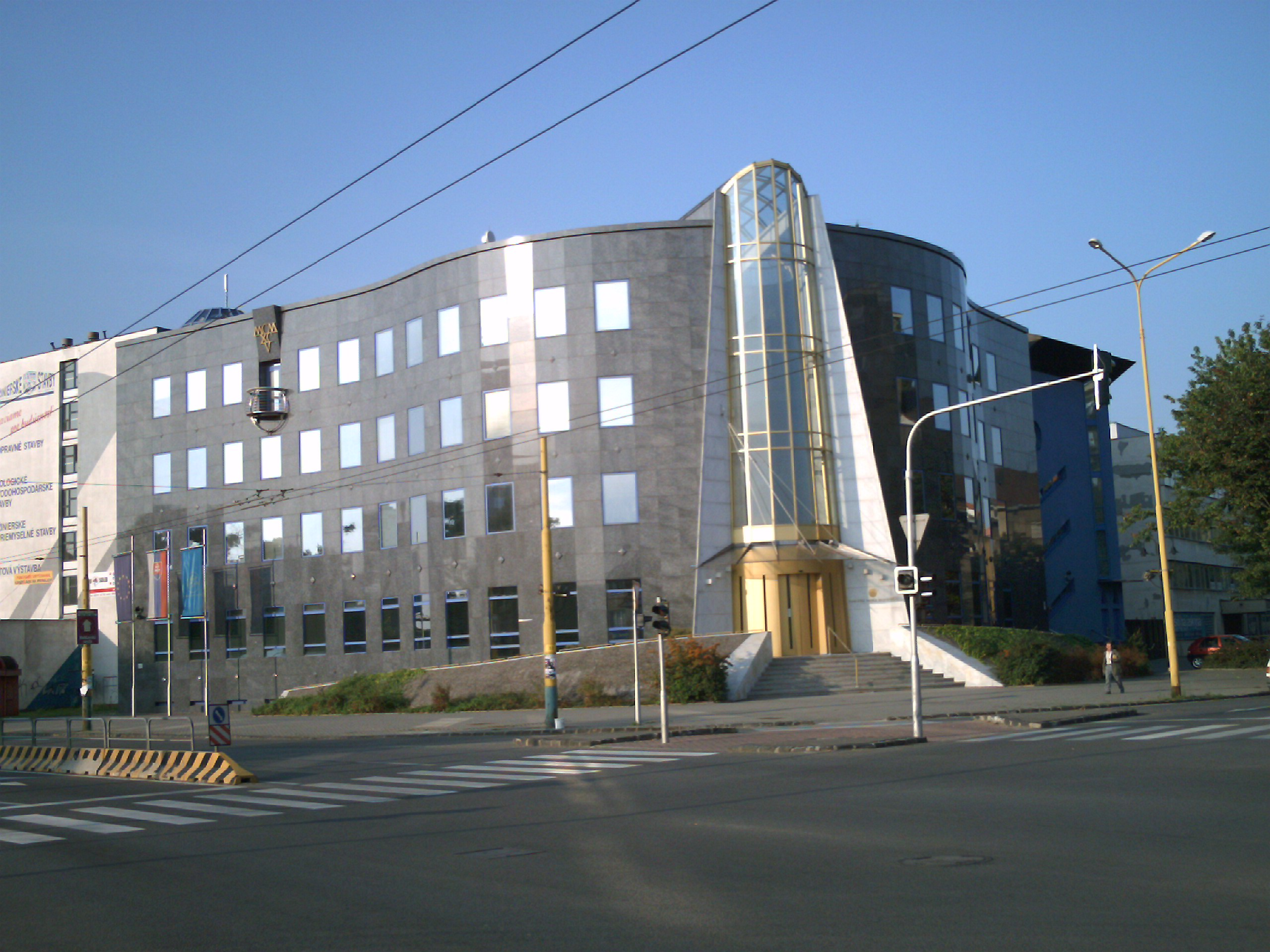
Budova expozitury Národní banky Slovenska na Národním náměstí byla ojedinělou stavební investicí během stavebního útlumu v 90. letech

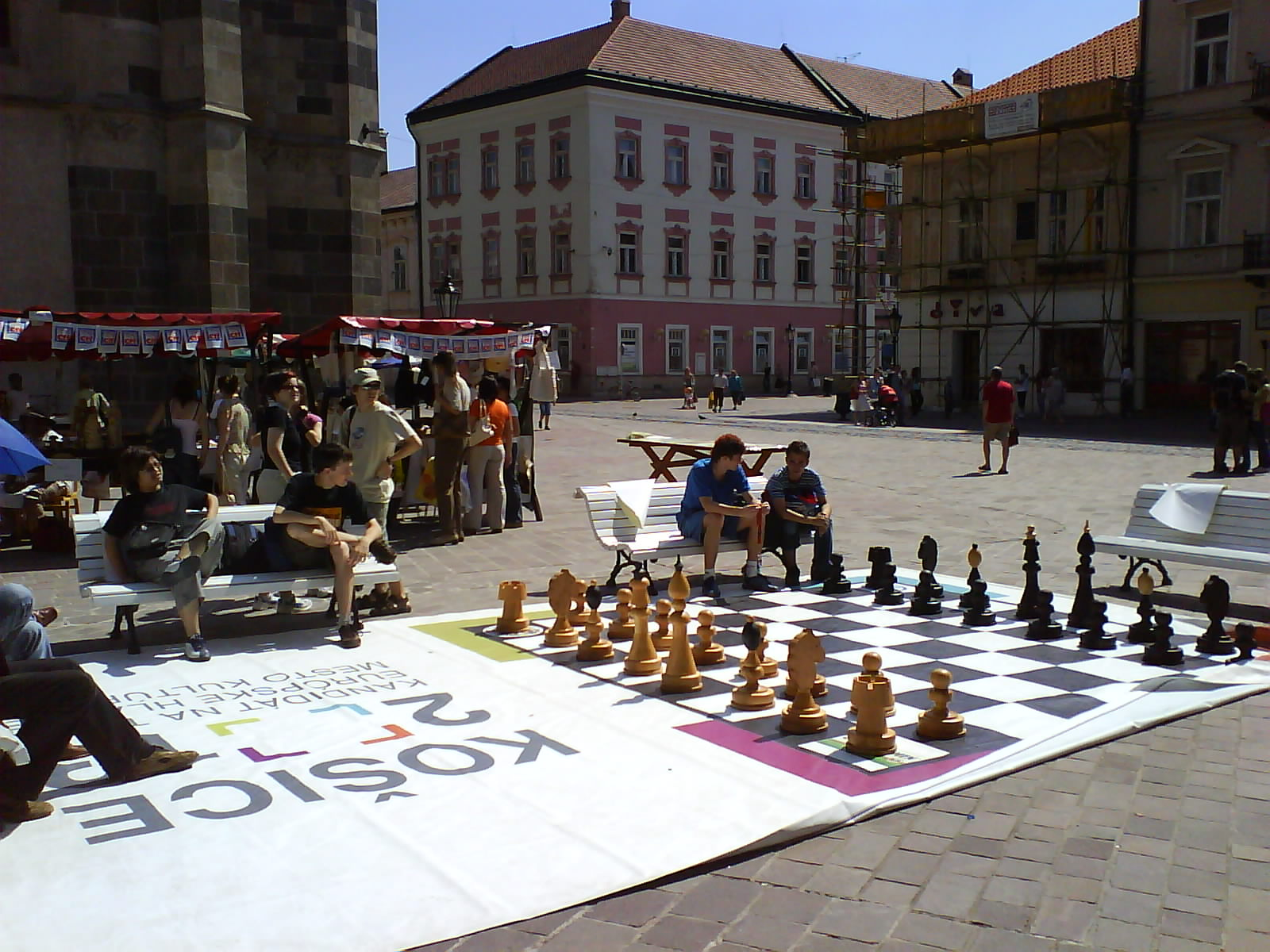
Získáním pořadatelského práva prestižních akcí pro roky 2011 a 2013 Košice potvrdily své atraktivní postavení

V letech 1994 až 1999 zastával funkci primátora Rudolf Schuster. Inspirovaný podobou Košic ze začátku 20. století inicioval nákladnou rekonstrukci Hlavní ulice (1995–1996), přičemž došlo k výměně sto let staré sítě kanalizace a vodovodu. Velkou událostí byla návštěva papeže Jana Pavla II., během níž 2. července 1995 povýšil košické biskupství na arcibiskupství. Na oslavu města a jeho bohaté historie byly zavedeny od roku 1994 Dny města Košice, jejichž čtvrtý ročník (1998) hostil koncert Luciana Pavarottiho v prostoru místního amfiteátru. Ulička řemesel (Hrnčiarska), námořní bitvy jednotlivých městských částí mezi sebou v rámci akce Košické Benátky na Mlýnském náhonu, chodník slávy na dlažbě před jižní fasádou Dómu, potůček na Hlavní ulici, otevření Archeologického muzea pozůstatků Dolní brány městského opevnění a celková estetizacea města, to vše mělo přenést Košice zpět na mapu Evropy, ale za cenu neúměrného dluhu, ve kterém se město v roce 1999 po Schusterově zvolení prezidentem a jeho odchodu do Bratislavy ocitlo. Proto je dědictví Schusterova primátorování přijímáno pozitivněji více v zahraničí než doma.
- 1990 – dostavěn poslední podnik komunistického režimu – státní podnik Elektromont na Alejové ulici, v roce 1994 již v likvidaci.[228]
- 1991 – dostavěn hotel Centrum.
- 1993 – provoz ukončil košický pivovar, založen 1857.
- 1996 – postavena novostavba expozitury Národní banky Slovenska.
- 1996 – první vysílání lokální televize TV Naše.
- 1997 – ukončen provoz továrny na zpracování magnezitu v Ťahanovcích.
- 1997 – založeno Staroměstské divadlo
- 1999 – první hypermarket ve městě (Tesco – Džungľa).
- 2000 – Východoslovenské železárny odprodané významné americké ocelářské společnosti The United Steel Corporation, dostávají nový název U. S. Steel Košice, s.r.o..
- 2001 – Košice sídlem Košického samosprávného kraje.
- 2002 – otevřeno muzeum letectví v areálu letiště.
- 2007 – založeno Košice IT Valley – centrum komunikačních a informačních technologií.
- 2008 – zprůjezdněním mimoúrovňové křižovatky Prešovská-Sečovská dokončen meziměstský obchvat Košic.
- 2008 – město získalo jako první na Slovensku projektem Interface 2013 prestižní titul Evropské hlavní město kultury pro rok 2013
- 2010 – začátkem června městské části Ťahanovce, Sever, Džungle a Krásna nad Hornádom postihly povodně. Kvůli nebezpečně stoupajícímu Hornádu se evakuovalo 4. června na 2 000 lidí.[229]

Nové hospodářské směry signalizovalo v roce 1996 otevření mezistátní letecké linky do Vídně. Moderní letištní terminál s titulem Stavba roku 2005 se vypořádal s nárůstem nízkonákladových linek do Velké Británie. V roce 1996 se začalo s rekonstrukcí Zimního stadionu Ladislava Trojáka (dnes Steel Aréna). Ta měla trvat jednu hokejovou sezónu, ale kvůli finančním problémům byl stadion otevřen až 24. února 2006. Ve stejném roce bylo Košicím přiděleno pořadatelské právo na Mistrovství světa v ledním hokeji 2011. Otevření arény mělo pro Košičany o to větší význam, že hostí koncerty místních i světových hvězd, které se zde dříve fakticky nepořádaly. V roce 2009 skončila rekonstrukce hotelu Slovan (dnes Hotel Doubletree by Hilton) a hotelu Hutník (dnes Hotel Yasmin). Probíhá i výstavba polyfunkčního komplexu Cassovar a v přípravě jsou mnohé další projekty hotelů, polyfunkčních a rezidenčních komplexů. 9. září 2008 město zvítězilo nad Prešovem, Martinem a Nitrou o titul Evropského hlavního města kultury na rok 2013.